# Energía solar fotovoltaica

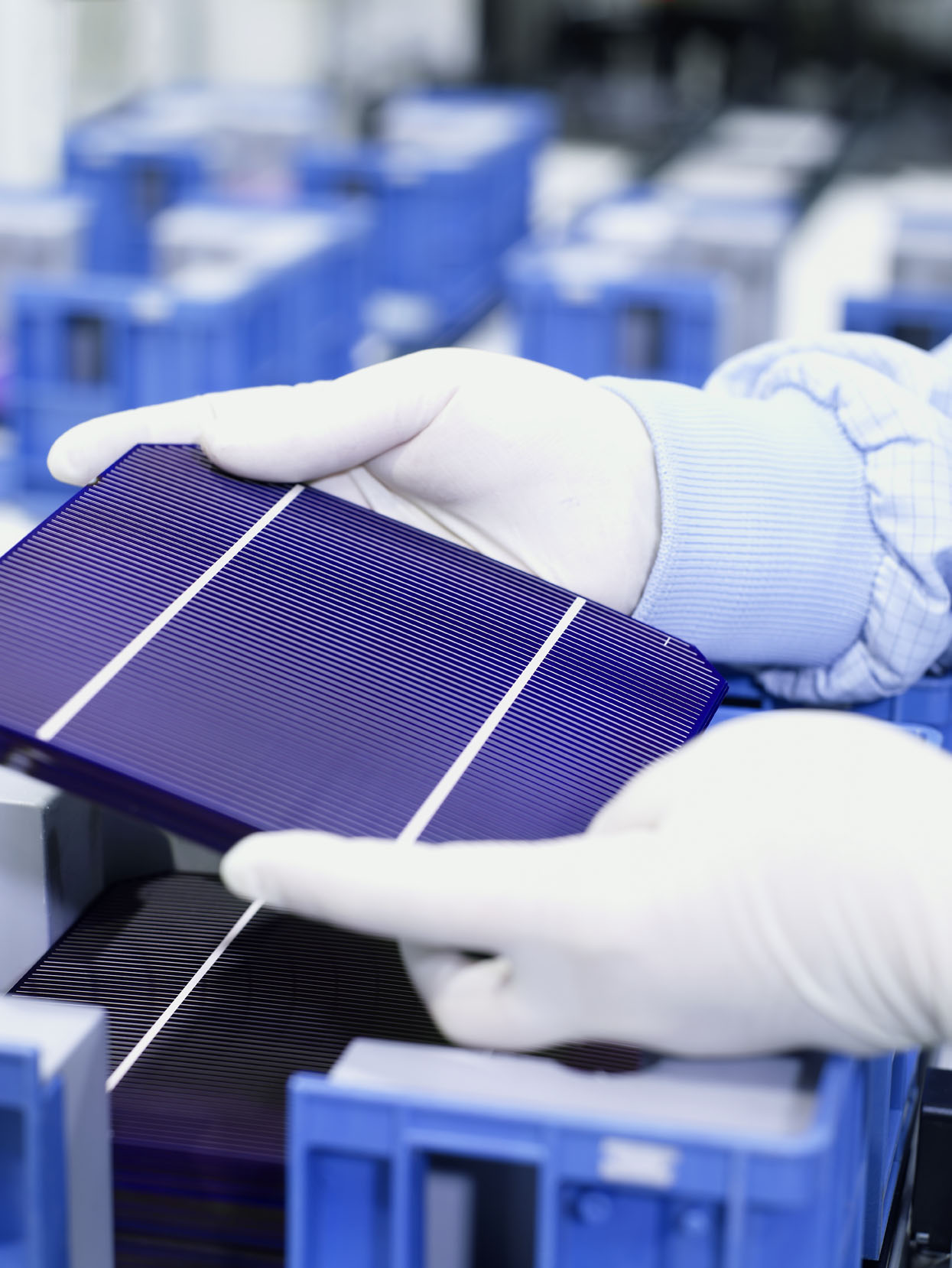
Célula solar monocristalina durante su fabricación.

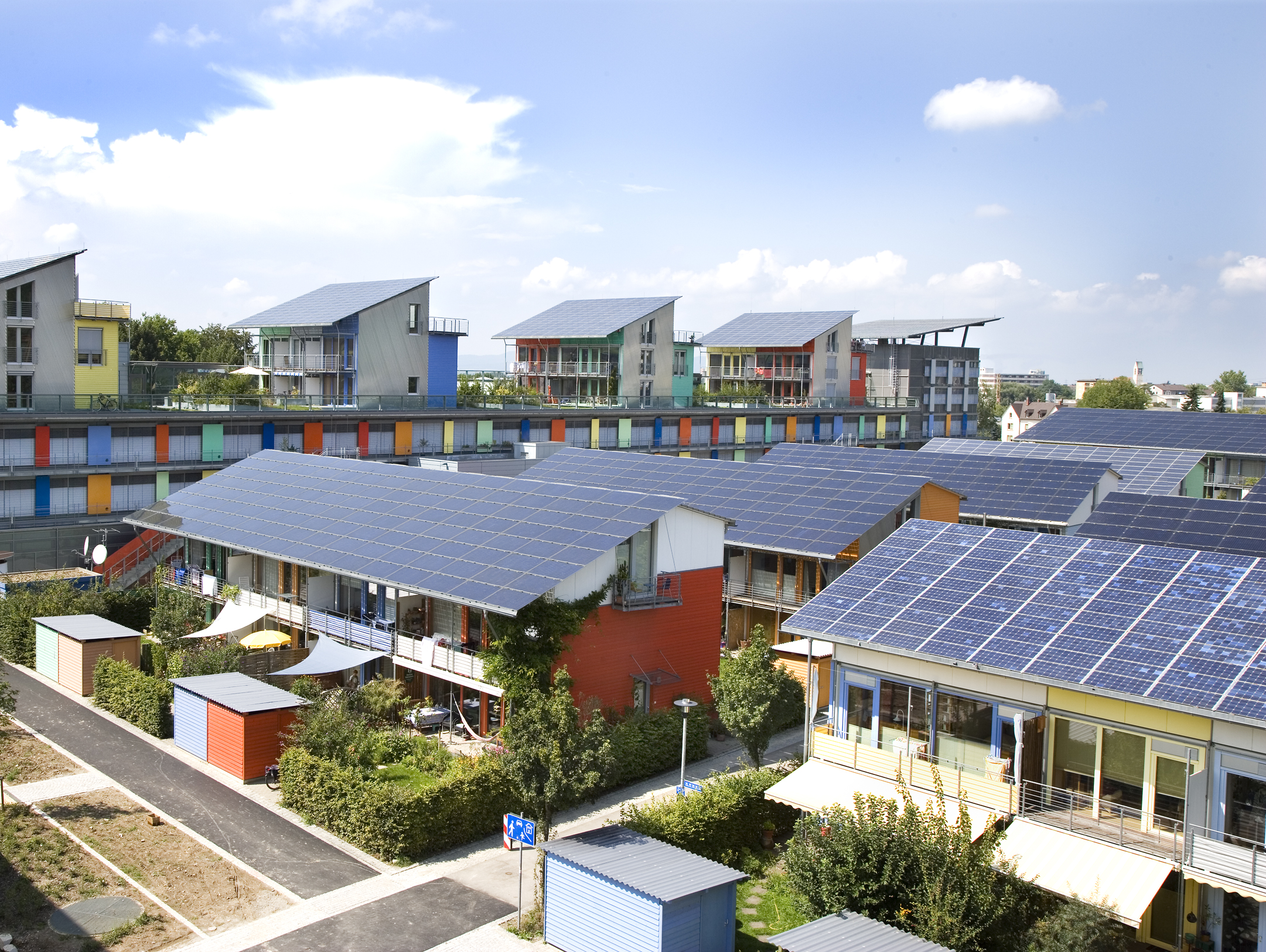
Viviendas sostenibles alimentadas mediante energía solar fotovoltaica en el barrio solar de Vauban (Friburgo, Alemania).

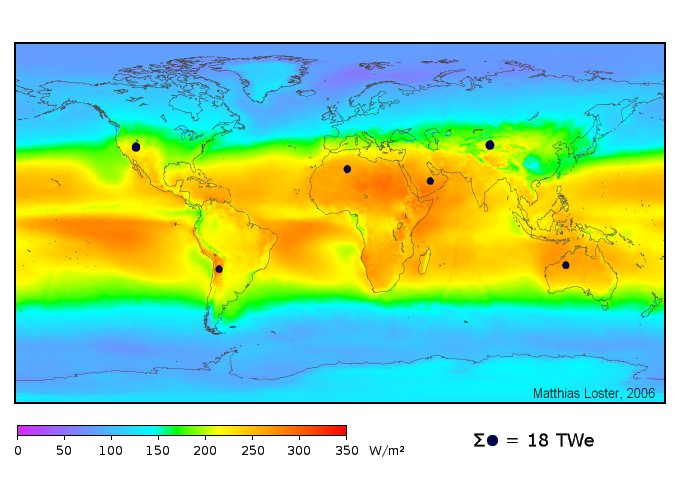
Mapamundi de radiación solar. Los pequeños puntos en el mapa muestran el área total de fotovoltaica necesaria para cubrir la demanda mundial de energía usando paneles solares con una eficiencia del 8 %.

La energía solar fotovoltaica es una fuente de energía que produce electricidad de origen renovable, obtenida directamente de la radiación solar mediante un dispositivo semiconductor denominado célula fotovoltaica, o bien mediante una deposición de metales sobre un sustrato denominada célula solar de película fina.
Este tipo de energía se usa principalmente para producir electricidad a gran escala a través de redes de distribución, aunque también permite alimentar innumerables aplicaciones y aparatos autónomos, así como abastecer refugios de montaña o viviendas aisladas de la red eléctrica. Debido a la creciente demanda de energías renovables, la fabricación de células solares e instalaciones fotovoltaicas ha avanzado considerablemente en los últimos años. Estas células comenzaron a producirse en masa a partir del año 2000, cuando medioambientalistas alemanes y la organización Eurosolar obtuvo financiación para la creación de diez millones de tejados solares.
Programas de incentivos económicos, primero, y posteriormente sistemas de autoconsumo fotovoltaico y balance neto sin subsidios, han apoyado la instalación de la fotovoltaica en un gran número de países. Gracias a ello, la energía solar fotovoltaica se ha convertido en la tercera fuente de energía renovable más importante en términos de capacidad instalada a nivel global, después de las energías hidroeléctrica y eólica. A finales de 2018 la potencia total instalada en todo el mundo alcanzó los 500 GW de potencia fotovoltaica, y solo en 2018 se instalaron 100 GW.
La energía fotovoltaica no emite ningún tipo de contaminación durante su funcionamiento, contribuyendo a evitar la emisión de gases de efecto invernadero. Su principal inconveniente consiste en que su producción depende de la radiación solar, por lo que si la célula no se encuentra alineada perpendicularmente al Sol se pierde entre un 10-25 % de la energía incidente. Debido a ello, en las plantas de conexión a red, se ha popularizado el uso de seguidores solares para maximizar la producción de energía. La producción se ve afectada asimismo por las condiciones meteorológicas adversas, como la falta de sol, nubes o la suciedad que se deposita sobre los paneles. Esto implica que, para garantizar el suministro eléctrico, es necesario complementar esta energía con otras fuentes de energía gestionables como las centrales basadas en la quema de combustibles fósiles, la energía hidroeléctrica o la energía nuclear.
Gracias a los avances tecnológicos, la sofisticación y la economía de escala, el coste de la energía solar fotovoltaica se ha reducido de forma constante desde que se fabricaron las primeras células solares comerciales, aumentando a su vez la eficiencia, y logrando que su coste medio de generación eléctrica sea ya competitivo con las fuentes de energía convencionales en un creciente número de regiones geográficas, alcanzando la paridad de red.
 Actualmente el coste de la electricidad producida en instalaciones solares se sitúa entre 0,05-0,10 $/kWh en Europa, China, India, Sudáfrica y Estados Unidos. En 2015, se alcanzaron nuevos récords en proyectos de Emiratos Árabes Unidos (0,0584 $/kWh), Perú (0,048 $/kWh) y México (0,048 $/kWh). En mayo de 2016, una subasta solar en Dubái alcanzó un precio de 0,03 $/kWh. En 2020, se alcanzó la cifra récord de 0,016 $/kWh en Arabia Saudí.

## Historia

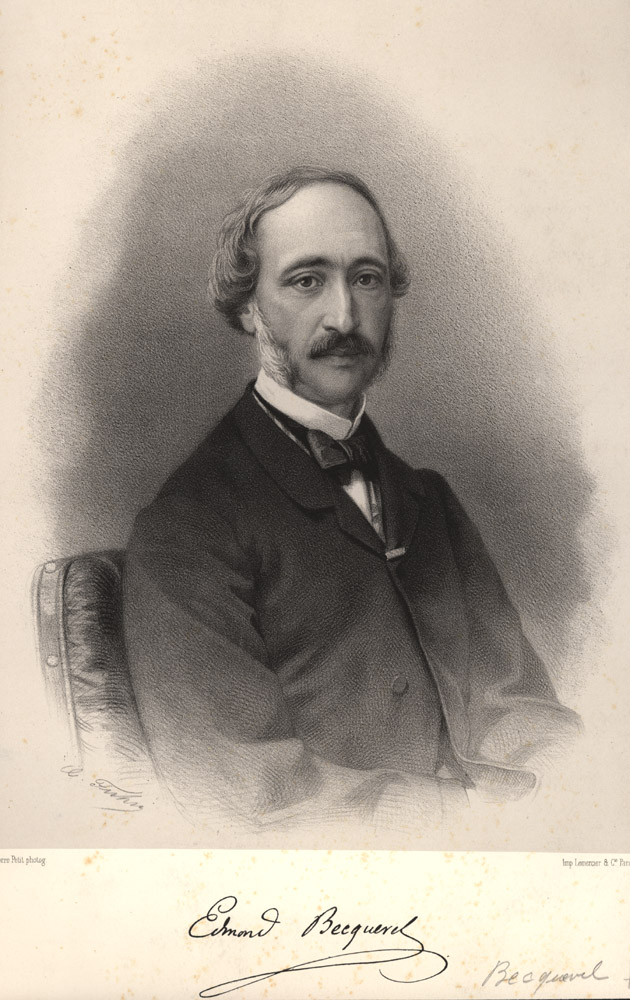
El físico francés Alexandre-Edmond Becquerel fue el descubridor del efecto fotovoltaico en 1839, fundamental para el desarrollo de las células fotoeléctricas.

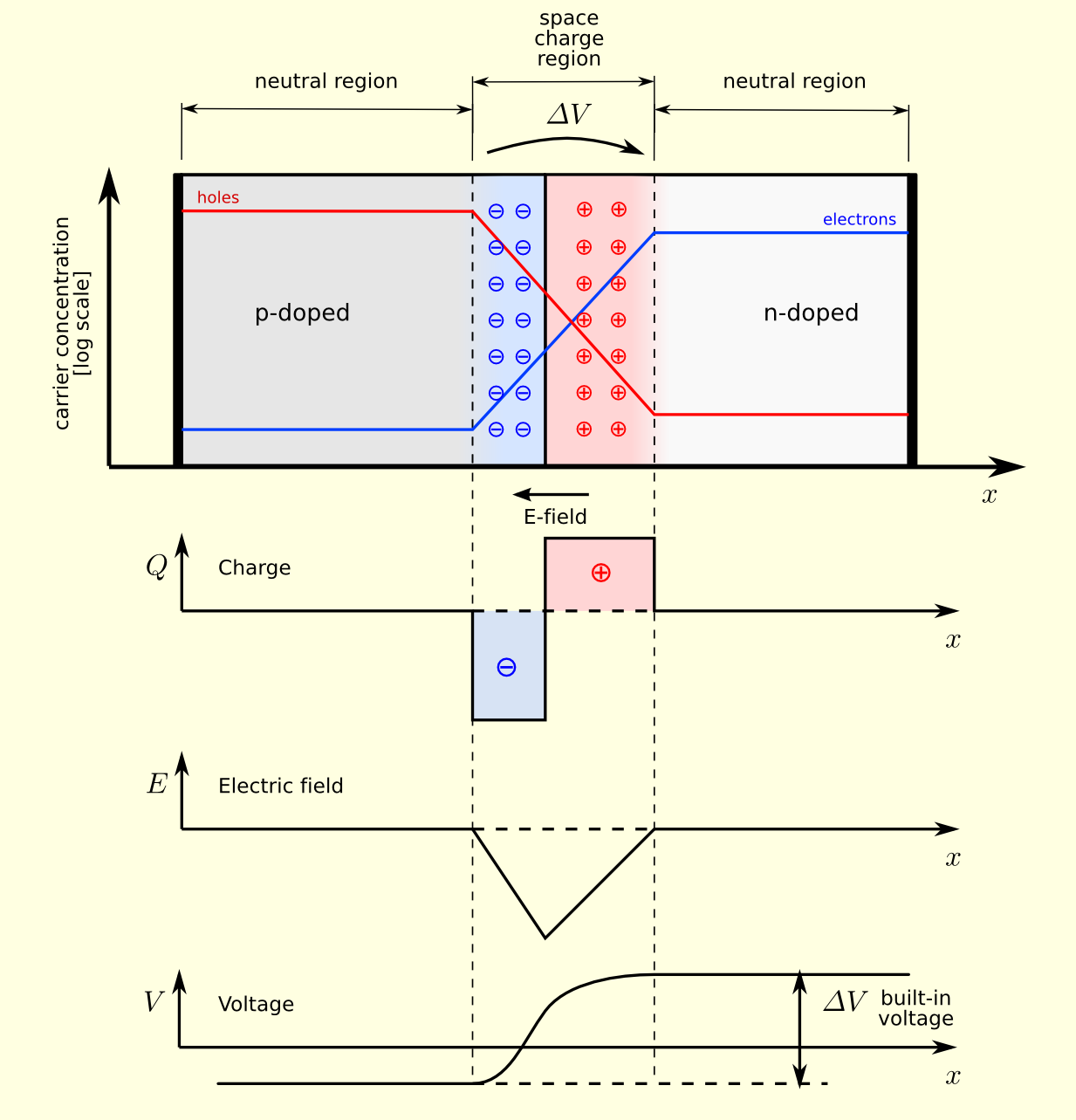
Esquema del campo eléctrico creado en una célula fotovoltaica mediante la unión pn entre dos capas de semiconductores dopados.

Estructura básica de una célula solar basada en silicio, y su principio de funcionamiento.

El término «fotovoltaico» se comenzó a usar en Reino Unido en el año 1849. Proviene del griego φώς: phos, que significa «luz», y de -voltaico, que proviene del ámbito de la electricidad, en honor al físico italiano Alessandro Volta.
El efecto fotovoltaico fue reconocido por primera vez unos diez años antes, en 1839, por el físico francés Alexandre-Edmond Becquerel, pero la primera célula solar no se fabricó hasta 1883. Su creador fue Charles Fritts, quien recubrió una muestra de selenio semiconductor con pan de oro para formar la unión. Este primitivo dispositivo presentaba una eficiencia menor del 1 %, pero demostró de forma práctica que, efectivamente, producir electricidad con luz era posible. Los estudios realizados en el siglo XIX por Michael Faraday, James Clerk Maxwell, Nikola Tesla y Heinrich Hertz sobre inducción electromagnética, fuerzas eléctricas y ondas electromagnéticas, y sobre todo, el trabajo realizado por Albert Einstein en 1905, por el cual le fue otorgado el premio Nobel en 1921, proporcionaron la base teórica y práctica del efecto fotoeléctrico, que es el fundamento de la conversión de energía solar en electricidad.

### Principio de funcionamiento
Cuando un semiconductor dopado se expone a radiación electromagnética, un fotón incidente golpea a un electrón y lo arranca, creando un hueco en el átomo. Normalmente, el electrón encuentra rápidamente otro hueco para volver a llenarlo, y la energía proporcionada por el fotón, por tanto, se disipa en forma de calor. El principio de una célula fotovoltaica es obligar a los electrones y a los huecos a avanzar hacia el lado opuesto del material en lugar de simplemente recombinarse en él: así, se producirá una diferencia de potencial, y por lo tanto, tensión entre las dos partes del material, como ocurre en una pila.
Para ello, se crea un campo eléctrico permanente, a través de una unión pn, entre dos capas dopadas respectivamente, p y n. En las células de silicio, que son mayoritariamente utilizadas, se encuentran por tanto:
- La capa superior de la celda, que se compone de silicio dopado de tipo n.[nota 2] En esta capa, hay un número de electrones libres mayor que en una capa de silicio puro, de ahí el nombre del dopaje n, negativo. El material permanece eléctricamente neutro, ya que tanto los átomos de silicio como los del material dopante son neutros: pero la red cristalina tiene globalmente una mayor presencia de electrones que en una red de silicio puro.
- La capa inferior de la celda, que se compone de silicio dopado de tipo p.[nota 3] Esta capa tiene por lo tanto una cantidad media de electrones libres menor que una capa de silicio puro. Los electrones están ligados a la red cristalina que, en consecuencia, es eléctricamente neutra, pero presenta huecos, positivos (p). La conducción eléctrica está asegurada por estos portadores de carga, que se desplazan por todo el material.

En el momento de la creación de la unión pn, los electrones libres de la capa n entran instantáneamente en la capa p y se recombinan con los huecos en la región p. Existirá así durante toda la vida de la unión, una carga positiva en la región n a lo largo de la unión (porque faltan electrones) y una carga negativa en la región en p a lo largo de la unión (porque los huecos han desaparecido); el conjunto forma la «Zona de Carga de Espacio» (ZCE) y existe un campo eléctrico entre las dos, de n hacia p. Este campo eléctrico hace de la ZCE un diodo, que solo permite el flujo de corriente en una dirección: los electrones pueden moverse de la región p a la n, pero no en la dirección opuesta y por el contrario los huecos no pasan más que de n hacia p.
En funcionamiento, cuando un fotón arranca un electrón a la matriz, creando un electrón libre y un hueco, bajo el efecto de este campo eléctrico cada uno va en dirección opuesta: los electrones se acumulan en la región n (para convertirse en polo negativo), mientras que los huecos se acumulan en la región dopada p (que se convierte en el polo positivo). Este fenómeno es más eficaz en la ZCE, donde casi no hay portadores de carga (electrones o huecos), ya que son anulados, o en la cercanía inmediata a la ZCE: cuando un fotón crea un par electrón-hueco, se separaron y es improbable que encuentren a su opuesto, pero si la creación tiene lugar en un sitio más alejado de la unión, el electrón (convertido en hueco) mantiene una gran oportunidad para recombinarse antes de llegar a la zona n. Pero la ZCE es necesariamente muy delgada, así que no es útil dar un gran espesor a la célula. Efectivamente, el grosor de la capa n es muy pequeño, ya que esta capa solo se necesita básicamente para crear la ZCE que hace funcionar la célula. En cambio, el grosor de la capa p es mayor: depende de un compromiso entre la necesidad de minimizar las recombinaciones electrón-hueco, y por el contrario permitir la captación del mayor número de fotones posible, para lo que se requiere cierto mínimo espesor.
En resumen, una célula fotovoltaica es el equivalente de un generador de energía al que se ha añadido un diodo. Para lograr una célula solar práctica, también es preciso añadir contactos eléctricos (que permitan extraer la energía generada), una capa que proteja la célula pero deje pasar la luz, una capa antirreflectante para garantizar la correcta absorción de los fotones, y otros elementos que aumenten la eficiencia de la misma.

### Primera célula solar moderna
El ingeniero estadounidense Russell Ohl patentó la célula solar moderna en el año 1946, aunque otros investigadores habían avanzado en su desarrollo con anterioridad: el físico sueco Sven Ason Berglund había patentado en 1914 un método que trataba de incrementar la capacidad de las células fotosensibles, mientras que, en 1931, el ingeniero alemán Bruno Lange había desarrollado una fotocélula usando seleniuro de plata en lugar de óxido de cobre.
La era moderna de la tecnología solar no llegó hasta el año 1954, cuando los investigadores estadounidenses Gerald Pearson, Calvin S. Fuller y Daryl Chapin, de los Laboratorios Bell, descubrieron de manera accidental que los semiconductores de silicio dopado con ciertas impurezas eran muy sensibles a la luz. Estos avances contribuyeron a la fabricación de la primera célula solar comercial. Emplearon una unión difusa de silicio p–n, con una conversión de la energía solar de aproximadamente 6 %, un logro comparado con las células de selenio que difícilmente alcanzaban el 0,5 %.
Posteriormente el estadounidense Les Hoffman, presidente de la compañía Hoffman Electronics, a través de su división de semiconductores, fue uno de los pioneros en la fabricación y producción a gran escala de células solares. Entre 1954 y 1960, Hoffman logró mejorar la eficiencia de las células fotovoltaicas hasta el 14 %, reduciendo los costes de fabricación para conseguir un producto que pudiera ser comercializado.

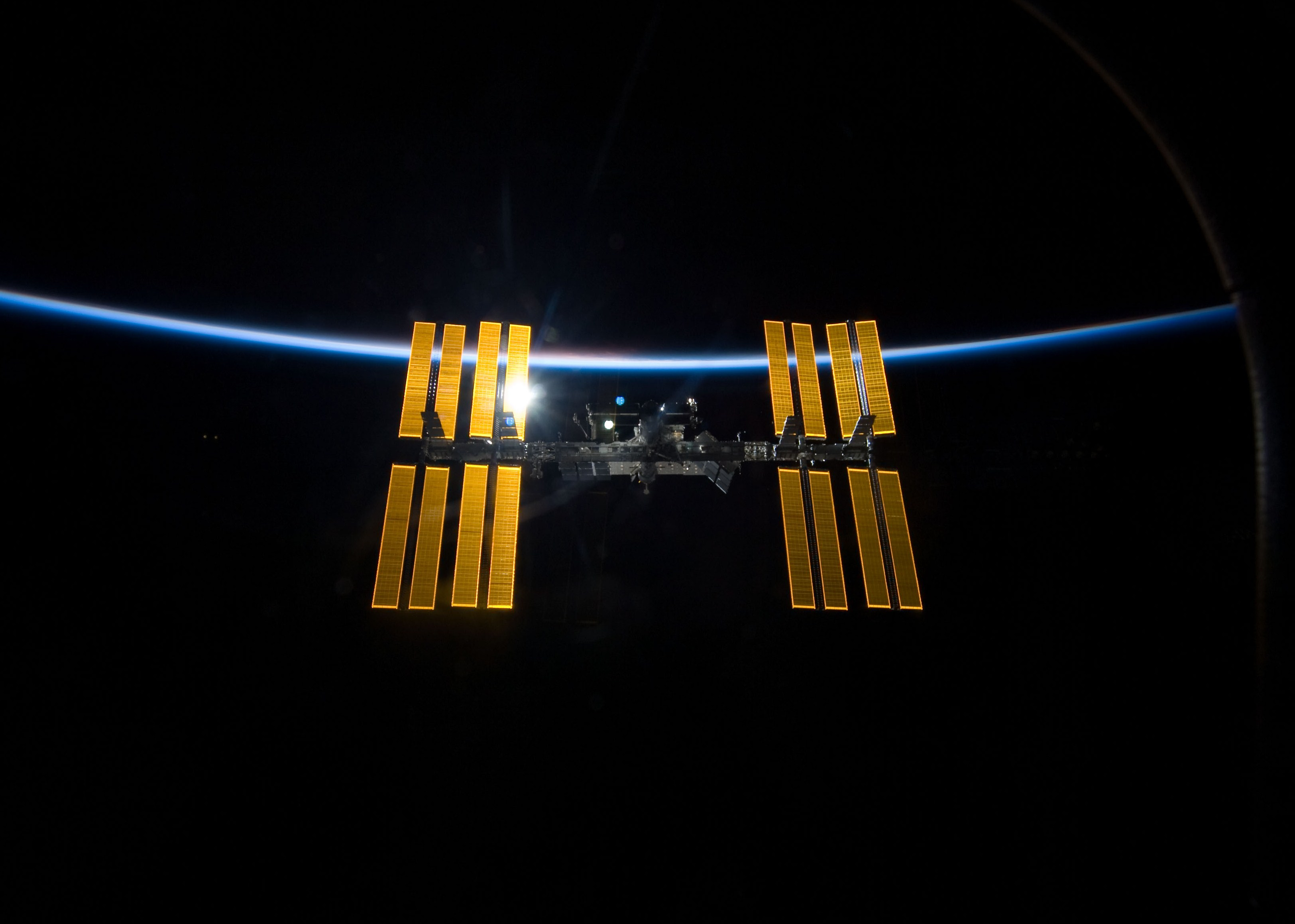
La Estación Espacial Internacional, que obtiene su energía a través de paneles fotovoltaicos, fotografiada contra la negrura del espacio y la delgada línea de la atmósfera de la Tierra.

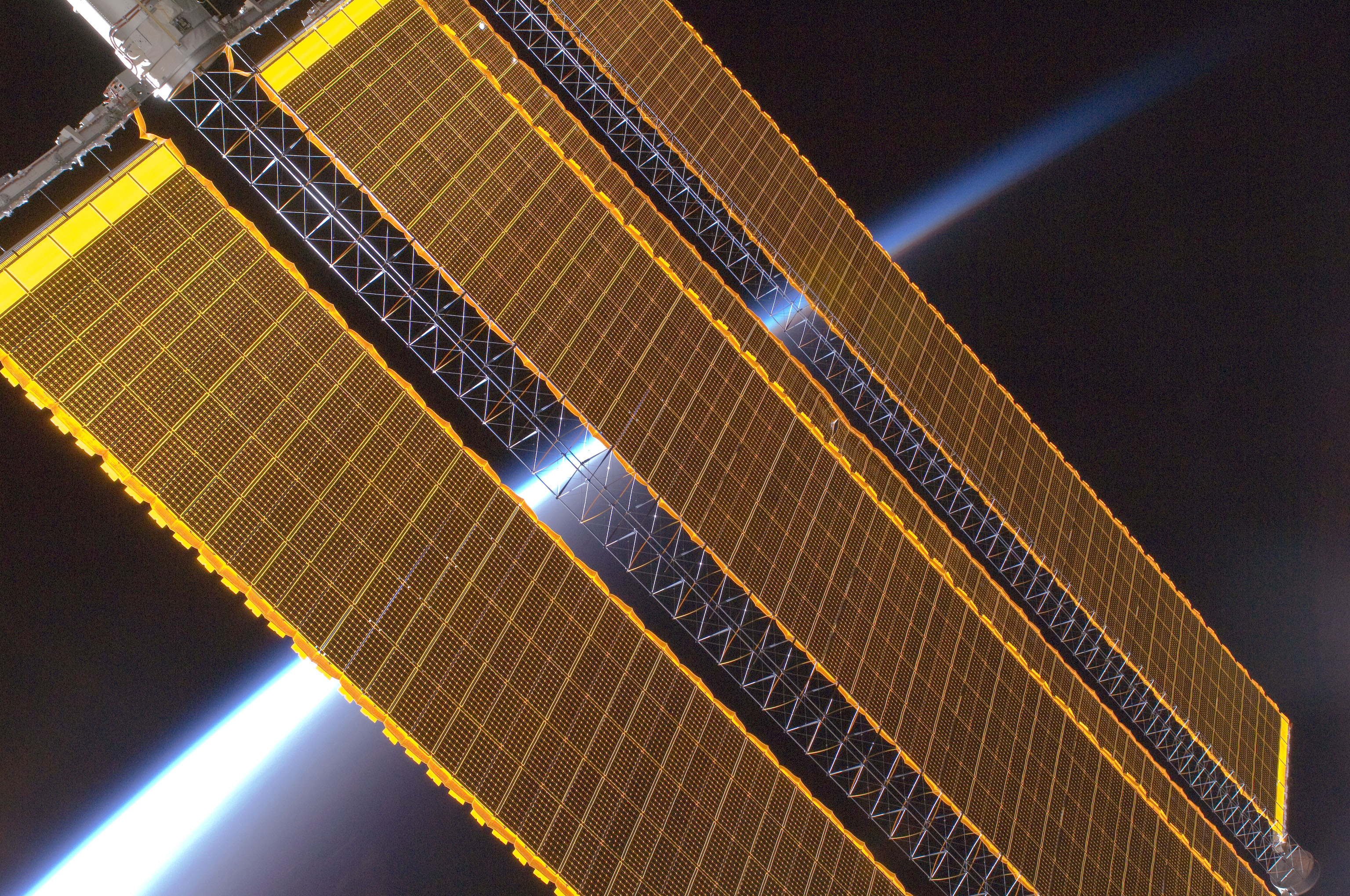
Detalle de los paneles solares fotovoltaicos de la Estación Espacial Internacional.

### Primeras aplicaciones: energía solar espacial
Al principio, las células fotovoltaicas se emplearon de forma minoritaria para alimentar eléctricamente juguetes y en otros usos menores, dado que el coste de producción de electricidad mediante estas células primitivas era demasiado elevado: en términos relativos, una célula que produjera un vatio de energía mediante luz solar podía costar 250 dólares, en comparación con los dos o tres dólares que costaba un vatio procedente de una central termoeléctrica de carbón.
Las células fotovoltaicas fueron rescatadas del olvido gracias a la carrera espacial y a la sugerencia de utilizarlas en uno de los primeros satélites puestos en órbita alrededor de la Tierra. La Unión Soviética lanzó su primer satélite espacial en el año 1957, y los Estados Unidos le seguiría un año después. La primera nave espacial que usó paneles solares fue el satélite estadounidense Vanguard 1, lanzado en marzo de 1958 (hoy en día el satélite más antiguo aún en órbita). En el diseño de este se usaron células solares creadas por Peter Iles en un esfuerzo encabezado por la compañía Hoffman Electronics. El sistema fotovoltaico le permitió seguir transmitiendo durante siete años mientras que las baterías químicas se agotaron en solo 20 días.
En 1959, Estados Unidos lanzó el Explorer 6. Este satélite llevaba instalada una serie de módulos solares, soportados en unas estructuras externas similares a unas alas, formados por 9600 células solares de la empresa Hoffman. Este tipo de dispositivos se convirtió posteriormente en una característica común de muchos satélites. Había cierto escepticismo inicial sobre el funcionamiento del sistema, pero en la práctica las células solares demostraron ser un gran éxito, y pronto se incorporaron al diseño de nuevos satélites.
Pocos años después, en 1962, el Telstar se convirtió en el primer satélite de comunicaciones equipado con células solares, capaces de proporcionar una potencia de 14 W. Este hito generó un gran interés en la producción y lanzamiento de satélites geoestacionarios para el desarrollo de las comunicaciones, en los que la energía provendría de un dispositivo de captación de la luz solar. Fue un desarrollo crucial que estimuló la investigación por parte de algunos gobiernos y que impulsó la mejora de los paneles fotovoltaicos.
Gradualmente, la industria espacial se decantó por el uso de células solares de arseniuro de galio (GaAs), debido a su mayor eficiencia frente a las células de silicio. En 1970 la primera célula solar con heteroestructura de arseniuro de galio y altamente eficiente se desarrolló en la Unión Soviética por Zhorés Alfiórov y su equipo de investigación.
A partir de 1971, las estaciones espaciales soviéticas del programa Salyut fueron los primeros complejos orbitales tripulados en obtener su energía a partir de células solares, acopladas en estructuras a los laterales del módulo orbital, al igual que la estación norteamericana Skylab, pocos años después.
En la década de 1970, tras la primera crisis del petróleo, el Departamento de Energía de los Estados Unidos y la agencia espacial NASA iniciaron el estudio del concepto de energía solar en el espacio, que ambicionaba el abastecimiento energético terrestre mediante satélites espaciales. En 1979 propusieron una flota de satélites en órbita geoestacionaria, cada uno de los cuales mediría 5 x 10 km y produciría entre 5 y 10 GW. La construcción implicaba la creación de una gran infraestructura espacial donde trabajarían continuamente cientos de astronautas. Este gigantismo era típico de una época en la que se proyectaba la creación de grandes ciudades espaciales. Dejando aparte las dificultades técnicas, la propuesta fue desechada en 1981 por implicar un coste disparatado. A mediados de la década de 1980, con el petróleo de nuevo en precios bajos, el programa fue cancelado.
No obstante, las aplicaciones fotovoltaicas en los satélites espaciales continuaron su desarrollo. La producción de equipos de deposición química de metales por vapores orgánicos o MOCVD (Metal Organic Chemical Vapor Deposition) no se desarrolló hasta la década de 1980, limitando la capacidad de las compañías en la manufactura de células solares de arseniuro de galio. La primera compañía que manufacturó paneles solares en cantidades industriales, a partir de uniones simples de GaAs, con una eficiencia del 17 % en AM0 (masa de aire cero), fue la norteamericana Applied Solar Energy Corporation (ASEC). Las células de doble unión comenzaron su producción en cantidades industriales por ASEC en 1989, de manera accidental, como consecuencia de un cambio del GaAs sobre los sustratos de GaAs, a GaAs sobre sustratos de germanio.
La tecnología fotovoltaica, si bien no es la única que se utiliza, sigue predominando a principios del siglo XXI en los satélites de órbita terrestre. Por ejemplo, las sondas Magallanes, Mars Global Surveyor y Mars Observer, de la NASA, usaron paneles fotovoltaicos, así como el Telescopio espacial Hubble, en órbita alrededor de la Tierra. La Estación Espacial Internacional, también en órbita terrestre, está dotada de grandes sistemas fotovoltaicos que alimentan todo el complejo espacial, al igual que en su día la estación espacial Mir. Otros vehículos espaciales que utilizan la energía fotovoltaica para abastecerse son la sonda Mars Reconnaissance Orbiter, Spirit y Opportunity, los robots de la NASA en Marte.

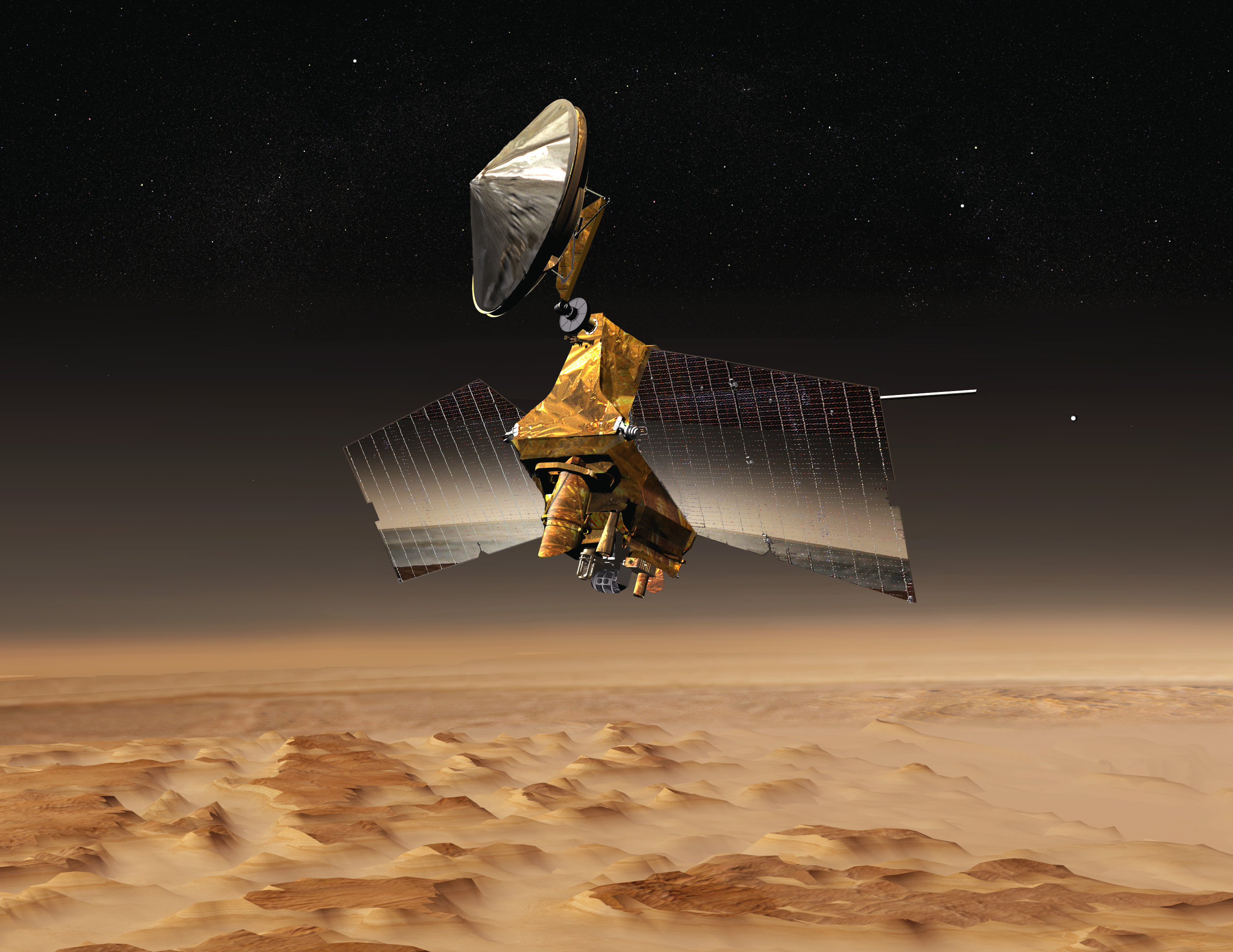
Ilustración de la sonda Mars Reconnaissance Orbiter, equipada con paneles solares, en la órbita de Marte.
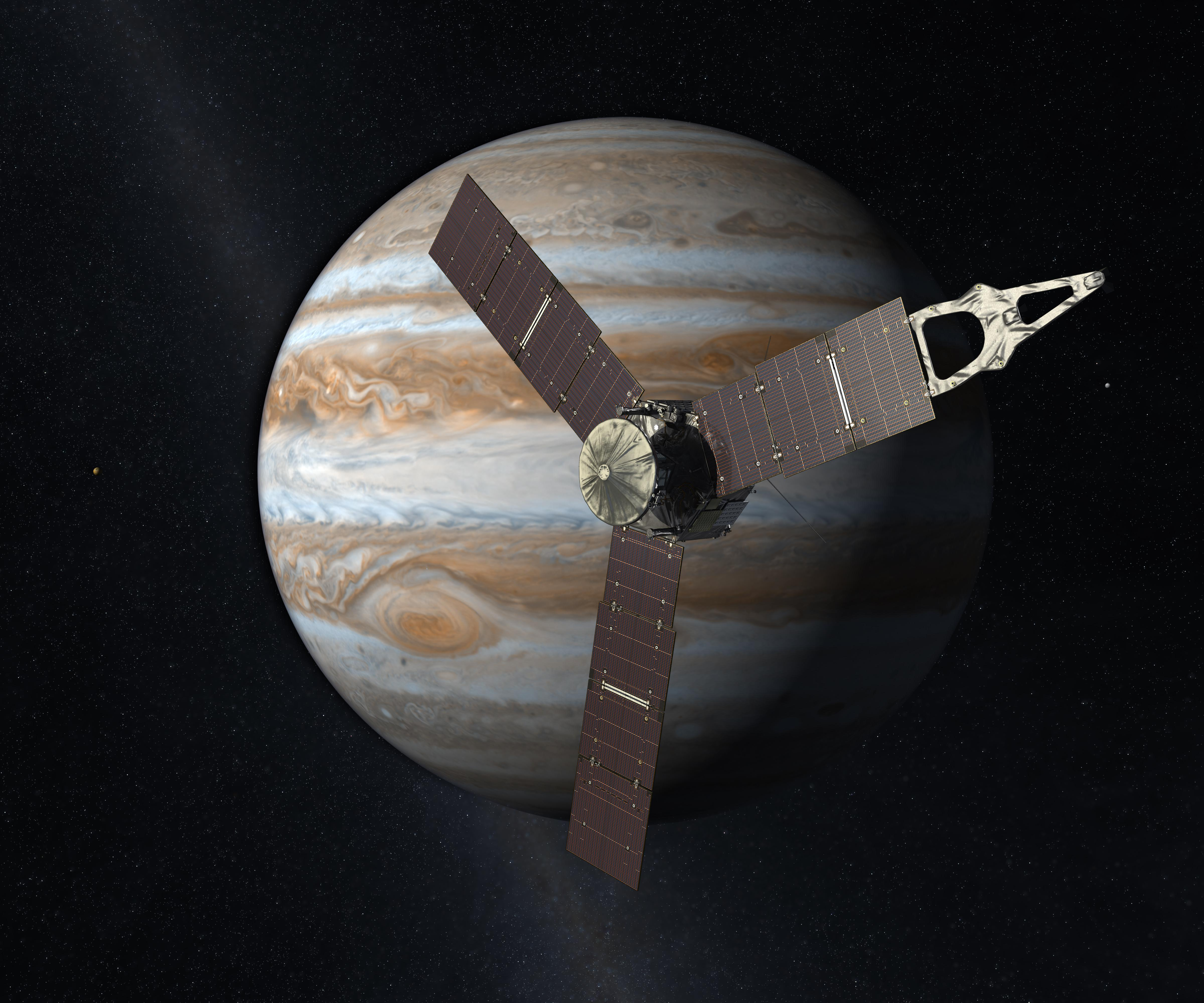
Imagen artística de la sonda espacial Juno, equipada con módulos fotovoltaicos, orbitando el planeta Júpiter.
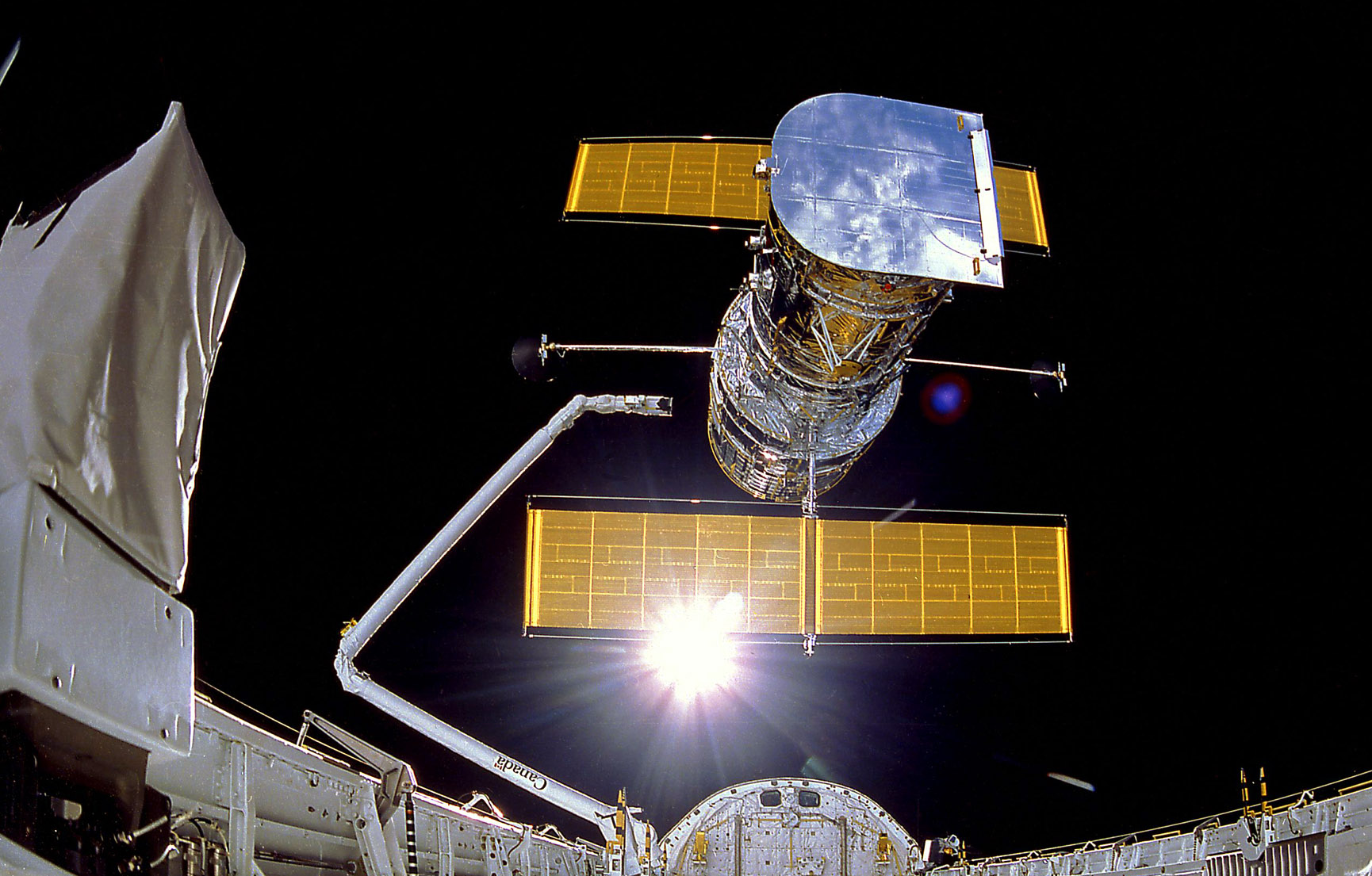
El telescopio espacial Hubble, equipado con paneles solares, es puesto en órbita desde la bodega del transbordador Discovery en 1990.

La nave Rosetta, lanzada en 2004 en órbita hacia un cometa tan lejano del Sol como el planeta Júpiter (5,25 AU), dispone también de paneles solares; anteriormente, el uso más lejano de la energía solar espacial había sido el de la sonda Stardust, a 2 AU. La energía fotovoltaica se ha empleado también con éxito en la misión europea no tripulada a la Luna, SMART-1, proporcionando energía a su propulsor de efecto Hall. La sonda espacial Juno es la primera misión a Júpiter en usar paneles fotovoltaicos en lugar de un generador termoeléctrico de radioisótopos, tradicionalmente usados en las misiones espaciales al exterior del sistema solar.
Actualmente se está estudiando el potencial de la fotovoltaica para equipar las naves espaciales que orbiten más allá de Júpiter.

### Primeras aplicaciones terrestres

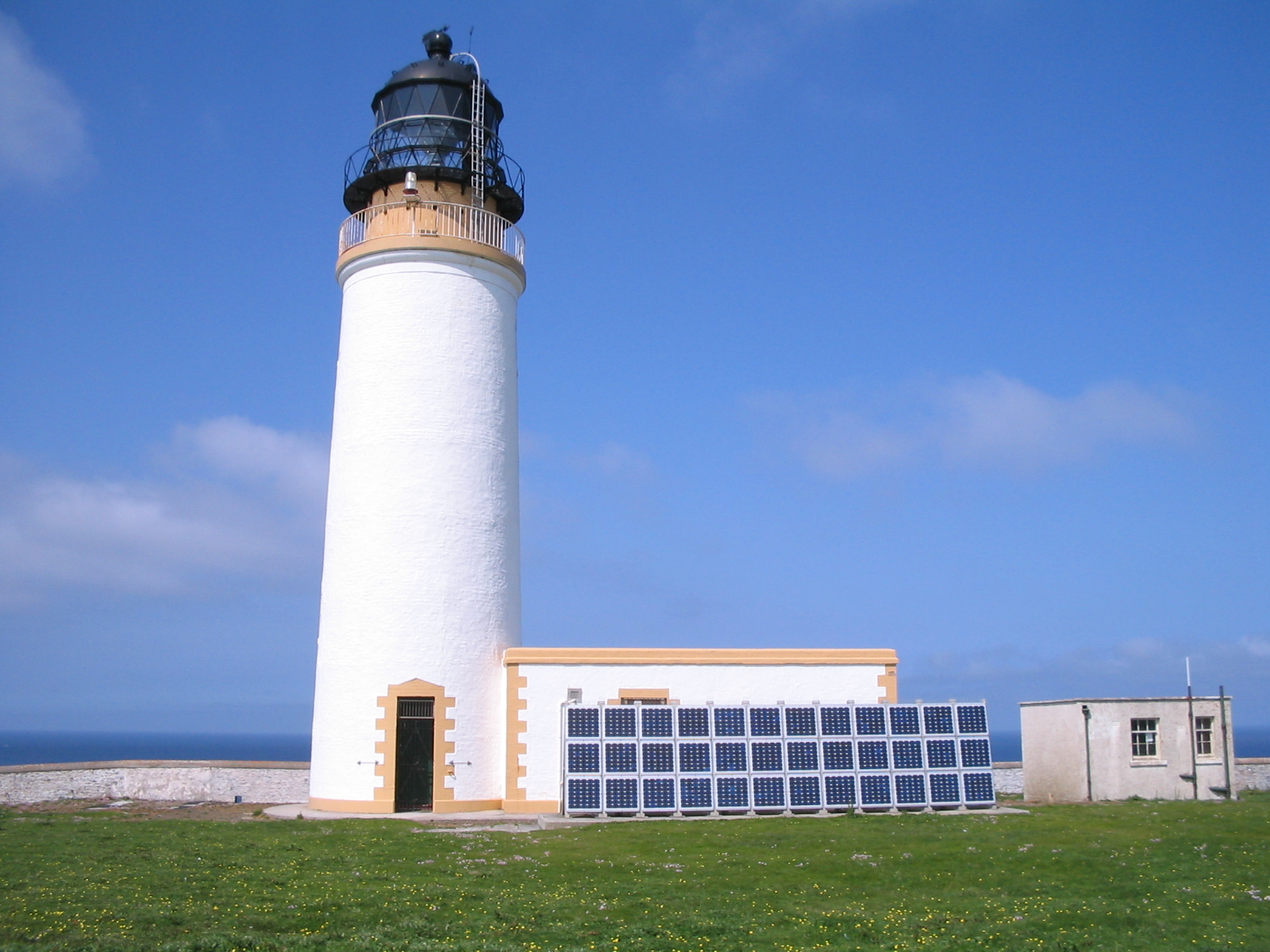
Las aplicaciones aisladas de la red eléctrica supusieron uno de los primeros usos terrestres de la energía solar fotovoltaica, contribuyendo en gran medida a su desarrollo. En la imagen, faro de Noup Head en Reino Unido.

Desde su aparición en la industria aeroespacial, donde se ha convertido en el medio más fiable para suministrar energía eléctrica en los vehículos espaciales, la energía solar fotovoltaica ha desarrollado un gran número de aplicaciones terrestres. La primera instalación comercial de este tipo se realizó en 1966, en el faro de la isla Ogami (Japón), permitiendo sustituir el uso de gas de antorcha por una fuente eléctrica renovable y autosuficiente. Se trató del primer faro del mundo alimentado mediante energía solar fotovoltaica, y fue crucial para demostrar la viabilidad y el potencial de esta fuente de energía.
Las mejoras se produjeron de forma lenta durante las siguientes dos décadas, y el único uso generalizado se produjo en las aplicaciones espaciales, en las que su relación potencia a peso era mayor que la de cualquier otra tecnología competidora. Sin embargo, este éxito también fue la razón de su lento crecimiento: el mercado aeroespacial estaba dispuesto a pagar cualquier precio para obtener las mejores células posibles, por lo que no había ninguna razón para invertir en soluciones de menor costo si esto reducía la eficiencia. En su lugar, el precio de las células era determinado en gran medida por la industria de los semiconductores; su migración hacia la tecnología de circuitos integrados en la década de 1960 dio lugar a la disponibilidad de lingotes más grandes a precios relativamente inferiores. Al caer su precio, el precio de las células fotovoltaicas resultantes descendió en igual medida. Sin embargo, la reducción de costes asociada a esta creciente popularización de la energía fotovoltaica fue limitada, y en 1970 el coste de las células solares todavía se estimaba en 100 dólares por vatio ($/Wp).

### Reducción de precios

Ley de Swanson, la curva de aprendizaje de la celda solar desde 1975

A finales de la década de 1960, el químico industrial estadounidense Elliot Berman estaba investigando un nuevo método para la producción de la materia prima de silicio a partir de un proceso en cinta. Sin embargo, encontró poco interés en su proyecto y no pudo obtener la financiación necesaria para su desarrollo. Más tarde, en un encuentro casual, fue presentado a un equipo de la compañía petrolera Exxon que estaban buscando proyectos estratégicos a 30 años vista. El grupo había llegado a la conclusión de que la energía eléctrica sería mucho más costosa en el año 2000, y consideraba que este aumento de precio haría más atractivas a las nuevas fuentes de energía alternativas, siendo la energía solar la más interesante entre estas. En 1969, Berman se unió al laboratorio de Exxon en Linden, Nueva Jersey, denominado Solar Power Corporation (SPC).
Su esfuerzo fue dirigido en primer lugar a analizar el mercado potencial para identificar los posibles usos que existían para este nuevo producto, y rápidamente descubrió que si el coste por vatio se redujera desde los 100 $/Wp a cerca de 20 $/Wp surgiría una importante demanda. Consciente de que el concepto del «silicio en cinta» podría tardar años en desarrollarse, el equipo comenzó a buscar maneras de reducir el precio a 20 $/Wp usando materiales existentes. La constatación de que las células existentes se basaban en el proceso estándar de fabricación de semiconductores supuso un primer avance, incluso aunque no se tratara de un material ideal. El proceso comenzaba con la formación de un lingote de silicio, que se cortaba transversalmente en discos llamados obleas. Posteriormente se realizaba el pulido de las obleas y, a continuación, para su uso como células, se dotaba de un recubrimiento con una capa antirreflectante. Berman se dio cuenta de que las obleas de corte basto ya tenían de por sí una superficie frontal antirreflectante perfectamente válida, y mediante la impresión de los electrodos directamente sobre esta superficie, se eliminaron dos pasos importantes en el proceso de fabricación de células.
Su equipo también exploró otras formas de mejorar el montaje de las células en matrices, eliminando los costosos materiales y el cableado manual utilizado hasta entonces en aplicaciones espaciales. Su solución consistió en utilizar circuitos impresos en la parte posterior, plástico acrílico en la parte frontal, y pegamento de silicona entre ambos, embutiendo las células. Berman se dio cuenta de que el silicio existente en el mercado ya era «suficientemente bueno» para su uso en células solares. Las pequeñas imperfecciones que podían arruinar un lingote de silicio (o una oblea individual) para su uso en electrónica, tendrían poco efecto en aplicaciones solares. Las células fotovoltaicas podían fabricarse a partir del material desechado por el mercado de la electrónica, lo que traería como consecuencia una gran mejora de su precio.
Poniendo en práctica todos estos cambios, la empresa comenzó a comprar a muy bajo coste silicio rechazado a fabricantes ya existentes. Mediante el uso de las obleas más grandes disponibles, lo que reducía la cantidad de cableado para un área de panel dado, y empaquetándolas en paneles con sus nuevos métodos, en 1973 SPC estaba produciendo paneles a 10 $/Wp y vendiéndolos a 20 $/Wp, disminuyendo el precio de los módulos fotovoltaicos a una quinta parte en solo dos años.

### El mercado de la navegación marítima

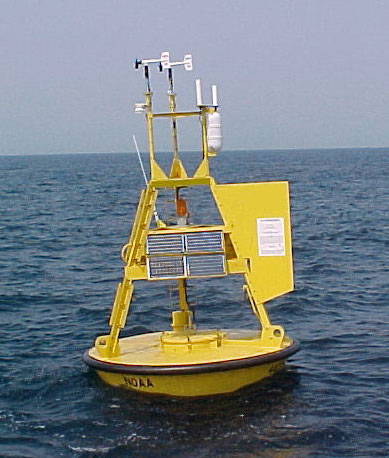
Boya marítima operada por la Administración Nacional Oceánica y Atmosférica (NOAA) de Estados Unidos.

SPC comenzó a contactar con las compañías fabricantes de boyas de navegación ofreciéndoles el producto, pero se encontró con una situación curiosa. La principal empresa del sector era Automatic Power, un fabricante de baterías desechables. Al darse cuenta de que las células solares podían comerse parte del negocio y los beneficios que el sector de baterías le producía, Automatic Power compró un prototipo solar de Hoffman Electronics para terminar arrinconándolo. Al ver que no había interés por parte de Automatic Power, SPC se volvió entonces a Tideland Signal, otra compañía suministradora de baterías formada por exgerentes de Automatic Power. Tideland presentó en el mercado una boya alimentada mediante energía fotovoltaica y pronto estaba arruinando el negocio de Automatic Power.
El momento no podía ser más adecuado, el rápido aumento en el número de plataformas petrolíferas en alta mar y demás instalaciones de carga produjo un enorme mercado entre las compañías petroleras. Como Tideland había tenido éxito, Automatic Power comenzó entonces a procurarse su propio suministro de paneles solares fotovoltaicos. Encontraron a Bill Yerkes, de Solar Power International (SPI) en California, que estaba buscando un mercado donde vender su producto. SPI pronto fue adquirida por uno de sus clientes más importantes, el gigante petrolero ARCO, formando ARCO Solar. La fábrica de ARCO Solar en Camarillo (California) fue la primera dedicada a la construcción de paneles solares, y estuvo en funcionamiento continuo desde su compra por ARCO en 1977 hasta 2011 cuando fue cerrada por la empresa SolarWorld.
Esta situación se combinó con la crisis del petróleo de 1973. Las compañías petroleras disponían en ese entonces de ingentes fondos debido a sus enormes ingresos durante la crisis, pero también eran muy conscientes de que su éxito futuro dependería de alguna otra fuente de energía. En los años siguientes, las grandes compañías petroleras comenzaron la creación de una serie de empresas de energía solar, y fueron durante décadas los mayores productores de paneles solares. Las compañías ARCO, Exxon, Shell, Amoco (más tarde adquirida por BP) y Mobil mantuvieron grandes divisiones solares durante las décadas de 1970 y 1980. Las empresas de tecnología también realizaron importantes inversiones, incluyendo General Electric, Motorola, IBM, Tyco y RCA.

### Perfeccionando la tecnología

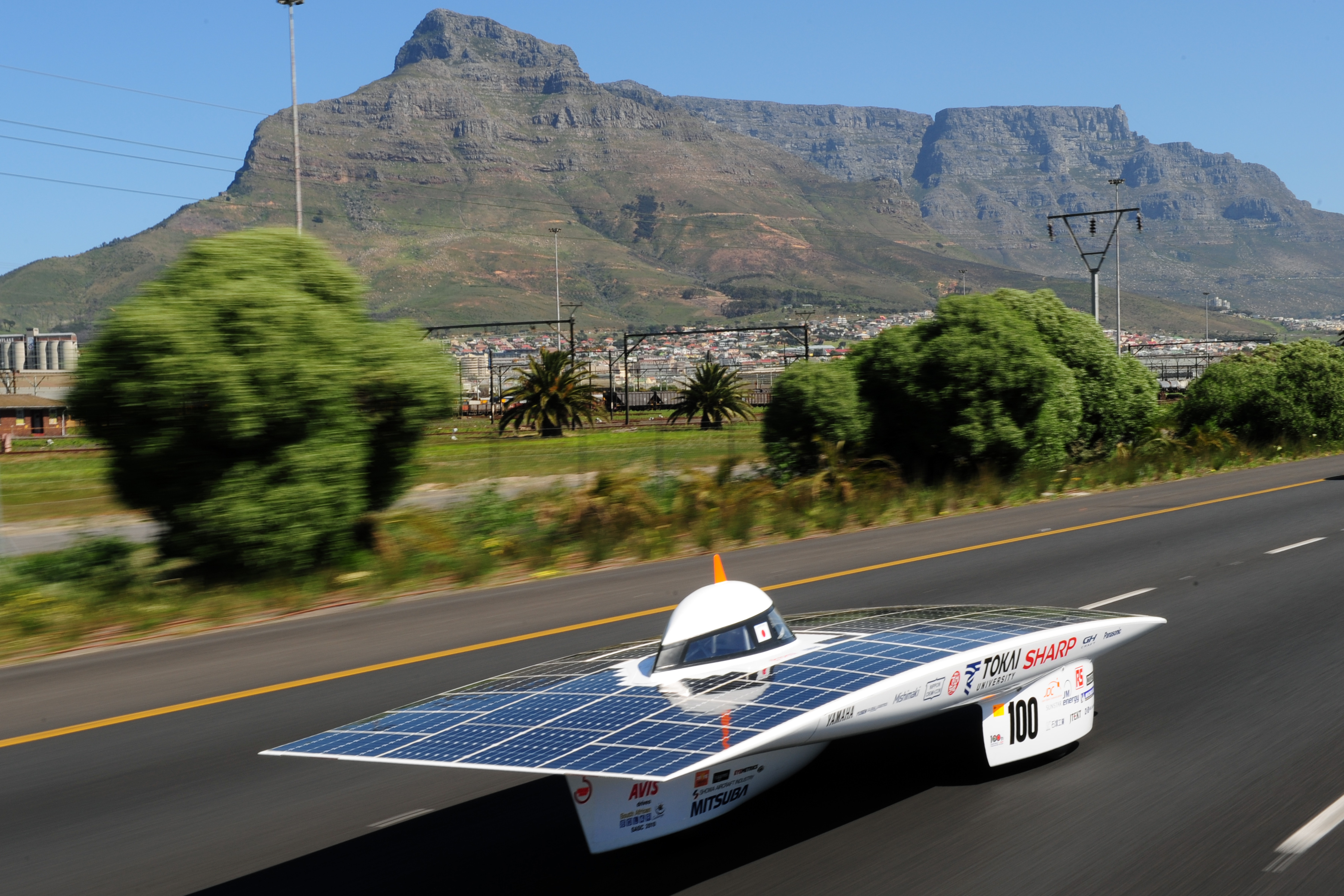
Vehículo eléctrico propulsado mediante energía fotovoltaica, vencedor del South African Solar Challenge.

En las décadas transcurridas desde los avances de Berman, las mejoras han reducido los costes de producción por debajo de 1 $/Wp, con precios menores de 2 $/Wp para todo el sistema fotovoltaico. El precio del resto de elementos de una instalación fotovoltaica supone ahora un mayor coste que los propios paneles.
A medida que la industria de los semiconductores se desarrolló hacia lingotes cada vez más grandes, los equipos más antiguos quedaron disponibles a precios reducidos. Las células crecieron en tamaño cuando estos equipos antiguos se hicieron disponibles en el mercado excedentario. Los primeros paneles de ARCO Solar se equipaban con células de 2 a 4 pulgadas (51 a 100 mm) de diámetro. Los paneles en la década de 1990 y principios de 2000 incorporaban generalmente células de 5 pulgadas (125 mm), y desde el año 2008 casi todos los nuevos paneles utilizan células de 6 pulgadas (150 mm). También la introducción generalizada de los televisores de pantalla plana a finales de la década de 1990 y principios de 2000 llevó a una amplia disponibilidad de grandes láminas de vidrio de alta calidad, que se utilizan en la parte frontal de los paneles.
En términos de las propias células, solo ha habido un cambio importante. Durante la década de 1990, las células de polisilicio se hicieron cada vez más populares. Estas células ofrecen menos eficiencia que aquellas de monosilicio, pero se cultivan en grandes cubas que reducen en gran medida el coste de producción. A mediados de la década de 2000, el polisilicio dominaba en el mercado de paneles de bajo coste.

## Aplicaciones de la energía solar fotovoltaica

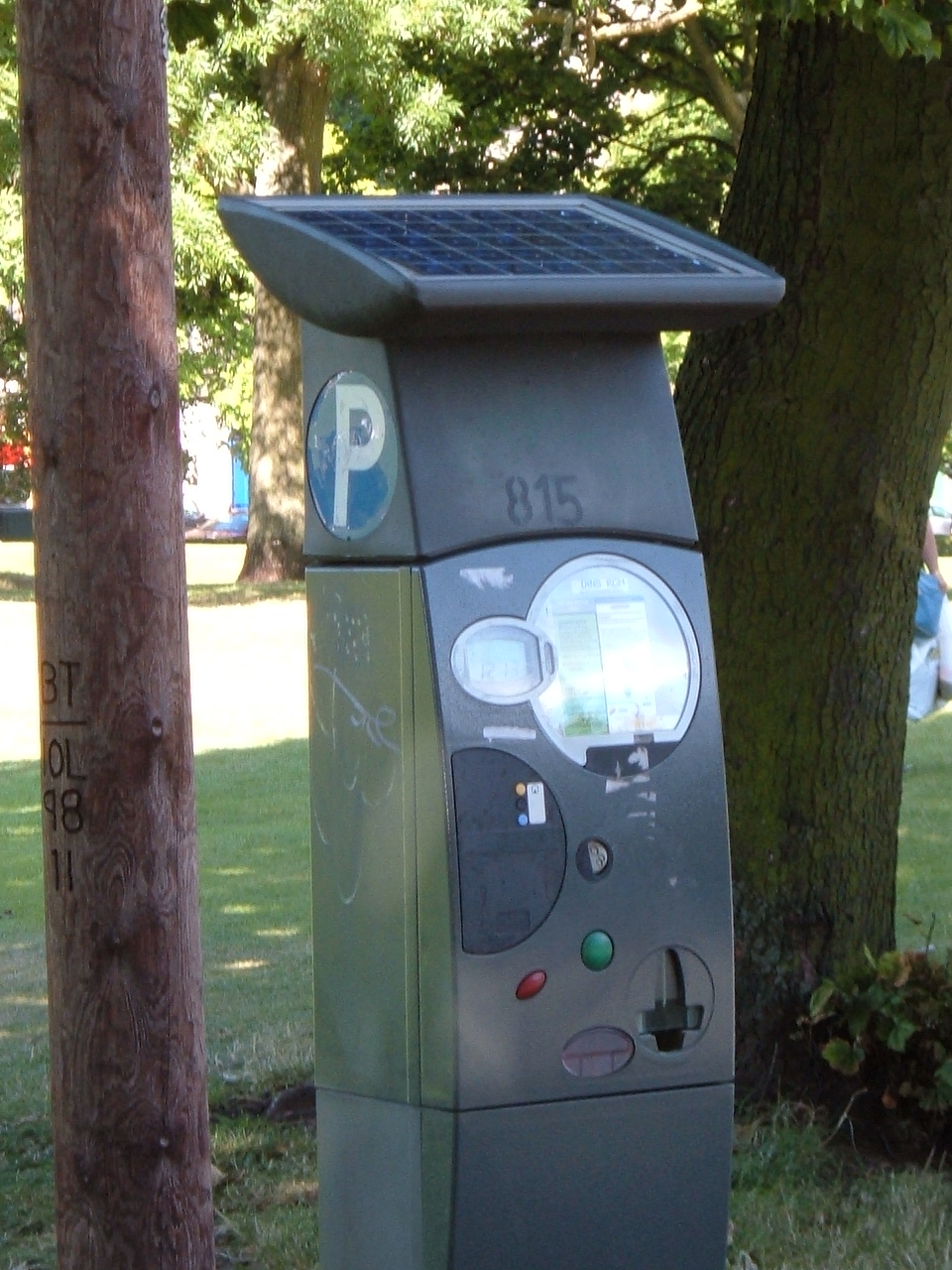
Parquímetro abastecido mediante energía solar fotovoltaica, en Edimburgo, Reino Unido.

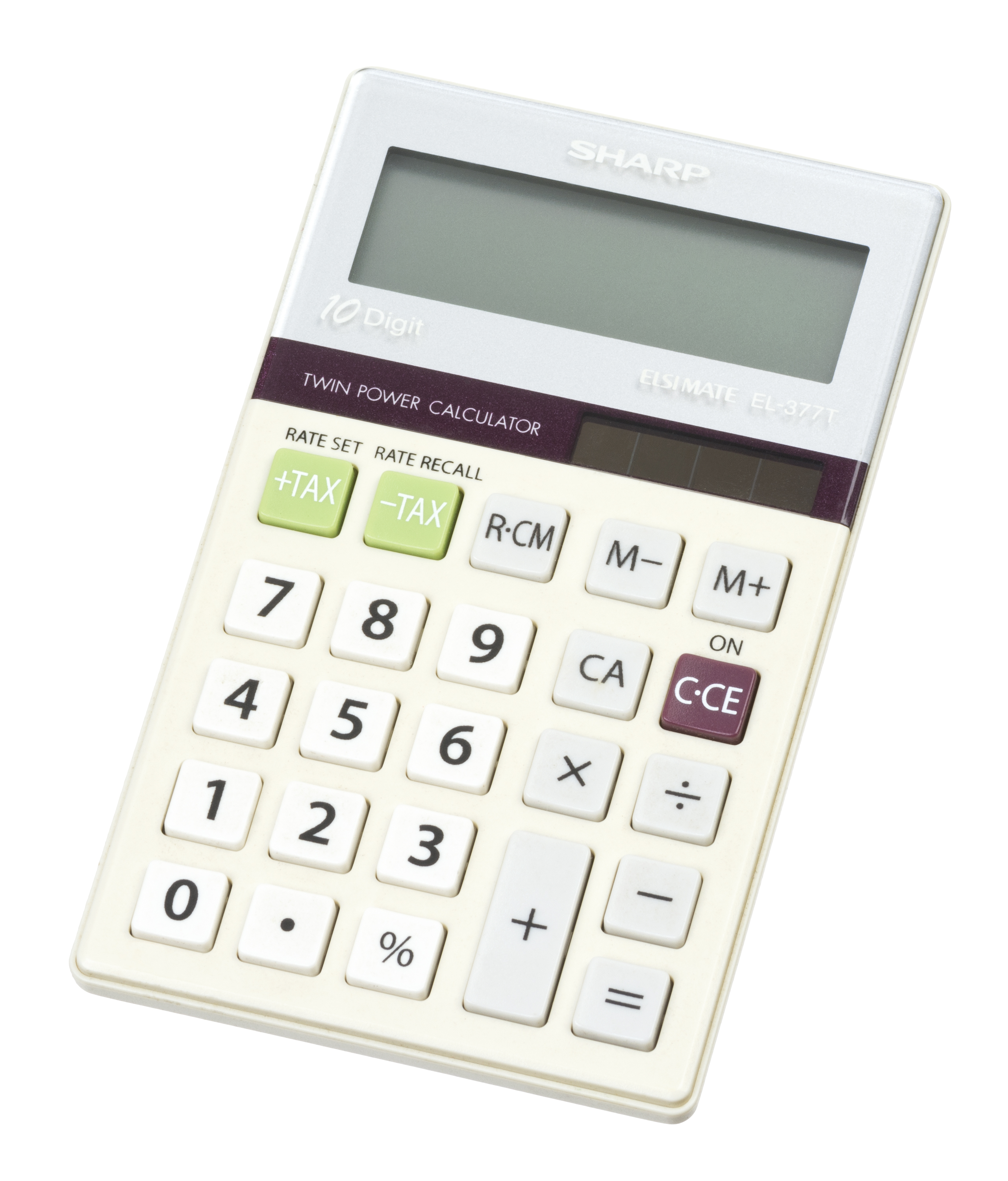
Calculadora solar básica Sharp.

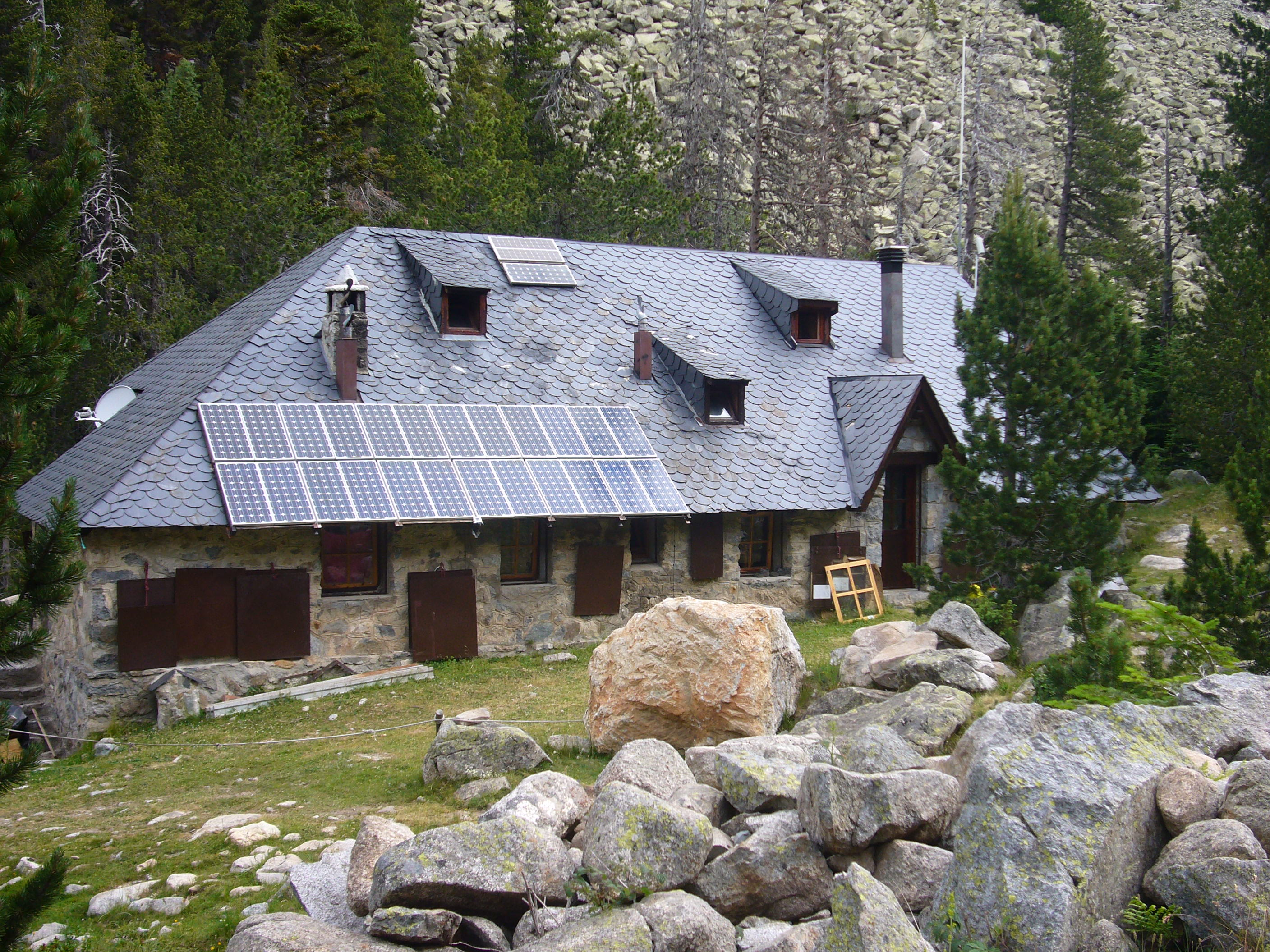
Refugio de montaña alimentado mediante energía fotovoltaica, en el Parque nacional de Aigüestortes y Lago de San Mauricio (Pirineos, España).

La producción industrial a gran escala de paneles fotovoltaicos despegó en la década de 1980, y entre sus múltiples usos se pueden destacar:

### Telecomunicaciones y señalización
La energía solar fotovoltaica es ideal para aplicaciones de telecomunicaciones, entre las que se encuentran por ejemplo las centrales locales de telefonía, antenas de radio y televisión, estaciones repetidoras de microondas y otros tipos de enlaces de comunicación electrónicos. Esto se debe a que, en la mayoría de las aplicaciones de telecomunicaciones, se utilizan baterías de almacenamiento y la instalación eléctrica se realiza normalmente en corriente continua (DC). En terrenos accidentados y montañosos, las señales de radio y televisión pueden verse interferidas o reflejadas debido al terreno ondulado. En estos emplazamientos, se instalan transmisores de baja potencia (LPT) para recibir y retransmitir la señal entre la población local.
Las células fotovoltaicas también se utilizan para alimentar sistemas de comunicaciones de emergencia, por ejemplo en los postes de SOS (Teléfonos de emergencia) en carreteras, señalización ferroviaria, balizamiento para protección aeronáutica, estaciones meteorológicas o sistemas de vigilancia de datos ambientales y de calidad del agua.

### Dispositivos aislados
La reducción en el consumo energético de los circuitos integrados, hizo posible a finales de la década de 1970 el uso de células solares como fuente de electricidad en calculadoras, tales como la Royal Solar 1, Sharp EL-8026 o Teal Photon.
También otros dispositivos fijos que utilizan la energía fotovoltaica han aumentado su uso en las últimas décadas, en lugares donde el coste de conexión a la red eléctrica o el uso de pilas desechables es prohibitivamente caro. Estas aplicaciones incluyen por ejemplo las lámparas solares, farolas solares, bombas de agua, parquímetros, teléfonos de emergencia, compactadores de basura, señales de tráfico temporales o permanentes, estaciones de carga o sistemas remotos de vigilancia.

### Electrificación rural
En entornos aislados, donde se requiere poca potencia eléctrica y el acceso a la red es difícil, las placas fotovoltaicas se emplean como alternativa económicamente viable desde hace décadas. Para comprender la importancia de esta posibilidad, conviene tener en cuenta que aproximadamente una cuarta parte de la población mundial todavía no tiene acceso a la energía eléctrica.
En los países en desarrollo, muchos pueblos se encuentran situados en áreas remotas, a varios kilómetros de la red eléctrica más próxima. Debido a ello, se está incorporando la energía fotovoltaica de forma creciente para proporcionar suministro eléctrico a viviendas o instalaciones médicas en áreas rurales. Por ejemplo, en lugares remotos de India un programa de iluminación rural ha provisto iluminación mediante lámparas LED alimentadas con energía solar para sustituir a las lámparas de queroseno. El precio de las lámparas solares era aproximadamente el mismo que el coste del suministro de queroseno durante unos pocos meses. Cuba y otros países de Latinoamérica están trabajando para proporcionar energía fotovoltaica en zonas alejadas del suministro de energía eléctrica convencional. Estas son áreas en las que los beneficios sociales y económicos para la población local ofrecen una excelente razón para instalar paneles fotovoltaicos, aunque normalmente este tipo de iniciativas se han visto relegadas a puntuales esfuerzos humanitarios.

### Sistemas de bombeo

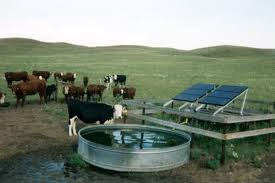
Los sistemas de bombeo fotovoltaico pueden utilizarse para proporcionar agua en sistemas de riego, agua potable en comunidades aisladas o abrevaderos para el ganado.

También se emplea la fotovoltaica para alimentar instalaciones de bombeo para sistemas de riego, agua potable en áreas rurales y abrevaderos para el ganado, o para sistemas de desalinización de agua.
Los sistemas de bombeo fotovoltaico (al igual que los alimentados mediante energía eólica) son muy útiles allí donde no es posible acceder a la red general de electricidad o bien supone un precio prohibitivo. Su coste es generalmente más económico debido a sus menores costes de operación y mantenimiento, y presentan un menor impacto ambiental que los sistemas de bombeo alimentados mediante motores de combustión interna, que tienen además una menor fiabilidad.
Las bombas utilizadas pueden ser tanto de corriente alterna (AC) como corriente continua (DC). Normalmente se emplean motores de corriente continua para pequeñas y medianas aplicaciones de hasta 3 kW de potencia, mientras que para aplicaciones más grandes se utilizan motores de corriente alterna acoplados a un inversor que transforma para su uso la corriente continua procedente de los paneles fotovoltaicos. Esto permite dimensionar sistemas desde 0,15 kW hasta más de 55 kW de potencia, que pueden ser empleados para abastecer complejos sistemas de irrigación o almacenamiento de agua.

### Sistemas híbridos solar-diésel
Debido al descenso de costes de la energía solar fotovoltaica, se está extendiendo asimismo el uso de sistemas híbridos solar-diésel, que combinan esta energía con generadores diésel para producir electricidad de forma continua y estable. Este tipo de instalaciones están equipadas normalmente con equipos auxiliares, tales como baterías y sistemas especiales de control para lograr en todo momento la estabilidad del suministro eléctrico del sistema.
Debido a su viabilidad económica (el transporte de diésel al punto de consumo suele ser costoso) en muchos casos se sustituyen antiguos generadores por fotovoltaica, mientras que las nuevas instalaciones híbridas se diseñan de tal manera que permiten utilizar el recurso solar siempre que está disponible, minimizando el uso de los generadores, disminuyendo así el impacto ambiental de la generación eléctrica en comunidades remotas y en instalaciones que no están conectadas a la red eléctrica. Un ejemplo de ello lo constituyen las empresas mineras, cuyas explotaciones se encuentran normalmente en campo abierto, alejadas de los grandes núcleos de población. En estos casos, el uso combinado de la fotovoltaica permite disminuir en gran medida la dependencia del combustible diésel, permitiendo ahorros de hasta el 70 % en el coste de la energía.
Este tipo de sistemas también puede utilizarse en combinación con otras fuentes de generación de energía renovable, tales como la energía eólica.

### Transporte y navegación marítima

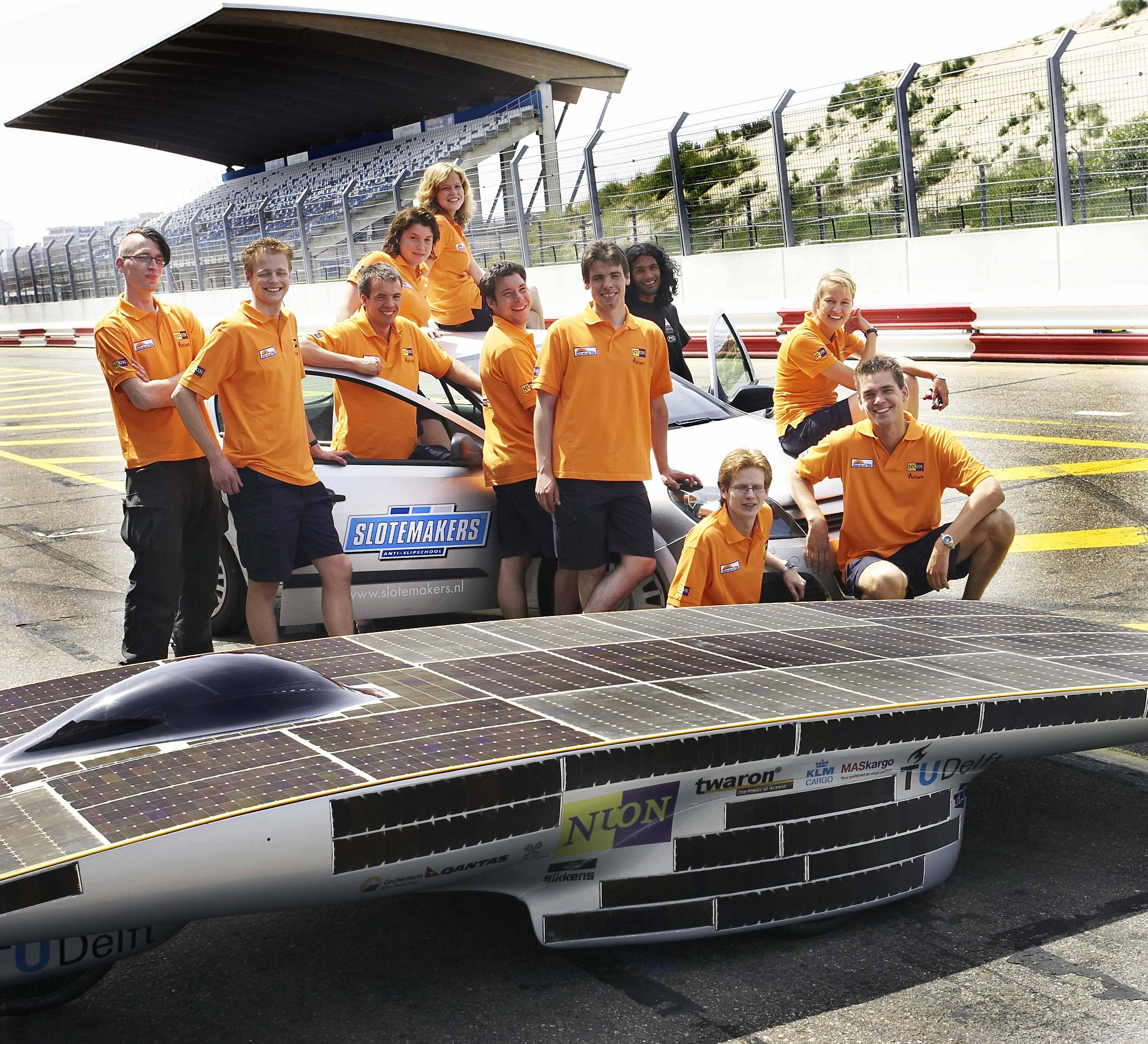
Equipo del Nuna 3, vehículo solar competidor en el World Solar Challenge.

Aunque la fotovoltaica todavía no se utiliza de forma generalizada para proporcionar tracción en el transporte, se está utilizando cada vez en mayor medida para proporcionar energía auxiliar en barcos y automóviles. Algunos vehículos están equipados con aire acondicionado alimentado mediante paneles fotovoltaicos para limitar la temperatura interior en los días calurosos, mientras que otros prototipos híbridos los utilizan para recargar sus baterías sin necesidad de conectarse a la red eléctrica. Se ha demostrado sobradamente la posibilidad práctica de diseñar y fabricar vehículos propulsados mediante energía solar, así como barcos y aviones, siendo considerado el transporte rodado el más viable para la fotovoltaica.
El Solar Impulse es un proyecto dedicado al desarrollo de un avión propulsado únicamente mediante energía solar fotovoltaica. El prototipo puede volar durante el día propulsado por las células solares que cubren sus alas, a la vez que carga las baterías que le permiten mantenerse en el aire durante la noche.
La energía solar también se utiliza de forma habitual en faros, boyas y balizas de navegación marítima, vehículos de recreo, sistemas de carga para los acumuladores eléctricos de los barcos, y sistemas de protección catódica. La recarga de vehículos eléctricos está cobrando cada vez mayor importancia.

### Fotovoltaica integrada en edificios

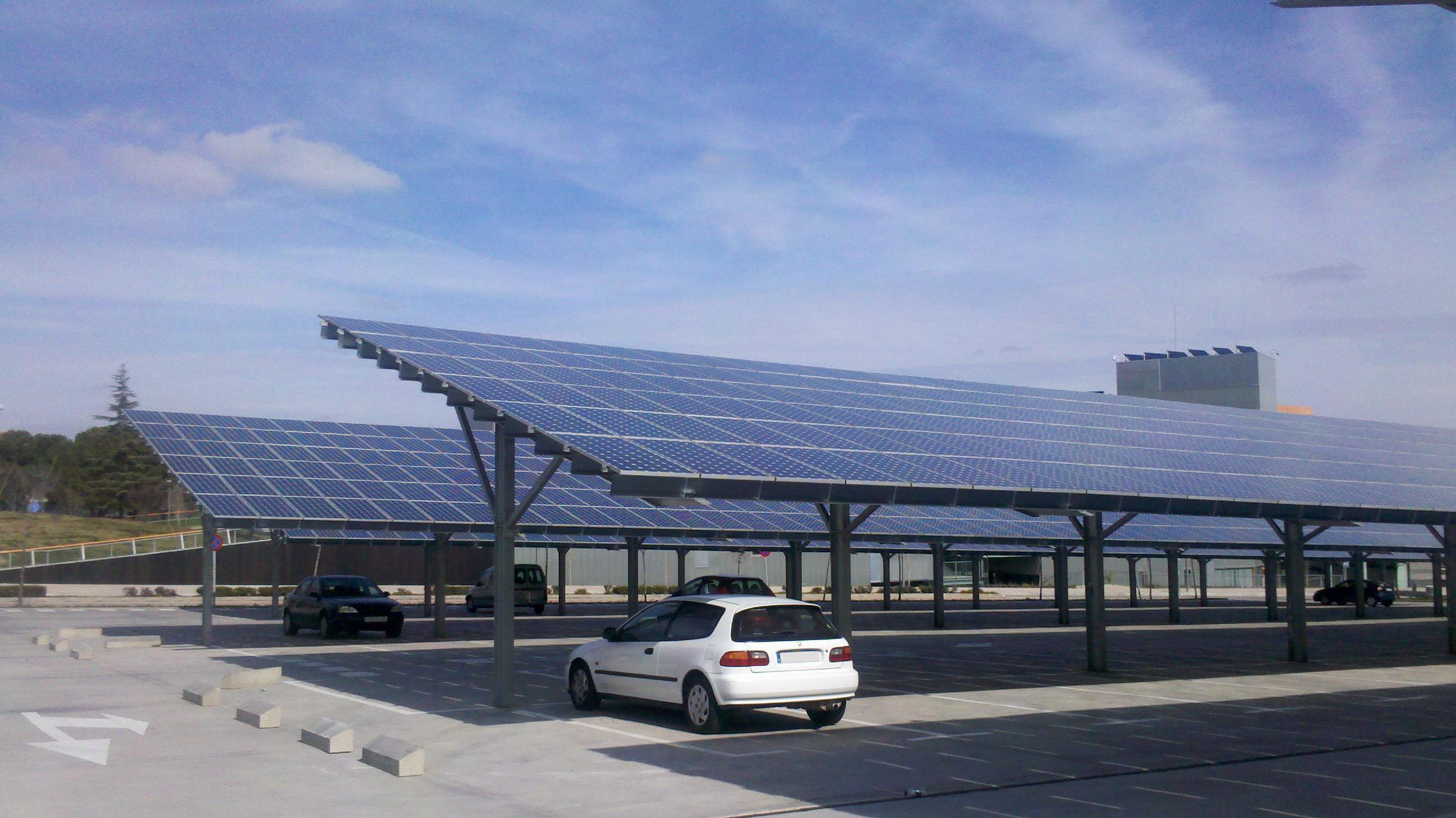
Marquesina solar situada en el aparcamiento de la Universidad Autónoma de Madrid (Madrid, España).

Muchas instalaciones fotovoltaicas se encuentran a menudo situadas en los edificios: normalmente se sitúan sobre un tejado ya existente, o bien se integran en elementos de la propia estructura del edificio, como tragaluces, claraboyas o fachadas.
Alternativamente, un sistema fotovoltaico también puede ser emplazado físicamente separado del edificio, pero conectado a la instalación eléctrica del mismo para suministrar energía. En 2010, más del 80 % de los 9000 MW de fotovoltaica que Alemania tenía en funcionamiento por entonces, se habían instalado sobre tejados.
La fotovoltaica integrada en edificios (BIPV, en sus siglas en inglés) se está incorporando de forma cada vez más creciente como fuente de energía eléctrica principal o secundaria en los nuevos edificios domésticos e industriales, e incluso en otros elementos arquitectónicos, como por ejemplo puentes. Las tejas con células fotovoltaicas integradas son también bastante comunes en este tipo de integración.
Según un estudio publicado en 2011, el uso de imágenes térmicas ha demostrado que los paneles solares, siempre que exista una brecha abierta por la que el aire pueda circular entre los paneles y el techo, proporcionan un efecto de refrigeración pasiva en los edificios durante el día y además ayudan a mantener el calor acumulado durante la noche.

### Fotovoltaica de conexión a red
Una de las principales aplicaciones de la energía solar fotovoltaica más desarrollada en los últimos años, consiste en las centrales conectadas a red para suministro eléctrico, así como los sistemas de autoconsumo fotovoltaico, de potencia generalmente menor, pero igualmente conectados a la red eléctrica.

### Fotovoltaica flotante
Aunque los paneles solares suelen instalarse en tierra, es posible instalarlos flotando sobre aguas de embalses o lagos tranquilos. Aunque es más caro, tiene muchas ventajas: reduce las pérdidas por evaporación del agua embalsada, mejora su calidad (porque crecen menos algas), la instalación es más sencilla, se facilita la refrigeración de los propios paneles (con lo que aumenta la energía que producen) y supone una forma alternativa de que los embalses hidroeléctricos generen electricidad, sin gastar el agua que almacenan ni ocupar terrenos adicionales.

## Componentes de una planta solar fotovoltaica
Una planta solar fotovoltaica cuenta con distintos elementos que permiten su funcionamiento, como son los paneles fotovoltaicos para la captación de la radiación solar, y los inversores para la transformación de la corriente continua en corriente alterna. Existen otros, los más importantes se mencionan a continuación:

### Paneles solares fotovoltaicos

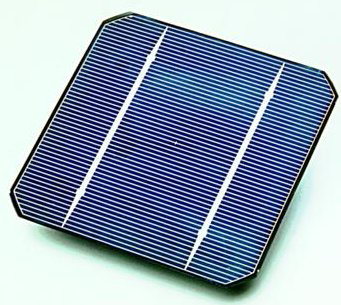
Célula fotovoltaica.

Generalmente, un módulo o panel fotovoltaico consiste en una asociación de células, encapsulada en dos capas de EVA (etileno-vinilo-acetato), entre una lámina frontal de vidrio y una capa posterior de un polímero termoplástico (frecuentemente se emplea el tedlar) u otra lámina de cristal cuando se desea obtener módulos con algún grado de transparencia. Muy frecuentemente este conjunto es enmarcado en una estructura de aluminio anodizado con el objetivo de aumentar la resistencia mecánica del conjunto y facilitar el anclaje del módulo a las estructuras de soporte.
Las células más comúnmente empleadas en los paneles fotovoltaicos son de silicio, y se puede dividir en tres subcategorías:
- Las células de silicio monocristalino están constituidas por un único cristal de silicio, normalmente manufacturado mediante el proceso Czochralski.[108] Este tipo de células presenta un color azul oscuro uniforme.
- Las células de silicio policristalino (también llamado multicristalino) están constituidas por un conjunto de cristales de silicio, lo que explica que su rendimiento sea algo inferior al de las células monocristalinas.[64] Se caracterizan por un color azul más intenso.
- Las células de silicio amorfo. Son menos eficientes que las células de silicio cristalino pero también menos costosas. Este tipo de células es, por ejemplo, el que se emplea en aplicaciones solares como relojes o calculadoras.[109]

La curva de corriente versus voltaje de un módulo nos brinda información útil sobre su desempeño eléctrico. Los procesos de fabricación suelen provocar diferencias en los parámetros eléctricos de distintos módulos fotovoltaicos, incluso en células del mismo tipo. Por lo tanto, solo la medición experimental de la curva I – V nos permite establecer con precisión los parámetros eléctricos de un dispositivo fotovoltaico. Esta medición proporciona información muy relevante para el diseño, instalación y mantenimiento de sistemas fotovoltaicos. Por lo general, los parámetros eléctricos de los módulos fotovoltaicos se miden mediante pruebas en interiores. Sin embargo, la prueba al aire libre tiene ventajas importantes como que no se requiere una fuente de luz artificial costosa, no hay limitación en el tamaño de las muestras y la iluminación de las muestras es más homogénea.
El rendimiento de un módulo fotovoltaico (PV) depende de las condiciones ambientales, principalmente de la irradiancia incidente global G en el plano del módulo. Sin embargo, la temperatura T de la unión p–n también influye en los principales parámetros eléctricos: la corriente de cortocircuito ISC, la tensión de circuito abierto VOC y la potencia máxima Pmax. En general, se sabe que VOC muestra una correlación inversa significativa con T, mientras que para ISC esa correlación es directa, pero más débil, de modo que este incremento no compensa la disminución de VOC. Como consecuencia, Pmax se reduce cuando T aumenta. Esta correlación entre la potencia de salida de una célula solar y la temperatura de trabajo de su unión depende del material semiconductor, y se debe a la influencia de T en la concentración, vida útil y movilidad de los portadores intrínsecos, es decir, electrones y huecos., dentro de la celda fotovoltaica.
La sensibilidad a la temperatura se suele describir mediante unos coeficientes de temperatura, cada uno de los cuales expresa la derivada del parámetro al que se refiere con respecto a la temperatura de unión. Los valores de estos parámetros se pueden encontrar en cualquier hoja de datos del módulo fotovoltaico; son los siguientes:
- β: Coeficiente de variación de VOC con respecto a T, dado por ∂VOC/∂T.
- α: Coeficiente de variación de ISC con respecto a T, dado por ∂ISC/∂T.
- δ: Coeficiente de variación de Pmax con respecto a T, dado por ∂Pmax/∂T.
En la literatura pueden encontrarse técnicas para la estimación de estos coeficientes a partir de datos experimentales

### Inversores

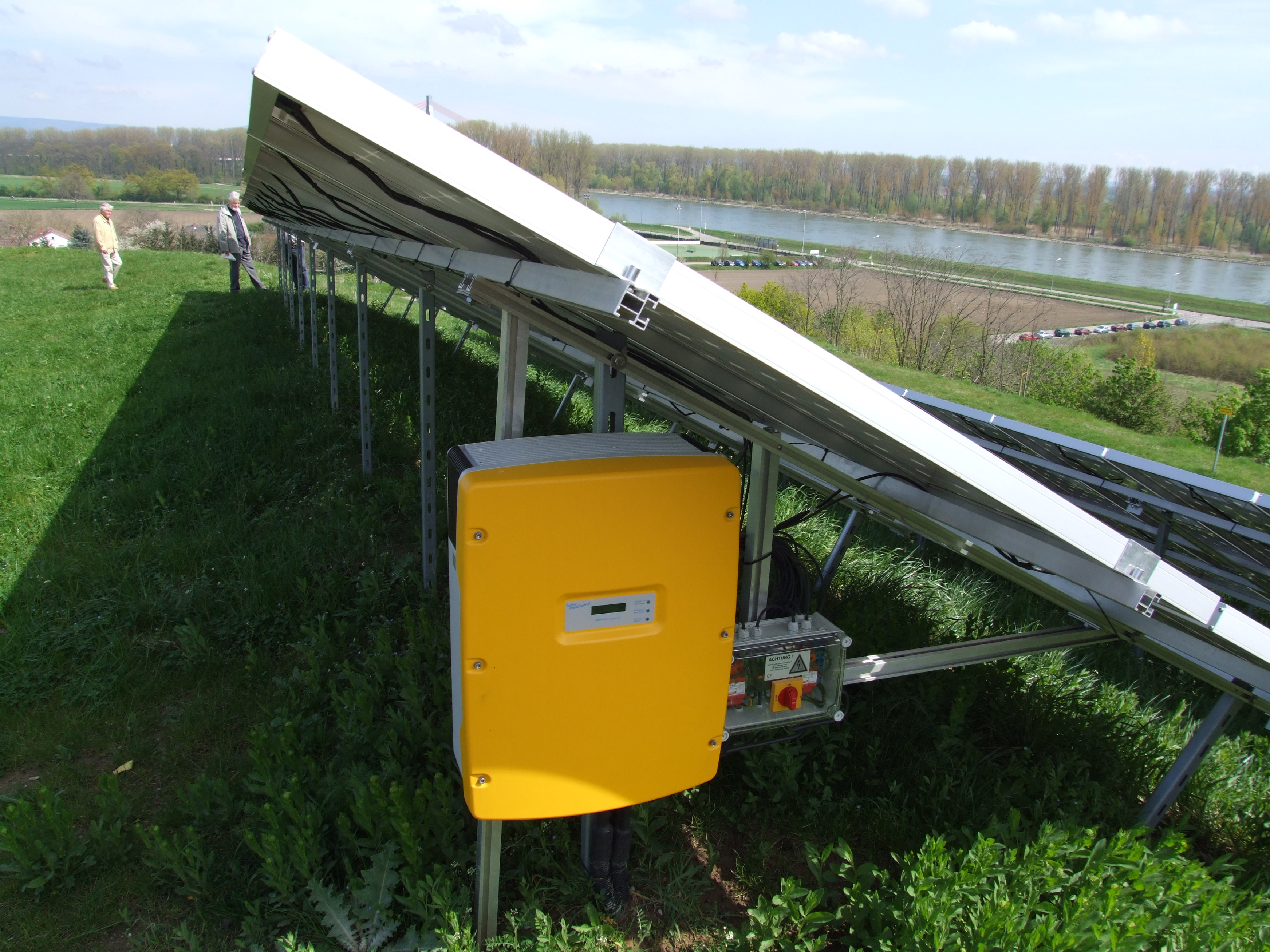
Un inversor solar instalado en una planta de conexión a red en Speyer, Alemania.

La corriente eléctrica continua que proporcionan los módulos fotovoltaicos se puede transformar en corriente alterna mediante un aparato electrónico llamado inversor e inyectar en la red eléctrica (para venta de energía) o bien en la red interior (para autoconsumo).
El proceso, simplificado, sería el siguiente:
- Se genera la energía a bajas tensiones (380-800 V) y en corriente continua.
- Se transforma con un inversor en corriente alterna.
- En plantas de potencia inferior a 100 kW se inyecta la energía directamente a la red de distribución en baja tensión (400 V en trifásico o 230 V en monofásico).
- Y para potencias superiores a los 100 kW se utiliza un transformador para elevar la energía a media tensión (hasta 36 kV) y se inyecta en las redes de transporte para su posterior suministro.

En las etapas iniciales del desarrollo de los inversores fotovoltaicos, los requisitos de los operadores de las redes eléctricas a la que se conectaban solicitaban únicamente el aporte de energía activa y la desconexión del inversor de la red si ésta excedía de unos ciertos límites de tensión y frecuencia. Con el progresivo desarrollo de estos equipos y la cada vez mayor importancia de las redes eléctricas inteligentes, los inversores son ya capaces de proveer energía reactiva e incluso aportar estabilidad a la red eléctrica.

### Seguidores solares

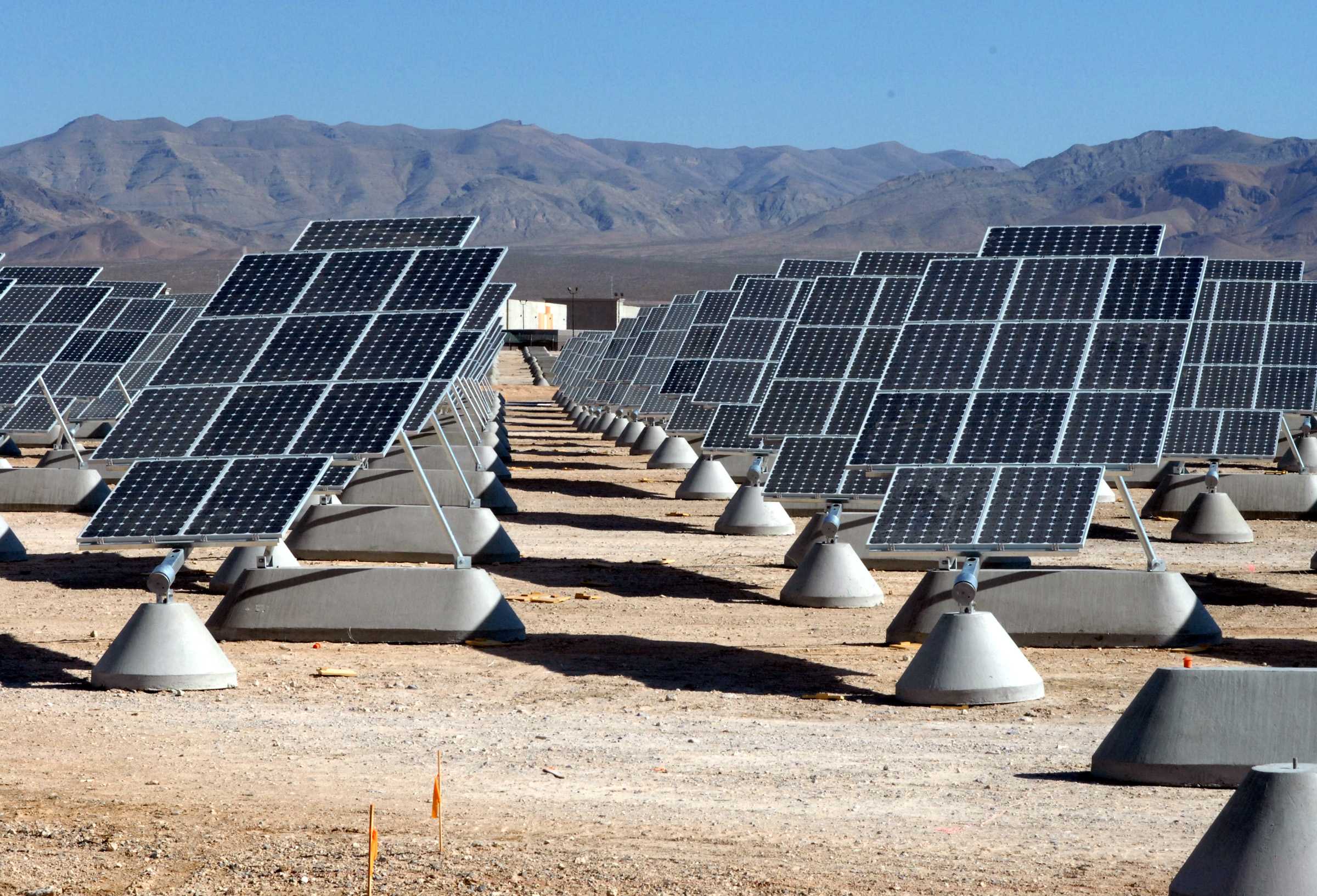
Planta solar situada en la Base de la Fuerza Aérea Nellis (Nevada, Estados Unidos). Estos paneles siguen el recorrido del Sol sobre un eje.

El uso de seguidores a uno o dos ejes permite aumentar considerablemente la producción solar, en torno al 30 % para los primeros y un 6 % adicional para los segundos, en lugares de elevada radiación directa.
Los seguidores solares son bastante comunes en aplicaciones fotovoltaicas. Existen de varios tipos:
- En dos ejes: la superficie se mantiene siempre perpendicular al Sol.
- En un eje polar: la superficie gira sobre un eje orientado al sur e inclinado un ángulo igual a la latitud. El giro se ajusta para que la normal a la superficie coincida en todo momento con el meridiano terrestre que contiene al Sol.
- En un eje azimutal: la superficie gira sobre un eje vertical, el ángulo de la superficie es constante e igual a la latitud. El giro se ajusta para que la normal a la superficie coincida en todo momento con el meridiano local que contiene al Sol.
- En un eje horizontal: la superficie gira en un eje horizontal y orientado en dirección norte-sur. El giro se ajusta para que la normal a la superficie coincida en todo momento con el meridiano terrestre que contiene al Sol.

### Cableado

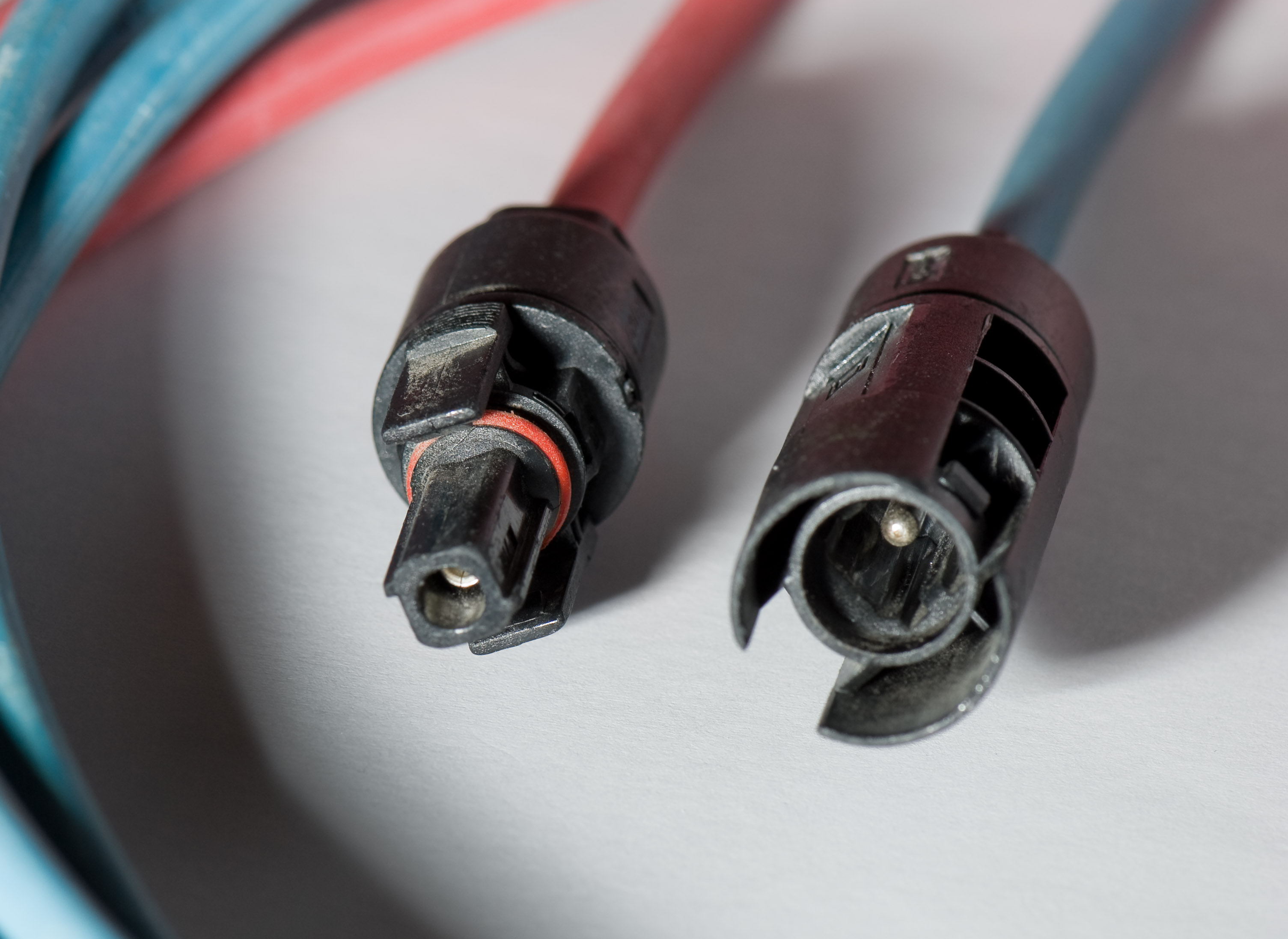
Conectores de un panel solar, utilizados para transportar la corriente continua generada por el mismo hasta el inversor, donde se transforma generalmente en corriente alterna para su posterior utilización.

Es el elemento que transporta la energía eléctrica desde su generación, para su posterior distribución y transporte. Su dimensionamiento viene determinado por el criterio más restrictivo entre la máxima caída de tensión admisible y la intensidad máxima admisible. Aumentar las secciones de conductor que se obtienen como resultado de los cálculos teóricos aporta ventajas añadidas como:
- Líneas más descargadas, lo que prolonga la vida útil de los cables.
- Posibilidad de aumento de potencia de la planta sin cambiar el conductor.
- Mejor respuesta a posibles cortocircuitos.
- Mejora del rendimiento de la instalación.

### Plantas de concentración fotovoltaica

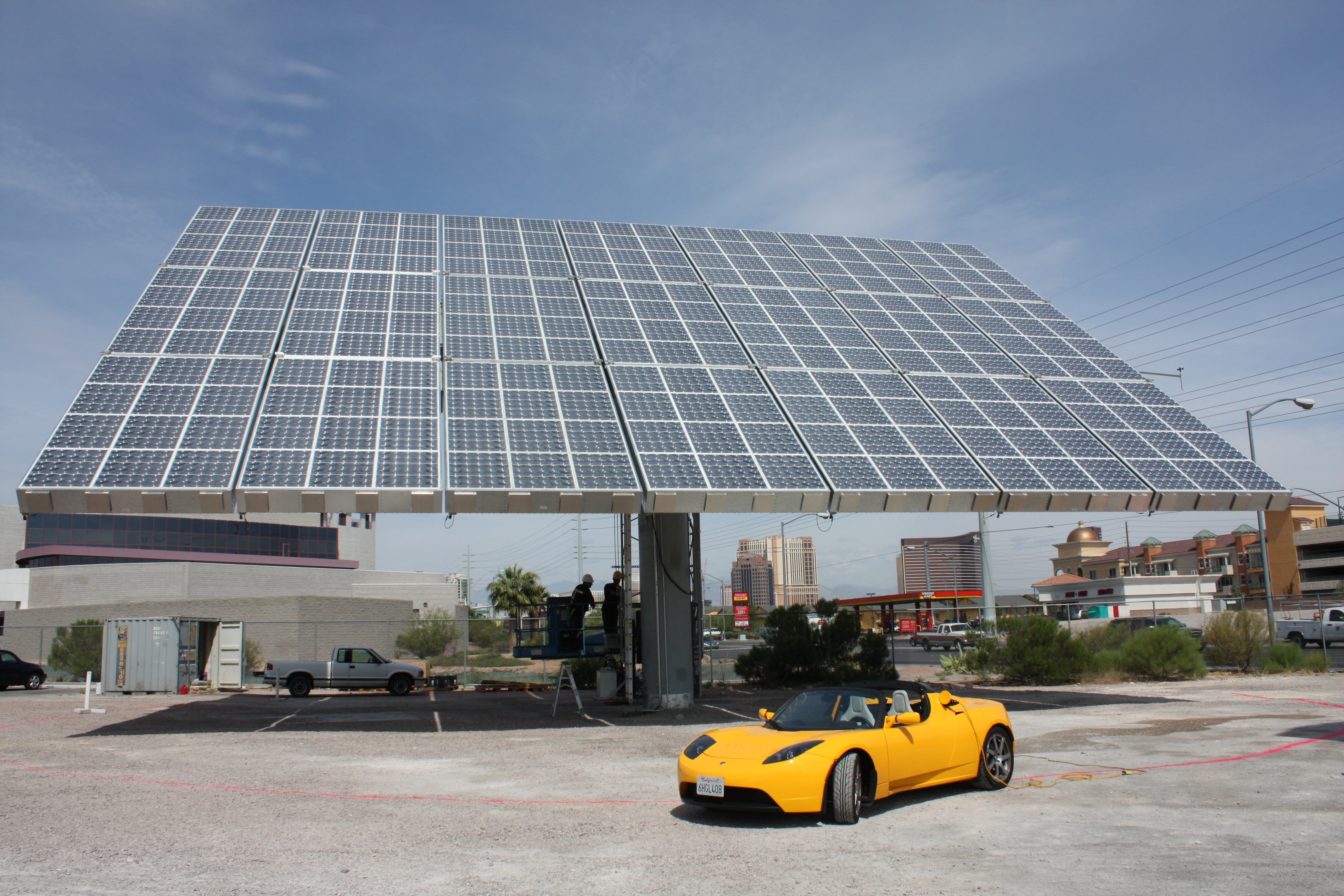
Seguidor solar dotado con paneles de concentración fotovoltaica, capaz de producir 53 kW. A su lado se encuentra el vehículo eléctrico Tesla Roadster, permitiendo apreciar su escala.

Otro tipo de tecnología en las plantas fotovoltaicas son las que utilizan una tecnología de concentración llamada CPV por sus siglas en inglés (Concentrated Photovoltaics) para maximizar la energía solar recibida por la instalación, al igual que en una central térmica solar. Las instalaciones de concentración fotovoltaica se sitúan en emplazamientos de alta irradiación solar directa, como son los países a ambas riberas del Mediterráneo, Australia, Estados Unidos, China, Sudáfrica, México, etc. Hasta el año 2006 estas tecnologías formaban parte del ámbito de investigación, pero en los últimos años se han puesto en marcha instalaciones de mayor tamaño como la de ISFOC (Instituto de Sistemas Solares Fotovoltaicos de Concentración) en Puertollano (Castilla-La Mancha) con 3 MW suministrando electricidad a la red eléctrica.
La idea básica de la concentración fotovoltaica es la sustitución de material semiconductor por material reflectante o refractante (más barato). El grado de concentración puede alcanzar un factor de 1000, de tal modo que, dada la pequeña superficie de célula solar empleada, se puede utilizar la tecnología más eficiente (triple unión, por ejemplo). Por otro lado, el sistema óptico introduce un factor de pérdidas que hace recuperar menos radiación que la fotovoltaica plana. Esto, unido a la elevada precisión de los sistemas de seguimiento, constituye la principal barrera a resolver por la tecnología de concentración.
Recientemente se ha anunciado el desarrollo de plantas de grandes dimensiones (por encima de 1 MW). Las plantas de concentración fotovoltaica utilizan un seguidor de doble eje para posibilitar un máximo aprovechamiento del recurso solar durante todo el día.

## El desarrollo de la energía solar fotovoltaica en el mundo
Entre los años 2001 y 2016 se ha producido un crecimiento exponencial de la producción fotovoltaica, duplicándose aproximadamente cada dos años. La potencia total fotovoltaica instalada en el mundo (conectada a red) ascendía a 16 gigavatios (GW) en 2008, 40 GW en 2010, 100 GW en 2012, 180 GW en 2014, 300 GW en 2016 y 500 GW en 2018.
Históricamente, Estados Unidos lideró la instalación de energía fotovoltaica desde sus inicios hasta 1996, cuando su capacidad instalada alcanzaba los 77 MW, más que cualquier otro país hasta la fecha. En los años posteriores, fueron superados por Japón, que mantuvo el liderato hasta que a su vez Alemania la sobrepasó en 2005, manteniendo el liderato desde entonces. A comienzos de 2016, Alemania se aproximaba a los 40 GW instalados. Sin embargo, por esas fechas China, uno de los países donde la fotovoltaica está experimentando un crecimiento más vertiginoso superó a Alemania, convirtiéndose desde entonces en el mayor productor de energía fotovoltaica del mundo. Se espera que multiplique su potencia instalada actual hasta los 200 GW en 2020.

### Producción mundial
La capacidad total instalada supone ya una fracción significativa del mix eléctrico en la Unión Europea, cubriendo de media el 3,5 % de la demanda de electricidad y alcanzando el 7 % en los períodos de mayor producción. En algunos países, como Alemania, Italia, Reino Unido o España, alcanza máximos superiores al 10 %, al igual que en Japón o en algunos estados soleados de Estados Unidos, como California. La producción anual de energía eléctrica generada mediante esta fuente de energía a nivel mundial equivalía en 2015 a cerca de 184 TWh, suficiente para abastecer las necesidades energéticas de millones de hogares y cubriendo aproximadamente un 1 % de la demanda mundial de electricidad.

### China
| 50 100 150 200 2007 2010 2013 2015 2017                             |
| Capacidad fotovoltaica total instalada en China (en GW) desde 2007. |

Cuota de mercado de los principales países productores de células fotovoltaicas entre 1995 y 2013.

La energía fotovoltaica se ha convertido en una de las mayores industrias de la República Popular China. El país asiático es líder mundial por capacidad fotovoltaica, con una potencia instalada a principios de 2019 superior a los 170 GW. Cuenta además con unas 400 empresas fotovoltaicas, entre las que destacan Trina Solar, Jinko Solar y JA Solar, gigantes mundiales en la fabricación de paneles solares. En 2014 producía aproximadamente la mitad de los productos fotovoltaicos que se fabrican en el mundo (China y Taiwán juntos suman más del 60 % de cuota). La producción de paneles y células fotovoltaicas en China se ha incrementado notablemente durante la última década: en 2001 mantenía una cuota inferior al 1 % del mercado mundial, mientras que por las mismas fechas, Japón y los Estados Unidos sumaban más del 70 % de la producción mundial. Sin embargo, la tendencia se ha invertido y en la actualidad China supera ampliamente al resto de productores.
La capacidad de producción de paneles solares chinos prácticamente se cuadruplicó entre los años 2009 y 2011, superando incluso la demanda mundial. Como resultado, la Unión Europea acusó a la industria china de estar realizando dumping, es decir vendiendo sus paneles a precios por debajo de coste, imponiendo aranceles a la importación de este material.
La instalación de energía fotovoltaica se ha desarrollado espectacularmente en el país asiático en años recientes, superando incluso las previsiones iniciales. Debido a tan rápido crecimiento, las autoridades chinas se han visto obligadas a revaluar en varias ocasiones su objetivo de potencia fotovoltaica.
La potencia total instalada en China creció hasta los 77 GW a finales de 2016, tras conectar 36 GW en el último año, de acuerdo a las estadísticas oficiales del país. En 2017, China había superado el objetivo marcado por el gobierno para 2020, una potencia fotovoltaica de 100 GW. Por ello a finales de 2018 se anunció que China podría elevar su objetivo solar para 2020 a más de 200 GW.
Este crecimiento refleja el abrupto descenso de costes de la energía fotovoltaica, que actualmente comienza a ser una opción más barata que otras fuentes de energía, tanto a precios minoristas como comerciales. Fuentes del gobierno chino han afirmado que la fotovoltaica presentará precios más competitivos que el carbón y el gas (aportando además una mayor independencia energética) a finales de esta década.

### Estados Unidos

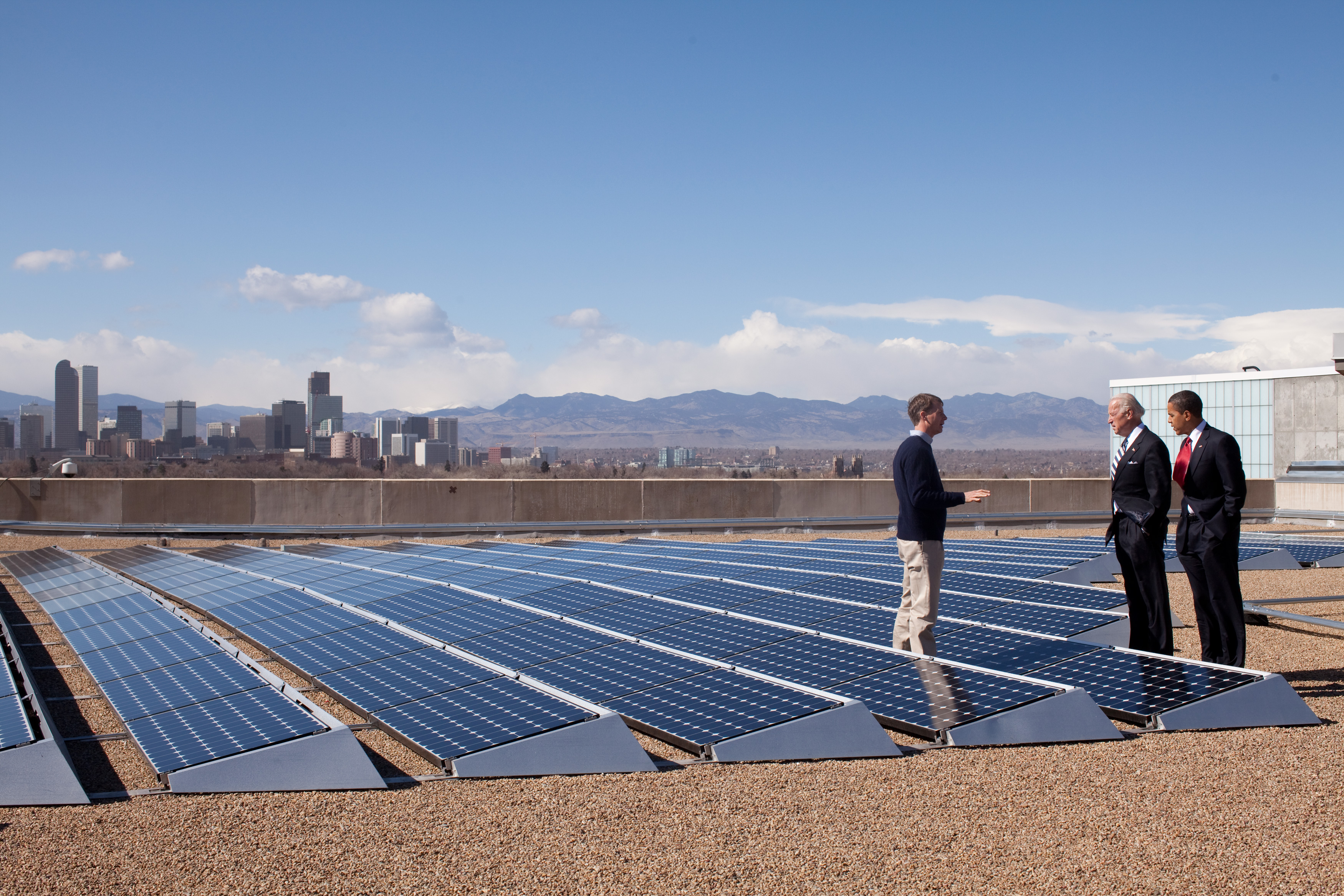
Barack Obama durante una visita a una instalación fotovoltaica en el tejado del Museo de Naturaleza y Ciencia de Denver, en febrero de 2009.

Estados Unidos es desde 2010 uno de los países con mayor actividad en el mercado fotovoltaico, cuenta con grandes empresas del sector, como First Solar o SolarCity, así como numerosas plantas de conexión a red. A principios de 2017, Estados Unidos superaba los 40 GW de potencia fotovoltaica instalada, suficiente para proporcionar electricidad a más de 8 millones de hogares, tras duplicar su capacidad solar en menos de dos años.
Aunque Estados Unidos no mantiene una política energética nacional uniforme en todo el país en lo referente a fotovoltaica, muchos estados han fijado individualmente objetivos en materia de energías renovables, incluyendo en esta planificación a la energía solar en diferentes proporciones. En este sentido, el gobernador de California Jerry Brown ha firmado una legislación requiriendo que el 33 % de la electricidad del estado se genere mediante energías renovables a finales de 2020. Estas medidas se han visto apoyadas desde el gobierno federal con la adopción del Investment Tax Credit (ITC), una exención fiscal establecida en 2006 para promover el desarrollo de proyectos fotovoltaicos, y que ha sido extendida recientemente hasta 2023.
Un informe privado recoge que la energía solar fotovoltaica se ha expandido rápidamente durante los últimos 8 años, creciendo a una media del 40 % cada año. Gracias a esta tendencia, el coste del kWh producido mediante energía fotovoltaica se ha visto enormemente reducido, mientras que el coste de la electricidad generada mediante combustibles fósiles no ha dejado de incrementar. Como resultado, el informe concluye que la fotovoltaica alcanzará la paridad de red frente a las fuentes de energía convencionales en muchas regiones de Estados Unidos en 2015. Pero para alcanzar una cuota en el mercado energético del 10 %, prosigue el informe, las compañías fotovoltaicas necesitarán estilizar aún más las instalaciones, de forma que la energía solar se convierta en una tecnología directamente enchufable («plug-and-play»). Es decir, que sea sencillo adquirir los componentes de cada sistema y su interconexión sea simple, al igual que su conexión a la red.
Actualmente la mayoría de las instalaciones son conectadas a red y utilizan sistemas de balance neto que permiten el consumo de electricidad nocturno de energía generada durante el día. Nueva Jersey lidera los Estados con la ley de balance neto menos restrictiva, mientras California lidera el número total de hogares con energía solar. Muchos de ellos fueron instalados durante la iniciativa million solar roof (un millón de tejados solares).
La tendencia y el ritmo de crecimiento actuales indican que en los próximos años se construirán un gran número de plantas fotovoltaicas en el sur y suroeste del país, donde el terreno disponible es abundante, en los soleados desiertos de California, Nevada y Arizona. Las empresas están adquiriendo cada vez en mayor medida grandes superficies en estas zonas, con la intención de construir mayores plantas a gran escala.

### Japón
La energía fotovoltaica en Japón, se ha expandido rápidamente desde la década de 1990. El país es uno de los líderes en la fabricación de módulos fotovoltaicos y se encuentra entre los primeros puestos en términos de potencia instalada, con más de 23 GW a finales de 2014, la mayor parte conectada a red. La irradiación en Japón es óptima, situándose entre 4,3 y 4,8 kWh·m²·día, convirtiéndolo en un país idóneo para el desarrollo de este tipo de energía.
La venta de módulos fotovoltaicos para proyectos comerciales ha crecido rápidamente tras la introducción por parte del Gobierno japonés en julio de 2012 de una tarifa para el incentivo de la fotovoltaica tras el accidente nuclear de Fukushima y la paralización de la mayoría de las centrales nucleares que tiene el país.
La mayoría de módulos procede de fabricantes locales, entre los que destacan Kyocera, Sharp Corporation, Mitsubishi o Sanyo, mientras que una pequeña parte son importados, según se desprende de los datos de la Asociación Japonesa de Energía Fotovoltaica (Japan Photovoltaic Energy Association, JPA). Tradicionalmente, el mercado fotovoltaico ha estado muy desplazado al segmento residencial, copando hasta el 97 % de la capacidad instalada en todo el país hasta 2012. Aunque esta tendencia se está invirtiendo, todavía más del 75 % de las células y módulos vendidos en Japón a principios de 2012 tuvieron como destino proyectos residenciales, mientras que cerca del 9 % se emplearon en instalaciones fotovoltaicas comerciales.
En 2014, la potencia total fotovoltaica instalada en el país se situaba en torno a los 23 GW, los cuales contribuían aproximadamente en un 2,5 % a la demanda eléctrica del país. Durante el verano de 2015, se informó que la producción fotovoltaica en Japón había cubierto en determinados momentos el 10 % de la demanda total nacional. Dos años después, en 2016, se sitúa en torno a 42 GW, y la previsión apunta a que el mercado fotovoltaico japonés crecerá aún más en los próximos años.

### Alemania
Alemania dispone a principios de 2016 de una potencia instalada cercana a los 40 GW. Solo en 2011, Alemania instaló cerca de 7,5 GW, y la fotovoltaica produjo 18 TW·h de electricidad, el 3 % del total consumido en el país.

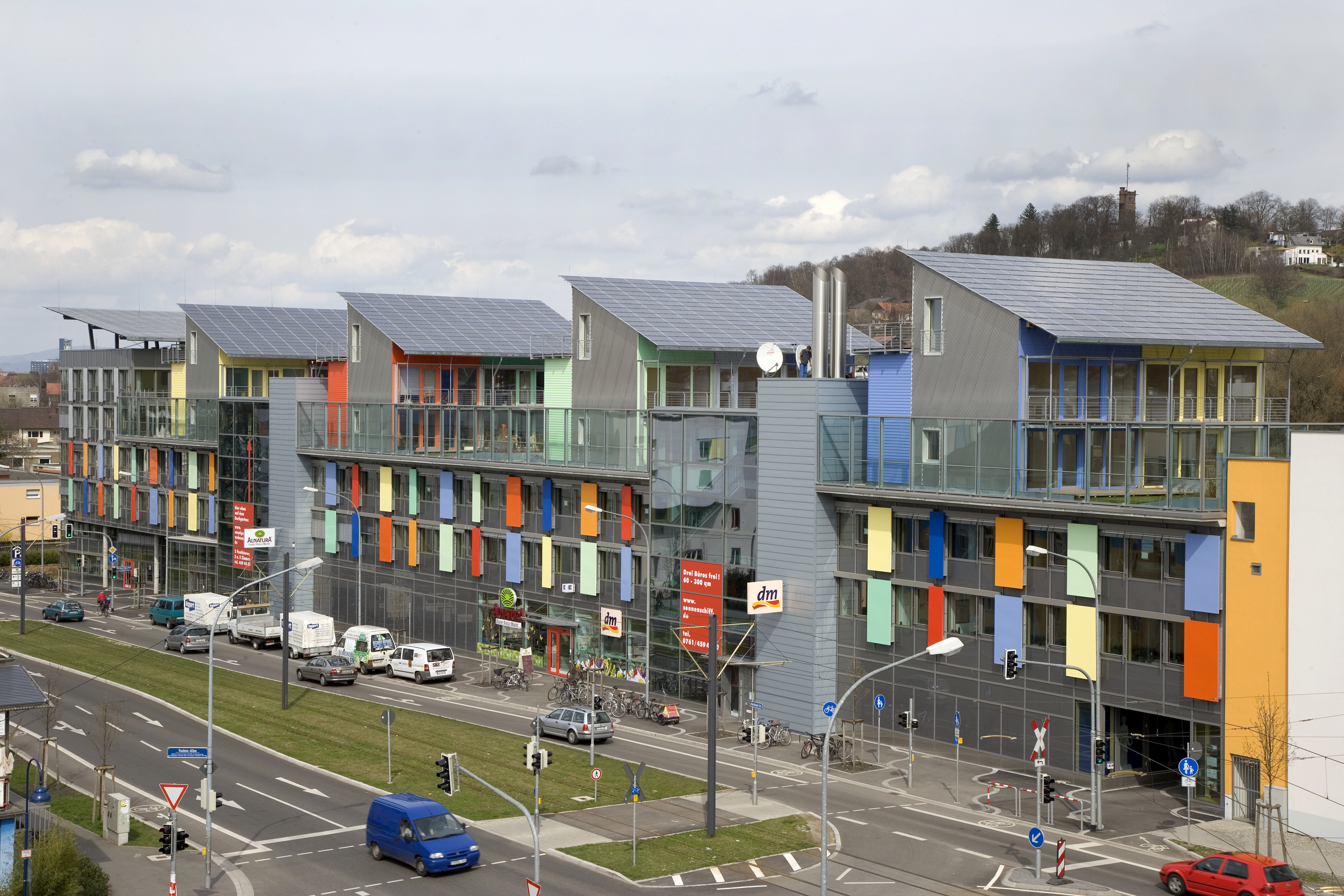
Paneles solares sobre el tejado de varios edificios, en el barrio solar de Vauban, en Friburgo (Alemania).

El mercado fotovoltaico en Alemania ha crecido considerablemente desde principios del siglo XXI gracias a la creación de una tarifa regulada para la producción de energía renovable, que fue introducida por la «German Renewable Energy Act», ley publicada el año 2000. Desde entonces, el coste de las instalaciones fotovoltaicas ha descendido más del 50 % en cinco años, desde 2006. Alemania se ha marcado el objetivo de producir el 35 % de la electricidad mediante energías renovables en 2020 y alcanzar el 100 % en 2050.
En 2012, las tarifas introducidas costaban a Alemania unos 14 000 millones de euros por año, tanto para las instalaciones eólicas como solares. Este coste es repartido entre todos los contribuyentes mediante un sobrecoste de 3,6 céntimos de € por kWh (aproximadamente el 15 % del coste total de la electricidad para el consumidor doméstico).
La considerable potencia instalada en Alemania ha protagonizado varios récords durante los últimos años. Durante dos días consecutivos de mayo de 2012, por ejemplo, las plantas solares fotovoltaicas instaladas en el país produjeron 22 000 MWh en la hora del mediodía, lo que equivale a la potencia de generación de veinte centrales nucleares trabajando a plena capacidad. Alemania pulverizó este récord el 21 de julio de 2013, con una potencia instantánea de 24 GW a mediodía. Debido al carácter altamente distribuido de la fotovoltaica alemana, aproximadamente 1,3-1,4 millones de pequeños sistemas fotovoltaicos contribuyeron a esta nueva marca. Aproximadamente el 90 % de los paneles solares instalados en Alemania se encuentran situados sobre tejado.
En junio de 2014, la fotovoltaica alemana volvió a batir récords durante varios días, al producir hasta el 50,6 % de toda la demanda eléctrica durante un solo día, y superar el anterior récord de potencia instantánea hasta los 24,24 GW.
A comienzos de verano de 2011, el Gobierno alemán anunció que el esquema actual de tarifas reguladas concluiría cuando la potencia instalada alcanzase los 52 GW. Cuando esto suceda, Alemania aplicará un nuevo esquema de tarifas de inyección cuyos detalles no se conocen todavía.
No obstante, consciente de que el almacenamiento de energía mediante baterías es indispensable para el despliegue masivo de renovables como la energía eólica o la fotovoltaica, dada su intermitencia, el 1 de mayo de 2013 Alemania puso en marcha un nuevo programa de ayudas para incentivar sistemas fotovoltaicos con baterías de almacenamiento. De esta manera, se financia a las instalaciones fotovoltaicas menores de 30 kW que instalen baterías y acumulen electricidad, con 660 euros por cada kW de almacenamiento de batería. El programa está dotado con 25 millones de euros anuales repartidos en 2013 y 2014, y de esta forma se logra disponer de la energía cuando el recurso no esté disponible —no haya viento o sea de noche—, además de facilitar la estabilidad del sistema eléctrico.

### India

Capacidad fotovoltaica total instalada en India hasta 2016.

India está densamente poblada y tiene también una gran irradiación solar, lo que hace del país uno de los mejores candidatos para el desarrollo de la fotovoltaica. En 2009, India anunció un programa para acelerar el uso de instalaciones solares en los edificios gubernamentales, al igual que en hospitales y hoteles.
La caída en el precio de los paneles fotovoltaicos ha coincidido con un incremento del precio de la electricidad en la India. El apoyo del gobierno y la abundancia del recurso solar han ayudado a impulsar la adopción de esta tecnología.
El parque solar Charanka, de 345 MW (uno de los mayores del mundo) fue puesto en servicio en abril de 2012 y ampliado en 2015, junto a un total de 605 MW en la región de Guyarat. La construcción de otros grandes parques solares ha sido anunciada en el estado de Rajasthan. También el parque solar de Dhirubhai Ambani, de 40 MW, fue inaugurado en 2012.
En enero de 2015, el gobierno indio incrementó de forma significativa su planes de desarrollo solar, estableciendo un objetivo de inversiones por valor de 100 000 millones de dólares y 100 GW de capacidad solar para 2022.
A comienzos de 2017, la potencia total instalada en India se situaba por encima de los 10 GW. India espera alcanzar rápidamente los 20 GW instalados, cumpliendo su objetivo de crear 1 millón de puestos de trabajo y alcanzar 100 GW en 2022.

### Italia
Italia se encuentra entre los primeros países productores de electricidad procedente de energía fotovoltaica, gracias al programa de incentivos llamado Conto Energia. El crecimiento ha sido exponencial en los últimos años: la potencia instalada se triplicó en 2010 y se cuadruplicó en 2011, llegando a producir en 2012 el 5,6 % de la energía total consumida en el país.
Este programa contaba con un presupuesto total de 6700 millones de €, alcanzado dicho límite el Gobierno ha dejado de incentivar las nuevas instalaciones, al haberse alcanzado la paridad de red. Un informe publicado en 2013 por el Deutsche Bank concluía que efectivamente la paridad de red se había alcanzado en Italia y otros países del mundo. El sector ha llegado a proporcionar trabajo a unas 100 000 personas, especialmente en el sector del diseño e instalación de dichas plantas solares.
Desde mediados de 2012 está vigente una nueva legislación que obliga a registrar todas las plantas superiores a 12 kW; las de potencia menor (fotovoltaica de tejado en residencias) están exentas de registro. A finales de 2016, la potencia total instalada se situaba por encima de 19 GW, suponiendo una producción energética tan importante que varias centrales de gas operaban a mitad de su potencial durante el día.

### Reino Unido
La energía solar en Reino Unido, aunque relativamente desconocida hasta hace poco, ha despegado muy rápidamente en años recientes, debido a la drástica caída del precio de los paneles fotovoltaicos y la introducción de tarifas reguladas a partir de abril de 2010. En 2014, había censadas ya unas 650 000 instalaciones solares en las islas británicas, con una capacidad total cercana a los 5 GW. La planta solar más grande del país se encuentra en Southwick Estate, cerca de Fareham, y cuenta con una potencia de 48 MW. Fue inaugurada en marzo de 2015.
En 2012, el gobierno británico de David Cameron se comprometió a abastecer cuatro millones de hogares mediante energía solar en menos de ocho años, lo que equivale a instalar unos 22 GW de capacidad fotovoltaica antes de 2020. A principios de 2016, Reino Unido había instalado más de 10 GW de energía solar fotovoltaica.
Entre los meses de abril y septiembre de 2016, la energía solar produjo en Reino Unido más electricidad (6964 GWh) que la producida mediante carbón (6342 GWh), ambas se sitúan en torno a un 5 % de la demanda.

### Francia
El mercado francés es el cuarto más importante dentro de la Unión Europea, tras los mercados de Alemania, Italia y Reino Unido. A finales de 2014 contaba con más de 5 GW instalados, y mantiene actualmente un crecimiento sostenido, estimándose que en 2015 conectará a la red eléctrica 1 GW adicional a la capacidad actual. Recientemente, el país galo incrementó el cupo de sus subastas para energía fotovoltaica de 400 a 800 MW, como consecuencia del reconocimiento gubernamental a la cada vez mayor competitividad de la energía solar.
En Francia se encuentra una de las plantas fotovoltaicas más grandes de Europa, un proyecto de 300 MW llamado Cestas. Su entrada en funcionamiento tuvo lugar a finales de 2015, proporcionando al sector fotovoltaico un ejemplo a seguir por el resto de la industria europea.

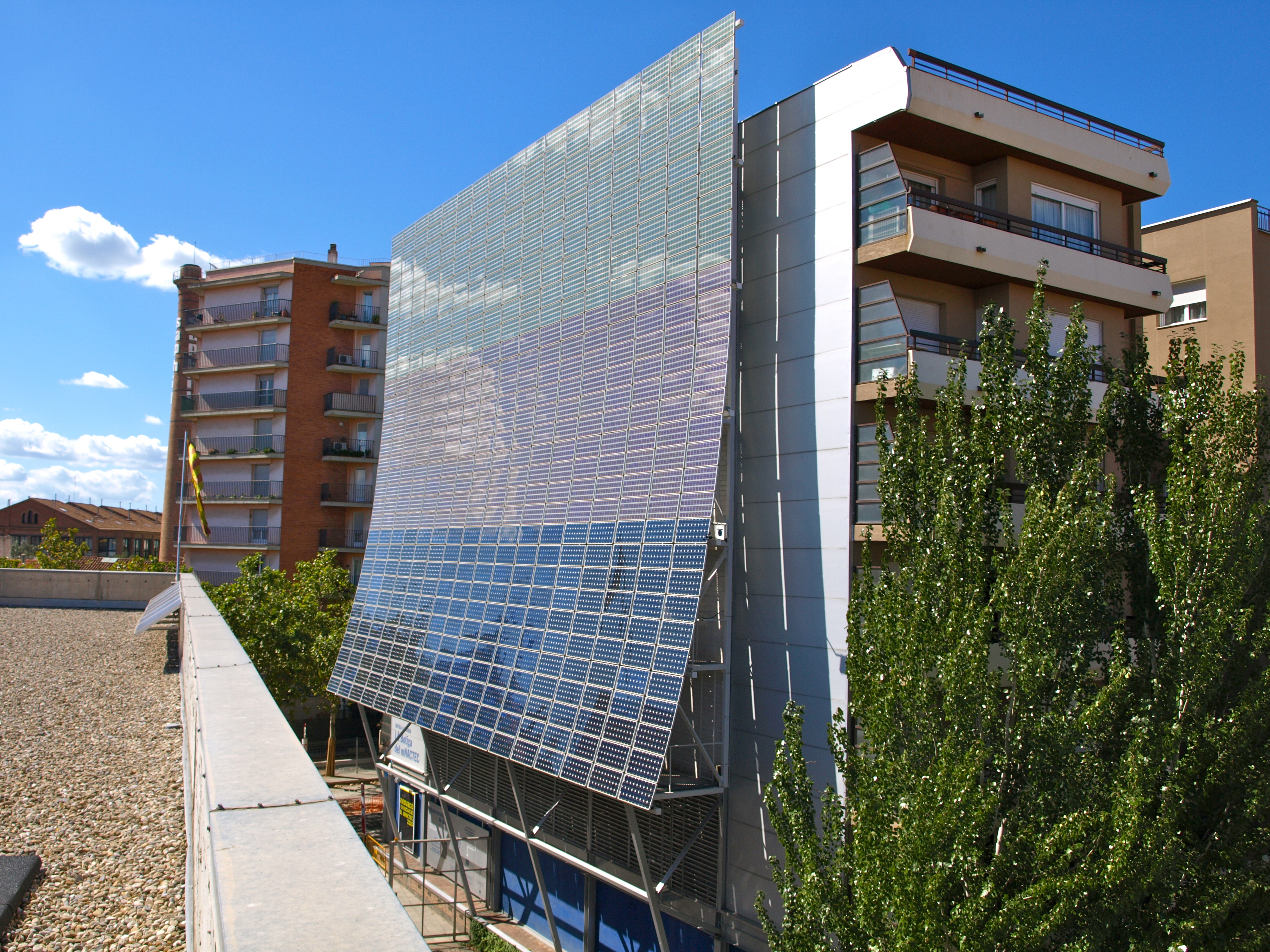
Fachada fotovoltaica en el edificio MNACTEC (Tarrasa, España).

### España
España es uno de los países de Europa con mayor irradiación anual. Esto hace que la energía solar sea en este país más rentable que en otros. Regiones como el norte de España, que generalmente se consideran poco adecuadas para la energía fotovoltaica, reciben más irradiación anual que la media en Alemania, país que mantiene desde hace años el liderazgo en la promoción de la energía solar fotovoltaica.
Desde principios de la década de 2000, en concordancia con las medidas de apoyo a las energías renovables que se estaban llevando a cabo en el resto de Europa, se había venido aprobando la regulación que establece las condiciones técnicas y administrativas, y que supuso el inicio de un lento despegue de la fotovoltaica en España. En 2004, el gobierno español eliminó las barreras económicas para la conexión de las energías renovables a la red eléctrica. El Real Decreto 436/2004 igualó las condiciones para su producción a gran escala, y garantizó su venta mediante primas a la generación.
Gracias a esta regulación, y el posterior RD 661/2007, España fue en el año 2008 uno de los países con más potencia fotovoltaica instalada del mundo, con 2708 MW instalados en un solo año. Sin embargo, posteriores modificaciones en la legislación del sector ralentizaron la construcción de nuevas plantas fotovoltaicas, de tal forma que en 2009 se instalaron tan solo 19 MW, en 2010, 420 MW, y en 2011 se instalaron 354 MW, correspondiendo al 2 % del total de la Unión Europea.
En términos de producción energética, en 2010 la energía fotovoltaica cubrió en España aproximadamente el 2 % de la generación de electricidad, mientras que en 2011 y 2012 representó el 2,9 %, y en 2013 el 3,1 % de la generación eléctrica según datos del operador, Red Eléctrica.
En 2018, la cuota de la energía solar fotovoltaica en España alcanzó el 3,2 % de toda la energía producida a nivel nacional.
A principios de 2012, el Gobierno español aprobó un Real Decreto Ley por el que se paralizó la instalación de nuevas centrales fotovoltaicas y demás energías renovables. A finales de 2015 la potencia fotovoltaica instalada en España ascendía a 4667 MW. En 2017, España cayó por primera vez de la lista de los diez países con mayor capacidad fotovoltaica instalada, al ser superado por Australia y Corea del Sur. Sin embargo, en julio de 2017, el Gobierno organizó una subasta que adjudicó más de 3500 MW de nuevas plantas de energía fotovoltaica, que permitirán a España alcanzar los objetivos de generación de energía renovable establecidos por la Unión Europea para 2020. Como novedad, ni la construcción de las plantas adjudicadas ni su operación supondrá algún coste para el sistema, excepto en el caso de que el precio de mercado baje de un suelo establecido en la subasta. La gran bajada de costes de la energía fotovoltaica ha permitido que grandes empresas hayan licitado a precio de mercado.
En 2019, la fotovoltaica ha incrementado la potencia instalada en España en más de 3000 MW con una potencia total instalada de 7800 MW. España posee la mayor planta fotovoltaica conectada de Europa, situada en la localidad de Mula (Murcia), con 494 MW.
| Año               | 2017  | 2018  | 2019  | 2020   | 2021   | 2022   | 2023   |
| ----------------- | ----- | ----- | ----- | ------ | ------ | ------ | ------ |
| Generación en GWh | 8.398 | 7.766 | 9.252 | 15.302 | 20.981 | 27.906 | 37.332 |

### Latinoamérica
En Latinoamérica, la fotovoltaica ha comenzado a despegar en los últimos años. Se ha propuesto la construcción de un buen número de plantas solares en diversos países, a lo largo de toda la región.

#### Brasil

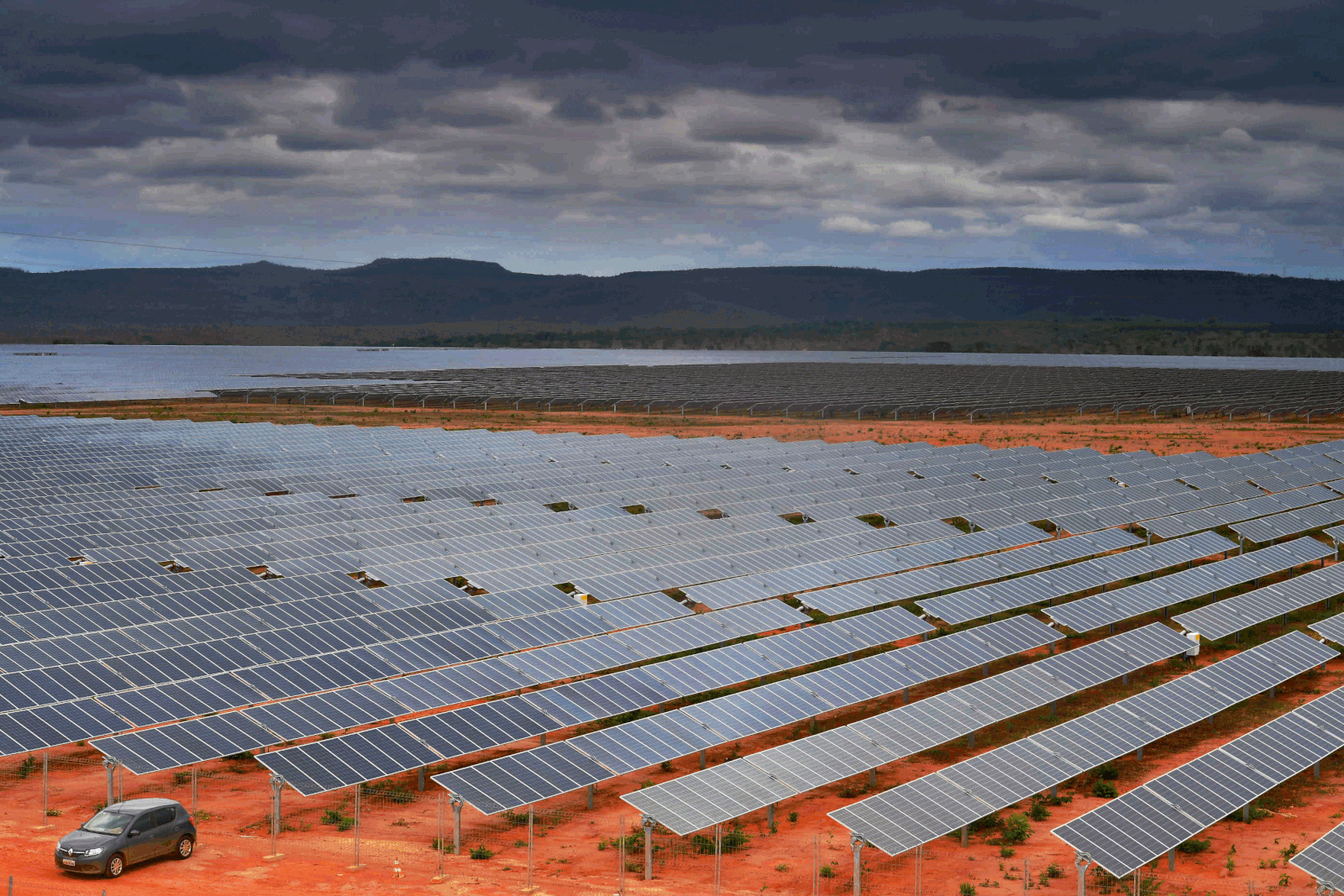
Complejo solar Pirapora, el más grande de Brasil y Latinoamérica con 321 MW.

La energía solar fotovoltaica viene en expansión en Brasil, mientras en 2020 el país presentaba 7,8 GW de energía solar instalada, el decimocuarto país del mundo en términos de esa energía, a octubre de 2022 la capacidad instalada llegó a un total de 21 GW, con un factor de capacidad promedio del 23 %. En 2023, Brasil estará entre los 10 países del mundo con más energía solar instalada. Algunos de los Estados brasileños más irradiados son Minas Gerais, Bahía y Goiás, que presentan una irradiación entre 4,5 a 6,0 kWh/m²/día.

#### México
México es el segundo país latinoamericano con mayor capacidad instalada (7,0 GW en 2021), y tiene aun un enorme potencial en lo que respecta a energía solar. Un 70 % de su territorio presenta una irradiación superior a 4,5 kWh/m²/día, lo que lo convierte en un país muy soleado, e implica que utilizando la tecnología fotovoltaica actual, una planta solar de 25 km² en cualquier lugar del estado de Chihuahua o el desierto de Sonora (que ocuparía el 0,01 % de la superficie de México) podría proporcionar toda la electricidad demandada por el país.
El proyecto Aura Solar, situado en La Paz (Baja California Sur), inaugurado a principios de 2014, que pretendía generar 82 GWh al año, suficiente para abastecer el consumo de 164 000 habitantes (65 % de la población de La Paz), pero fue arrasado por el huracán Odile en septiembre del mismo año y la planta dejó de operar por varios meses.
En el año 2016 se llevó a cabo la reconstrucción de la planta que terminó a finales del mismo año y desde 2017 a la fecha se encuentra en operación nuevamente.
Otra planta fotovoltaica de 47 MW se encuentra en fase de planificación en Puerto Libertad (Sonora). La planta, originalmente diseñada para albergar 39 MW, se amplió para permitir la generación de 107 GWh/año.
México cuenta ya con más de 3000 MW instalados. Se espera que experimente un mayor crecimiento en los próximos años, con el fin de alcanzar el objetivo de cubrir el 35 % de su demanda energética a partir de energías renovables en 2024, según una ley aprobada por el gobierno mexicano en 2012.

#### Chile
Chile lideraba hasta hace unos años la producción solar en Latinoamérica (hoy está en tercer lugar - 4,4 GW en 2021). La primera planta solar fotovoltaica en Chile fue El Águila, de 2,2 MWp ubicada en Arica, terminada de conectar en 2012. Este país inauguró en junio de 2014 una central fotovoltaica de 100 MW, que se convirtió en la mayor realizada hasta la fecha en Latinoamérica. El elevado precio de la electricidad y los altos niveles de radiación que existen en el norte de Chile, han promovido la apertura de un importante mercado libre de subsidios. A finales de 2018, el país andino contaba con 2427 MW fotovoltaicos en operación. Chile cuenta con un potencial de más de 1800 GW de energía solar posible en el desierto de Atacama, según un estudio realizado por la GIZ Alemana en Chile (Sociedad Alemana de Cooperación Internacional, 2014). El desierto de Atacama es el lugar con mayor irradiación del mundo con niveles de irradiación global (GHI), por sobre los 2700 kWh/m²/año.

#### Otros mercados
Otros países latinoamericanos han comenzado a instalar plantas fotovoltaicas a gran escala, entre ellos Argentina (1,0 GW en 2021), Honduras (0,51 GW en 2021), Puerto Rico (0,49 GW en 2021), República Dominicana (0,49 GW en 2021), El Salvador (0,47 GW en 2021), Panamá (0,46 GW en 2021), Perú (0,33 GW en 2021), Uruguay (0,25 GW en 2021), Colombia (0,18 GW en 2021) y Bolivia (0,17 GW en 2021).
En el Altiplano de Bolivia se encuentra la Planta Solar de Caracollo, que es planta solar fotovoltaica más alta del mundo, a 3725 m s. n. m.

### Evolución temporal
En la siguiente tabla se muestra el detalle de la potencia mundial instalada, desglosada por cada país, desde el año 2002 hasta 2022:
| País                   | Total 2002 | Total 2003 | Total 2004 | Total 2005 | Total 2006 | Total 2007 | Total 2008 | Total 2009 | Total 2010 | Total 2011 | Total 2012 | Total 2013 | Total 2014 | Total 2015 | Total 2016 | Total 2017 | Total 2018 | Total 2019 | Total 2020 | Total 2021 | Total 2022 |
| ---------------------- | ---------- | ---------- | ---------- | ---------- | ---------- | ---------- | ---------- | ---------- | ---------- | ---------- | ---------- | ---------- | ---------- | ---------- | ---------- | ---------- | ---------- | ---------- | ---------- | ---------- | ---------- |
| Total mundial          | 2220       | 2798       | 3911       | 5340       | 6915       | 9443       | 15 772     | 23 210     | 39 778     | 73 745     | 104 015    | 139 523    | 176 089    | 222 213    | 296 155    | 389 411    | 488 739    | 587 134    | 713 970    | 849 473    | 1 053 115  |
| China                  | -          | -          | -          | -          | -          | -          | -          | -          | 893        | 3 108      | 6 719      | 17 759     | 28 399     | 43 549     | 77 809     | 130 822    | 175 287    | 204 996    | 254 355    | 306 973    | 393 032    |
| Estados Unidos         | 212,2      | 275,2      | 376        | 479        | 624        | 830,5      | 1168,5     | 1255,7     | 2519       | 5 644      | 8 613      | 13 045     | 17 651     | 23 442     | 34 716     | 43 115     | 53 184     | 60 682     | 75 572     | 95 209     | 113 015    |
| Japón                  | 636,8      | 859,6      | 1132       | 1421,9     | 1708,5     | 1918,9     | 2144       | 2627       | 3617       | 4 890      | 6 430      | 12 107     | 19 334     | 28 615     | 38 438     | 44 226     | 55 500     | 61 526     | 67 000     | 74 191     | 78 833     |
| Alemania               | 278        | 431        | 1034       | 1926       | 2759       | 3835,5     | 5340       | 9959       | 17 320     | 25 916     | 34 077     | 36 710     | 37 900     | 39 224     | 40 679     | 42 293     | 45 158     | 49 047     | 53 783     | 58 461     | 66 554     |
| India                  | -          | -          | -          | -          | -          | -          | -          | -          | 189        | 566        | 982        | 1 499      | 3 673      | 5 593      | 9 879      | 18 152     | 27 353     | 35 089     | 39 211     | 49 684     | 63 146     |
| Australia              | 39,1       | 45,6       | 52,3       | 60,6       | 70,3       | 82,5       | 104,5      | 183,6      | 504        | 2 473      | 3 799      | 4 568      | 5 287      | 5 946      | 6 689      | 7 354      | 8 627      | 13 252     | 17 627     | 19 076     | 26 792     |
| Italia                 | 22         | 26         | 30,7       | 37,5       | 50         | 120,2      | 458,3      | 1157       | 3502       | 13 136     | 16 790     | 18 190     | 18 600     | 18 907     | 19 289     | 19 688     | 20 114     | 20 871     | 21 600     | 22 698     | 25 083     |
| Brasil                 | -          | -          | -          | -          | -          | -          | -          | -          | 2          | 2          | 3          | 8          | 20         | 41         | 148        | 1 296      | 2 470      | 4 615      | 7 881      | 13 055     | 24 079     |
| Países Bajos           | 26,3       | 45,7       | 49,2       | 50,7       | 52,2       | 52,8       | 57,2       | 67,5       | 97         | 149        | 287        | 650        | 1 007      | 1 526      | 2 135      | 2 911      | 4 608      | 7 177      | 10 213     | 14 249     | 22 590     |
| Corea del Sur          | 5,4        | 6          | 8,5        | 13,5       | 35,8       | 81,2       | 357,5      | 441,9      | 662        | 730        | 1 024      | 1 555      | 2 481      | 3 615      | 4 502      | 5 835      | 7 130      | 10 505     | 14 575     | 18 161     | 20 975     |
| España                 | 7          | 12         | 23         | 48         | 145        | 693        | 3354       | 3438       | 3892       | 5 432      | 6 569      | 6 994      | 7 001      | 7 008      | 7 017      | 7 027      | 7 068      | 11 277     | 14 089     | 15 952     | 20 518     |
| Vietnam                | -          | -          | -          | -          | -          | -          | -          | -          | -          | 5          | 5          | 5          | 5          | 5          | 5          | 8          | 105        | 4 898      | 16 504     | 16 660     | 18 474     |
| Francia                | 17,2       | 21,1       | 26         | 33         | 43,9       | 75,2       | 179,7      | 335,2      | 1025       | 3 004      | 4 359      | 5 277      | 6 034      | 7 138      | 7 702      | 8 610      | 9 691      | 10 804     | 11 733     | 14 718     | 17 419     |
| Reino Unido            | 4,1        | 5,9        | 8,2        | 10,9       | 14,3       | 18,1       | 22,5       | 29,6       | 72         | 1 000      | 1 753      | 2 937      | 5 528      | 9 601      | 11 914     | 12 760     | 13 073     | 13 346     | 13 563     | 13 689     | 14 412     |
| Polonia                | -          | -          | -          | -          | -          | -          | -          | -          | -          | 1          | 1          | 2          | 27         | 108        | 187        | 287        | 562        | 1 539      | 3 936      | 6 257      | 11 167     |
| Taiwán                 | -          | -          | -          | -          | -          | -          | -          | -          | 32         | 130        | 231        | 410        | 636        | 884        | 1 245      | 1 768      | 2 738      | 4 150      | 5 817      | 7 700      | 9 724      |
| Turquía                | 0,9        | 1,3        | 1,8        | 2,3        | 2,8        | 3,3        | 4          | 5          | 6          | 7          | 12         | 19         | 41         | 250        | 834        | 3 422      | 5 064      | 5 996      | 6 668      | 7 817      | 9 426      |
| México                 | 16,2       | 17,1       | 18,2       | 18,7       | 19,7       | 20,8       | 21,8       | 25         | 31         | 39         | 60         | 82         | 116        | 173        | 389        | 674        | 2 555      | 4 440      | 5 644      | 7 040      | 9 026      |
| Ucrania                | -          | -          | -          | -          | -          | -          | -          | -          | 3          | 188        | 372        | 748        | 819        | 841        | 955        | 1 200      | 2 003      | 5 936      | 7 331      | 8 062      | 8 062      |
| Bélgica                | -          | -          | -          | -          | -          | -          | -          | 574        | 803        | 1 979      | 2 647      | 2 902      | 3 015      | 3 132      | 3 329      | 3 621      | 4 000      | 4 637      | 5 646      | 6 585      | 6 898      |
| Sudáfrica              | -          | -          | -          | -          | -          | -          | -          | -          | 40         | 6          | 11         | 262        | 1 163      | 1 352      | 2 174      | 3 447      | 4 801      | 4 905      | 5 990      | 6 221      | 6 326      |
| Chile                  | -          | -          | -          | -          | -          | -          | -          | -          | -          | -          | 2          | 15         | 221        | 576        | 1 125      | 1 809      | 2 236      | 2 654      | 3 205      | 4 468      | 6 250      |
| Grecia                 | -          | -          | -          | -          | -          | -          | -          | 55         | 206        | 612        | 1 536      | 2 579      | 2 596      | 2 604      | 2 604      | 2 606      | 2 652      | 2 834      | 3 247      | 4 277      | 5 557      |
| Israel                 | -          | -          | 0,9        | 1          | 1,3        | 1,8        | 3          | 24,5       | 66         | 196        | 243        | 426        | 676        | 772        | 872        | 975        | 1 076      | 1 438      | 2 652      | 3 591      | 4 411      |
| Canadá                 | 10         | 11,8       | 13,9       | 16,7       | 20,5       | 25,8       | 32,7       | 94,6       | 200        | 497        | 766        | 1 210      | 1 843      | 2 517      | 2 661      | 2 913      | 3 100      | 3 310      | 3 325      | 3 630      | 4 401      |
| Suiza                  | 19,5       | 21         | 23,1       | 27,1       | 29,7       | 36,2       | 47,9       | 73,6       | 111        | 223        | 437        | 756        | 1 061      | 1 394      | 1 664      | 1 906      | 2 203      | 2 589      | 3 118      | 3 449      | 4 134      |
| Austria                | 10,3       | 16,8       | 21,1       | 24         | 25,6       | 27,7       | 32,4       | 52,6       | 103        | 174        | 337        | 626        | 785        | 937        | 1 096      | 1 269      | 1 455      | 1 702      | 2 220      | 2 783      | 3 548      |
| Tailandia              | -          | -          | -          | -          | -          | -          | -          | -          | 28         | 79         | 382        | 829        | 1 304      | 1 425      | 2 451      | 2 702      | 2 967      | 2 988      | 2 988      | 3 065      | 3 065      |
| Emiratos Árabes Unidos | -          | -          | -          | -          | -          | -          | -          | -          | -          | 13         | 13         | 126        | 133        | 134        | 141        | 355        | 598        | 1 918      | 2 539      | 2 733      | 3 040      |
| Hungría                | -          | -          | -          | -          | -          | -          | -          | -          | -          | 4          | 12         | 35         | 89         | 172        | 235        | 344        | 728        | 1 400      | 1 953      | 2 968      | 2 988      |
| República Checa        | -          | -          | -          | -          | -          | -          | -          | 463,3      | 1953       | 1 913      | 2 022      | 2 064      | 2 067      | 2 075      | 2 068      | 2 070      | 2 075      | 2 086      | 2 073      | 2 246      | 2 627      |
| Suecia                 | 3,3        | 3,6        | 3,9        | 4,2        | 4,8        | 6,2        | 7,9        | 9          | 11         | 12         | 24         | 43         | 60         | 104        | 153        | 244        | 428        | 714        | 1 417      | 1 606      | 2 606      |
| Portugal               | 1,7        | 2,1        | 2,7        | 3          | 3,4        | 17,9       | 68         | 102,2      | 131        | 172        | 238        | 296        | 415        | 447        | 513        | 579        | 667        | 901        | 1 025      | 1 646      | 2 536      |
| Dinamarca              | 1,6        | 1,9        | 2,3        | 2,7        | 2,9        | 3,1        | 3,3        | 4,6        | 7,1        | 17         | 402        | 571        | 607        | 782        | 851        | 906        | 998        | 1 080      | 1 300      | 1 704      | 2 490      |
| Bulgaria               | -          | -          | -          | -          | -          | -          | -          | 5,7        | 18         | 154        | 1 013      | 1 020      | 1 026      | 1 029      | 1 028      | 1 036      | 1 033      | 1 048      | 1 073      | 1 275      | 1 948      |
| Malasia                | -          | -          | -          | -          | 5,5        | 7          | 9          | 11         | 15         | 1          | 25         | 97         | 166        | 229        | 279        | 370        | 536        | 882        | 1 493      | 1 787      | 1 933      |
| Jordania               | -          | -          | -          | -          | -          | -          | -          | -          | -          | -          | -          | -          | -          | 6          | 296        | 406        | 809        | 1 101      | 1 359      | 1 521      | 1 914      |
| Rusia                  | -          | -          | -          | -          | -          | -          | -          | -          | -          | -          | -          | 1          | 5          | 61         | 76         | 225        | 535        | 1 064      | 1 428      | 1 661      | 1 816      |
| Egipto                 | -          | -          | -          | -          | -          | -          | -          | -          | -          | 35         | 35         | 35         | 35         | 45         | 59         | 180        | 765        | 1 662      | 1 643      | 1 663      | 1 724      |
| Filipinas              | -          | -          | -          | -          | -          | -          | -          | -          | -          | 2          | 2          | 3          | 28         | 173        | 784        | 908        | 914        | 973        | 1 048      | 1 377      | 1 625      |
| Rumanía                | -          | -          | -          | -          | -          | -          | -          | -          | -          | 1          | 41         | 761        | 1 293      | 1 326      | 1 372      | 1 374      | 1 386      | 1 398      | 1 387      | 1 394      | 1 414      |
| Pakistán               | -          | -          | -          | -          | -          | -          | -          | -          | -          | 19         | 46         | 101        | 165        | 266        | 589        | 655        | 679        | 713        | 854        | 1 077      | 1 243      |
| Argentina              | -          | -          | -          | -          | -          | -          | -          | -          | 1,2        | 1          | 6          | 8          | 8          | 9          | 9          | 9          | 191        | 442        | 764        | 1 071      | 1 104      |
| Marruecos              | -          | -          | -          | -          | -          | -          | -          | -          | -          | 34         | 35         | 35         | 40         | 200        | 202        | 204        | 734        | 734        | 734        | 854        | 858        |
| República Dominicana   | -          | -          | -          | -          | -          | -          | -          | -          | -          | -          | 2          | 8          | 15         | 25         | 73         | 106        | 205        | 305        | 370        | 594        | 742        |
| El Salvador            | -          | -          | -          | -          | -          | -          | -          | -          | -          | -          | -          | 13         | 15         | 26         | 28         | 126        | 206        | 391        | 429        | 643        | 664        |
| Eslovenia              | -          | -          | -          | -          | -          | -          | -          | 9          | 36         | 57         | 142        | 187        | 223        | 238        | 233        | 247        | 247        | 264        | 267        | 461        | 632        |
| Finlandia              | -          | -          | -          | -          | -          | -          | -          | 5          | 7          | 7          | 8          | 9          | 11         | 17         | 39         | 82         | 140        | 222        | 391        | 425        | 591        |
| Singapur               | -          | -          | -          | -          | -          | -          | -          | -          | -          | 5          | 8          | 12         | 25         | 46         | 97         | 116        | 160        | 272        | 329        | 487        | 572        |
| Lituania               | -          | -          | -          | -          | -          | -          | -          | -          | -          | -          | 6          | 68         | 68         |            |            |            | 82         | 103        | 164        | 255        | 568        |
| Irán                   | -          | -          | -          | -          | -          | -          | -          | -          | -          | -          | -          | 1          | 9          | 9          | 43         | 184        | 286        | 367        | 414        | 456        | 539        |
| Eslovaquia             | -          | -          | -          | -          | -          | -          | -          | 0,2        | 145        | 496        | 513        | 533        | 533        | 533        | 533        | 528        | 472        | 590        | 535        | 537        | 537        |
| Bangladés              | -          | -          | -          | -          | -          | -          | -          | -          | -          | 43         | 66         | 94         | 119        | 145        | 161        | 185        | 201        | 255        | 301        | 480        | 537        |
| Honduras               | -          | -          | -          | -          | -          | -          | -          | -          | -          | 4          | 5          | 5          | 5          | 393        | 414        | 454        | 514        | 514        | 525        | 529        | 529        |
| Panamá                 | -          | -          | -          | -          | -          | -          | -          |            |            |            |            |            |            |            | 93         | 147        | 188        | 219        | 229        | 462        | 522        |
| Chipre                 | -          | -          | -          | -          | -          | -          | -          | 3,3        | 6,2        | 10         | 17         | 35         | 65         |            |            | 110        | 118        | 151        | 229        | 315        | 464        |
| Argelia                | -          | -          | -          | -          | -          | -          | -          | -          | -          | 25         | 25         | 25         | 26         | 74         | 244        | 425        | 448        | 448        | 448        | 448        | 460        |
| Colombia               | -          | -          | -          | -          | -          | -          | -          | -          | -          | -          |            |            |            |            |            |            |            |            | 86         | 184        | 457        |
| Arabia Saudita         | -          | -          | -          | -          | -          | -          | -          | -          | -          | 3          | 14         | 22         | 24         | 24         | 24         | 34         | 84         | 109        | 109        | 439        | 440        |
| Perú                   | -          | -          | -          | -          | -          | -          | -          | -          | -          | 18         | 103        | 109        | 134        | 139        | 146        | 298        | 325        | 331        | 331        | 332        | 332        |
| Noruega                | 6,4        | 6,6        | 6,9        | 7,3        | 7,7        | 8          | 8,3        | 9          | 9          | 10         | 10         | s.d.       | 13         |            |            |            |            |            | 160        | 205        | 321        |
| Luxemburgo             | -          | -          | -          | -          | -          | -          | -          | 27         | 27         | 30         | 76         | 100        | 110        | 120        |            |            |            |            | 187        | 277        | 319        |
| Uruguay                | -          | -          | -          | -          | -          | -          | -          | -          | -          | -          | 1          | 2          | 4          | 65         | 89         | 243        | 248        | 254        | 256        | 266        | 270        |
| Cuba                   | -          | -          | -          | -          | -          | -          | -          | s.d.       | s.d.       | s.d.       | s.d.       | s.d.       | s.d.       | s.d.       | s.d.       | 65         | 128        | 159        | 217        | 246        | 258        |
| Malta                  | -          | -          | -          | -          | -          | -          | -          | 2          | 2          | 11,5       | 18         | 25         | 54         |            |            |            |            |            | 188        | 206        | 206        |
| Croacia                | -          | -          | -          | 0,5        | 1,2        | 3,2        | 5,6        | 12,1       | 16,4       | 16,4       | 21,7       | 24,7       | 33         |            |            | 60         | 68         | 85         | 109        | 138        | 182        |
| Bolivia                | -          | -          | -          | -          | -          | -          | -          | -          | -          | -          |            |            |            |            |            |            | 70         | 120        | 120        | 170        | 170        |
| Guatemala              | -          | -          | -          | -          | -          | -          | -          | -          | -          | -          | -          | -          |            |            |            | 99         | 101        | 101        | 101        | 101        | 105        |
| Ecuador                | -          | -          | -          | -          | -          | -          | -          | s.d.       | s.d.       | s.d.       | s.d.       | s.d.       | 26         |            |            |            | 27         | 28         | 28         | 28         | 29         |

### Previsión a largo plazo
Según el informe Estadísticas de capacidad renovable 2023 de la Agencia Internacional de Energías Renovables (Irena), la potencia fotovoltaica instalada en el mundo alcanzó los 773,2 GW en 2020, lo que supone un crecimiento del 22 % respecto al año anterior. Este crecimiento fue el doble que el de las renovables en conjunto, y representó el 39 % de la potencia instalada de todas las tecnologías de generación eléctrica en 2020.
China fue el principal mercado fotovoltaico en 2020, con 48 GW instalados, seguido por Estados Unidos, con 19 GW, y Vietnam, con 11 GW1. España se situó entre los países con mayor incremento porcentual de la potencia fotovoltaica, con un 31,99 % de aumento, alcanzando los 18,2 GW. El potencial fotovoltaico de países como Brasil, Chile y Arabia Saudí todavía no se ha desarrollado conforme a lo esperado, y se espera que sea desarrollado durante los próximos años. Para 2021, se esperaba que la potencia fotovoltaica instalada en el mundo supere los 900 GW, y que para 2025 se alcancen los 1.500 GW, según las previsiones de SolarPower Europe. La consultora Frost & Sullivan estima que la potencia fotovoltaica llegará a los 1.000 GW en 2024, y que China, India y Estados Unidos seguirán siendo los líderes del mercado.
La energía fotovoltaica tiene un gran potencial para contribuir a la transición energética y a la mitigación del cambio climático, ya que es una fuente de energía limpia, renovable, descentralizada y competitiva. Según la Irena, la energía fotovoltaica podría cubrir el 13 % de la demanda eléctrica mundial en 2030, y el 23 % en 2050. Además, la energía fotovoltaica podría generar más de 23 millones de empleos en 2050, y evitar la emisión de más de 4.000 millones de toneladas de CO2 al año.
La organización PV Market Alliance (PVMA), un consorcio formado por varias entidades de investigación, calcula que la capacidad global estará entre los 444-630 GW en 2020. En el escenario más pesimista, prevé que el ritmo de instalación anual se sitúe entre los 40 y 50 gigavatios al finalizar la década, mientras que en el escenario más optimista estima que se instalen entre 60 y 90 GW anuales durante los próximos cinco años. El escenario intermedio estima que se sitúen entre 50 y 70 GW, para alcanzar 536 GW en 2020. Las cifras de PVMA concuerdan con las publicadas anteriormente por Solar Power Europe. En junio de 2015, Greentech Media (GTM) publicó su informe Global PV Demand Outlook para 2020, que estima que las instalaciones anuales se incrementarán de 40 a 135 GW, alcanzando una capacidad total global de casi 700 GW en 2020. La estimación de GTM es la más optimista de todas las publicadas hasta la fecha, estimando que se instalarán 518 GW entre 2015 y 2020, lo que supone más del doble que otras estimaciones.
Por su parte, EPIA también calcula que la energía fotovoltaica cubrirá entre un 10 y un 15 % de la demanda de Europa en 2030. Un informe conjunto de esta organización y Greenpeace publicado en 2010 muestra que para el año 2030, un total de 1845 GW fotovoltaicos podrían generar aproximadamente 2646 TWh/año de electricidad en todo el mundo. Combinado con medidas de eficiencia energética, esta cifra representaría cubrir el consumo de casi un 10 % de la población mundial. Para el año 2050, se estima que más del 20 % de la electricidad mundial podría ser cubierto por la energía fotovoltaica.

## Plantas fotovoltaicas de conexión a red
En Europa y en el resto del mundo se han construido un gran número de centrales fotovoltaicas a gran escala. Actualmente las plantas fotovoltaicas más grandes del mundo son, de acuerdo a su capacidad de producción:

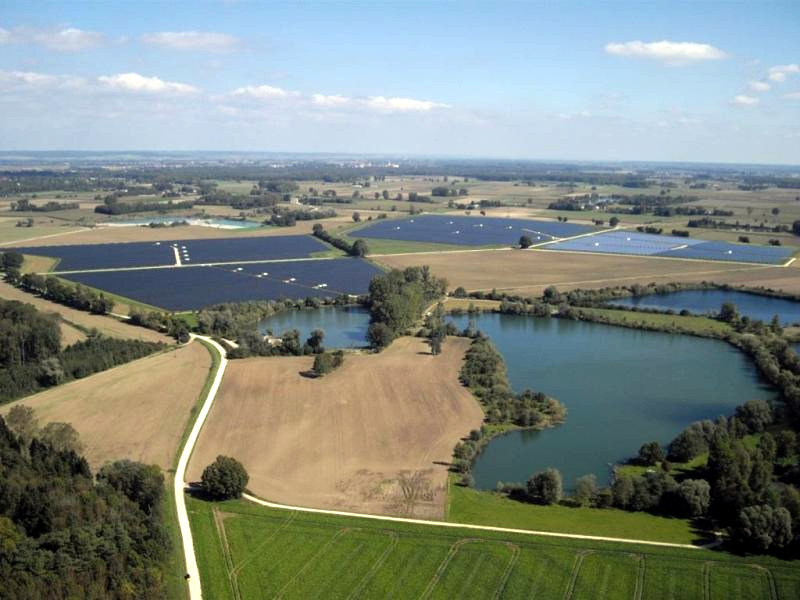
Parque solar Lauingen Energy Park, de 25,7 MW en Suabia (Baviera, Alemania).

| Proyecto                           | País                   | Localización                                         | Potencia | Año       |
| ---------------------------------- | ---------------------- | ---------------------------------------------------- | -------- | --------- |
| Bhadla Solar Park                  | India                  | 27°32′22.81″N 71°54′54.91″E / 27.5396694, 71.9152528 | 2245 MW  | 2020      |
| Qinghai Solar Plant                | China                  |                                                      | 2200 MW  | 2020      |
| Pavagada Solar Park                | India                  | 14°05′49″N 77°16′13″E / 14.09694, 77.27028           | 2050 MW  | 2019      |
| Tengger Desert Solar Park          | China                  | 37°33′00″N 105°03′14″E / 37.55000, 105.05389         | 1547 MW  | 2016      |
| Ben Ban Solar Park                 | Egipto                 | 24°27′21.6″N 32°44′20.4″E / 24.456000, 32.739000     | 1500 MW  | 2019      |
| Noor Abu Dhabi                     | Emiratos Árabes Unidos | 24°24′11″N 55°16′07″E / 24.40306, 55.26861           | 1177 MW  | 2019      |
| Kurnool Solar                      | India                  | 15°40′53″N 78°17′01″E / 15.681522, 78.283749         | 1000 MW  | 2017      |
| Datong Solar Power Top Runner Base | China                  | 40°04′25″N 113°08′12″E / 40.07361, 113.13667         | 1000 MW  | 2016      |
| Yanchi Solar PV Station            | China                  | 38°09′48″N 106°45′40″E / 38.1633714, 106.7611986     | 1000 MW  | 2016      |
| Longyangxia Hydro-solar PV Station | China                  | 36°10′54″N 100°34′41″E / 36.18167, 100.57806         | 850 MW   | 2013-2017 |
| Parque Villanueva Solar            | México                 | 29°22′21″N 101°2′38″O / 29.37250, -101.04389         | 828 MW   | 2018      |
| Rewa Ultra Mega Solar              | India                  | 24°32′N 81°17′E / 24.53, 81.29                       | 750 MW   | 2018      |
| Charanka Solar Park                | India                  | 23°54′N 71°12′E / 23.900, 71.200                     | 690 MW   | 2012-2019 |
| Kamuthi Solar Power Project        | India                  | 9°21′16″N 78°23′4″E / 9.35444, 78.38444              | 648 MW   | 2016      |
| Mohammed bin Rashid Al Maktoum     | Emiratos Árabes Unidos | 24°45′17″N 55°21′54″E / 24.75472, 55.36500           | 613 MW   | 2019      |
| Solar Star                         | Estados Unidos         | 34°49′50″N 118°23′53″O / 34.83056, -118.39806        | 579 MW   | 2015      |
| Copper Mountain Solar Facility     | Estados Unidos         | 35°47′N 114°59′O / 35.783, -114.983                  | 552 MW   | 2016      |
| Desert Sunlight Solar Farm         | Estados Unidos         | 33°49′33″N 115°24′08″O / 33.82583, -115.40222        | 550 MW   | 2015      |
| Topaz Solar Farm                   | Estados Unidos         | 35°23′N 120°4′O / 35.383, -120.067                   | 550 MW   | 2014      |
| Planta Solar Núñez de Balboa       | España                 | 38°27′10.58″N 6°13′30.5″O / 38.4529389, -6.225139    | 500 MW   | 2020      |
| Planta Solar Mula                  | España                 | 38°02′31″N 1°29′26″O / 38.04194, -1.49056            | 494 MW   | 2019      |

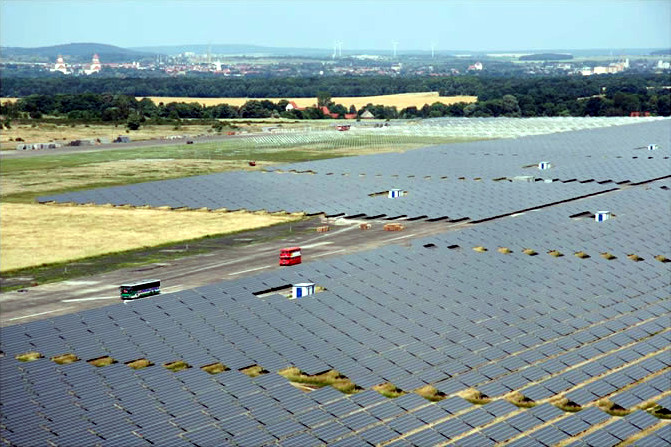
Parque solar en Waldpolenz, Alemania.

Las mayores plantas solares del mundo se encuentran situadas en China e India. Kurnool Solar, en el estado indio de Andhra Pradesh alberga 1 GW de capacidad, equivalente en potencia a una central nuclear. La planta Yanchi Solar, en la provincia de Qinghai (China) cuenta asimismo con dicha capacidad. Entre los primeros puestos se encuentra también Longyangxia Hydro-Solar PV Station, situada junto a la presa de Longyangxia en China. Consiste en un macrocomplejo hidroeléctrico de 1280 MW, al que posteriormente se le añadió una central fotovoltaica de 320 MW, completada en 2013. A finales de 2015 se inauguró una segunda fase de 530 MW, lo que elevó la potencia total de la planta solar hasta los 850 MW.
Otros proyectos de gran escala se encuentran situados en Estados Unidos. Solar Star, tiene una potencia de 579 MW y se encuentra en California. Las plantas Topaz Solar Farm y Desert Sunlight Solar Farm en Riverside County, también en California, tiene asimismo una potencia de 550 MW. El proyecto Blythe Solar Power consiste en una planta fotovoltaica de 500 MW, situada igualmente en Riverside County, cuya construcción está prevista próximamente. En Europa, la planta de mayor envergadura está ubicada en Murcia (España). Cuenta con una capacidad de 494 MW y entró en operación en 2019.
Hay otras muchas plantas de gran escala en construcción. El McCoy Solar Energy Project, en Estados Unidos, tendrá una potencia de 750 MW una vez completado. En los últimos años, se ha propuesto la construcción de varias plantas de potencias superiores a los 1000 MW en diferentes lugares del mundo. La planta Quaid-e-Azam Solar Park, situada en Pakistán y cuya primera fase ya se encuentra operativa con 100 MW, tiene previsto ampliar su capacidad hasta los 1500 MW. Los Emiratos Árabes Unidos planean también la construcción de una planta de 1000 MW. El Ordos Solar Project, situado en China, alcanzará los 2000 MW. El proyecto Westlands Solar Park tiene una capacidad prevista de 2700 MW, a ser completado en varias fases. El proyecto de Ladakh, en India, planea albergar 5 GW de capacidad fotovoltaica.
En lo que respecta a instalaciones fotovoltaicas sobre tejado, la mayor instalación se encuentra en las instalaciones de Renault Samsung Motors en Busan (Corea del Sur), y cuenta con 20 MW distribuidos sobre las diferentes cubiertas, aparcamientos e infraestructuras del complejo. Inaugurada en 2013, proporciona energía a la fábrica y miles de hogares cercanos.

### Almacenamiento de energía fotovoltaica mediante baterías
El almacenamiento de energía se presenta como un reto importante para permitir contar con un suministro continuo de energía, dado que la energía solar no se puede generar por la noche. Las baterías recargables se han usado tradicionalmente para almacenar el exceso de electricidad en sistemas aislados. Con la aparición de los sistemas conectados a red, el exceso de electricidad puede transportarse mediante la red eléctrica a los puntos de consumo. Cuando la producción de energía renovable supone una pequeña fracción de la demanda, otras fuentes de energía pueden ajustar su producción de forma apropiada para prestar un respaldo a la variabilidad de las fuentes renovables, pero con el crecimiento de estas últimas, se hace necesario un control más adecuado para el equilibrio de la red.
Con el declive de los precios, las centrales fotovoltaicas comienzan a disponer de baterías para controlar la potencia de salida o almacenar el exceso de energía para que pueda ser empleado durante las horas en que las centrales renovables no pueden generar directamente. Este tipo de baterías permite estabilizar la red eléctrica al suavizar los picos de demanda durante minutos u horas. Se prevé que en el futuro estas baterías jugarán un papel importante en la red eléctrica, ya que pueden ser cargadas durante los períodos cuando la generación excede la demanda y verter dicha energía en la red cuando la demanda es mayor que la generación.
Por ejemplo, en Puerto Rico un sistema con una capacidad de 20 megavatios durante 15 minutos (5 megavatios hora) se emplea para estabilizar la frecuencia de la red en la isla. Otro sistema de 27 megavatios durante 15 minutos (6,75 megavatios hora) con baterías de níquel-cadmio fue instalado en Fairbanks (Alaska) en 2003 para estabilizar la tensión de las líneas de transmisión.
La mayoría de estos bancos de baterías se encuentran localizados junto a las propias plantas fotovoltaicas. Los mayores sistemas en Estados Unidos incluyen la batería de 31,5 MW en la planta Grand Ridge Power en Illinois, y la batería de 31,5 MW en Beech Ridge, Virginia. Entre los proyectos más destacados se sitúan el sistema de 400 MWh (100 MW durante cuatro horas) del proyecto Southern California Edison y un proyecto de 52 MWh en Kauai (Hawái), que permite desplazar por completo la producción de una planta de 13MW para su uso tras la puesta del sol. Otros proyectos se sitúan en Fairbanks (40 MW para 7 minutos mediante baterías de níquel-cadmio) y en Notrees (Texas) (36 MW para 40 minutos usando baterías de plomo-ácido).
En 2015, se instaló un total de 221 MW con almacenamiento de baterías en Estados Unidos, y se estima que la potencia total de este tipo de sistemas crezca hasta los 1,7 GW en 2020. La mayoría instalada por las propias compañías mayoristas del mercado estadounidense.

## Autoconsumo y balance neto

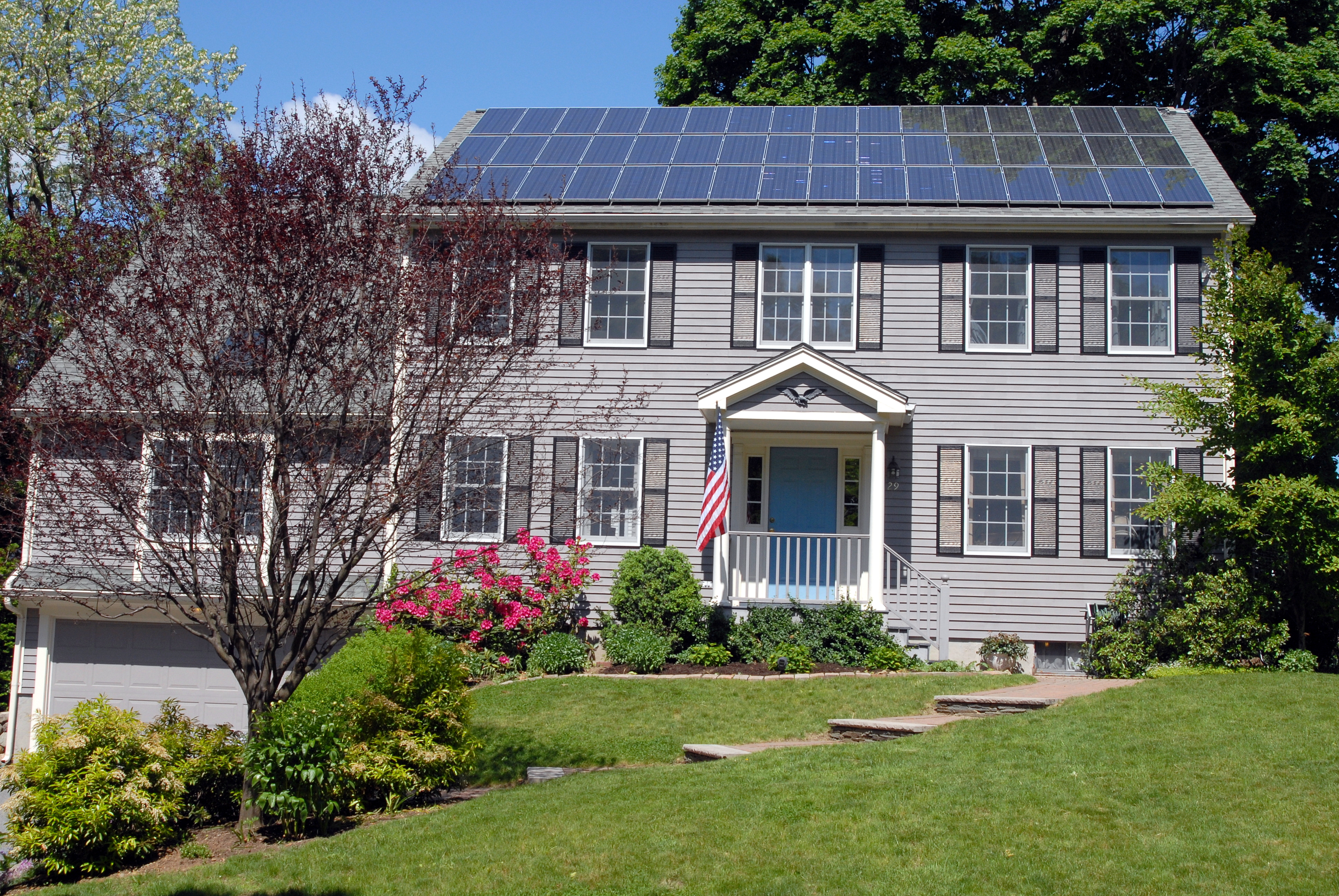
Instalación fotovoltaica sobre tejado en una residencia de Boston (Massachusetts, Estados Unidos).

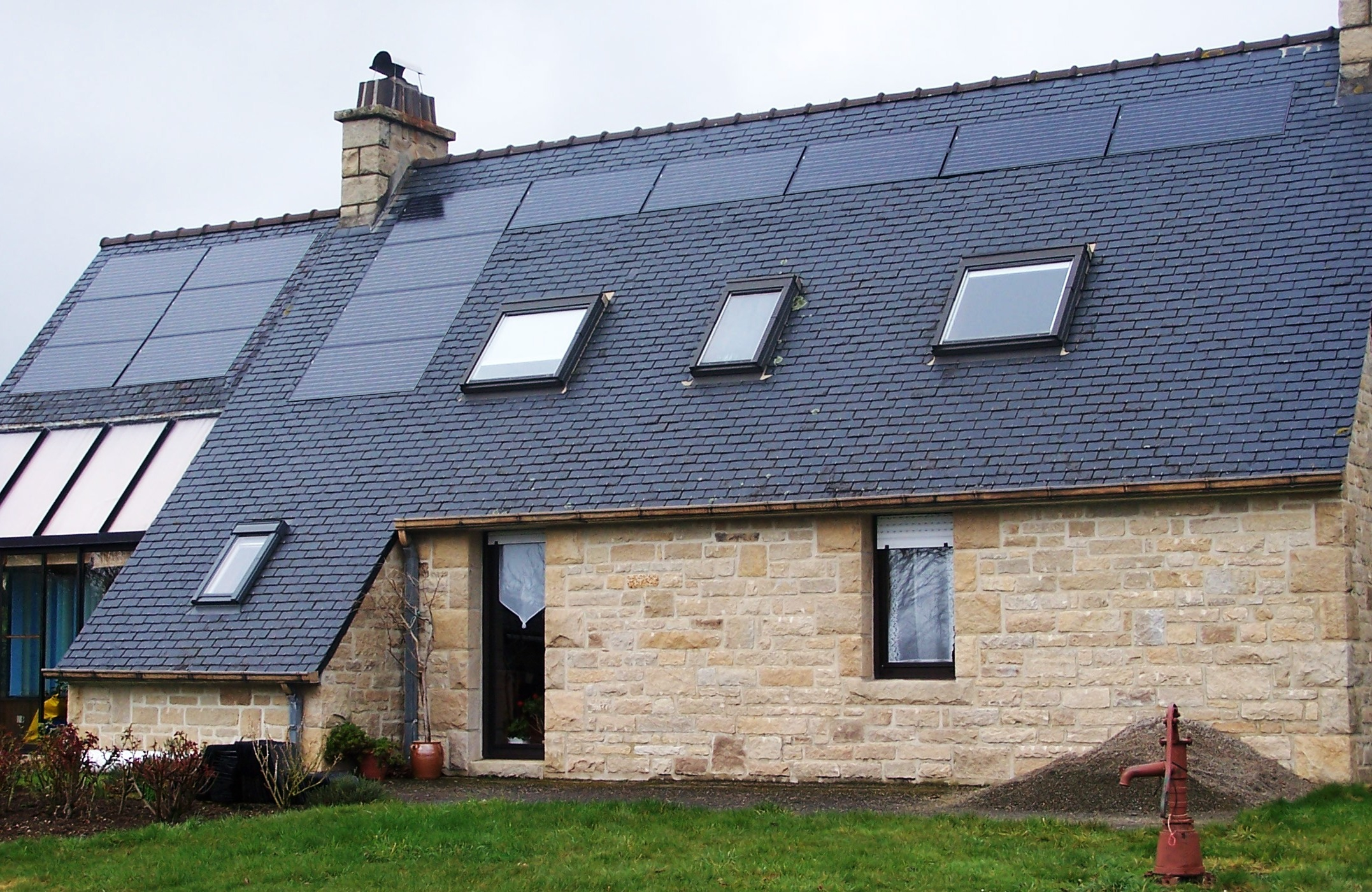
Ejemplo de integración de la energía solar fotovoltaica sobre el tejado de una vivienda.

El autoconsumo fotovoltaico consiste en la producción individual a pequeña escala de electricidad para el propio consumo, a través de paneles fotovoltaicos. Ello se puede complementar con el balance neto. Este esquema de producción, que permite compensar el consumo eléctrico mediante lo generado por una instalación fotovoltaica en momentos de menor consumo, ya ha sido implantado con éxito en muchos países. Fue propuesto en España por la Asociación de la Industria Fotovoltaica (ASIF) para promover la electricidad renovable sin necesidad de apoyo económico adicional, y estuvo en fase de proyecto por el IDAE. Posteriormente se recogió en el Plan de Energías Renovables 2011-2020, pero todavía no ha sido regulado.
Sin embargo, en los últimos años, debido al creciente auge de pequeñas instalaciones de energía renovable, el autoconsumo con balance neto ha comenzado a ser regulado en diversos países del mundo, siendo una realidad en países como Alemania, Italia, Dinamarca, Japón, Australia, Estados Unidos, Canadá y México, entre otros.
Entre las ventajas del autoconsumo respecto al consumo de la red se encuentran las siguientes:
- Con el abaratamiento de los sistemas de autoconsumo y el encarecimiento de las tarifas eléctricas, cada vez es más rentable que uno mismo produzca su propia electricidad.[17]
- Se reduce la dependencia de las compañías eléctricas.
- Los sistemas de autoconsumo fotovoltaicos utilizan la energía solar, una fuente gratuita, inagotable, limpia y respetuosa con el medioambiente.
- Se genera un sistema distribuido de generación eléctrica que reduce la necesidad de invertir en nuevas redes y reduce las pérdidas de energía por el transporte de la electricidad a través de la red.[283]
- Se reduce la dependencia energética del país con el exterior.
- Se evitan problemas para abastecer toda la demanda en hora punta, conocidos por los cortes de electricidad y subidas de tensión.
- Se minimiza el impacto de las instalaciones eléctricas en su entorno.
- Las empresas reducen sus costes energéticos, mejoran su imagen y refuerzan su compromiso con el medio ambiente.[284]

En el caso del autoconsumo fotovoltaico, el tiempo de retorno de la inversión se calcula sobre la base de cuánta electricidad se deja de consumir de la red, debido al empleo de paneles fotovoltaicos.
Por ejemplo, en Alemania, con precios de la electricidad en 0,25 €/kWh y una insolación de 900 kWh/kWp, una instalación de 1 kWp ahorra unos 225 € al año, lo que con unos costes de instalación de 1700 €/kWp significa que el sistema se amortizará en menos de 7 años. Esta cifra es aún menor en países como España, con una irradiación superior a la existente en el norte del continente europeo.

## Eficiencia y costos
El efecto de la temperatura sobre los módulos fotovoltaicos se suele cuantificar mediante unos coeficientes que relacionan las variaciones de la tensión en circuito abierto, de la corriente de cortocircuito y de la potencia máxima a los cambios de temperatura. En este artículo, directrices experimentales integrales para estimar los coeficientes de temperatura

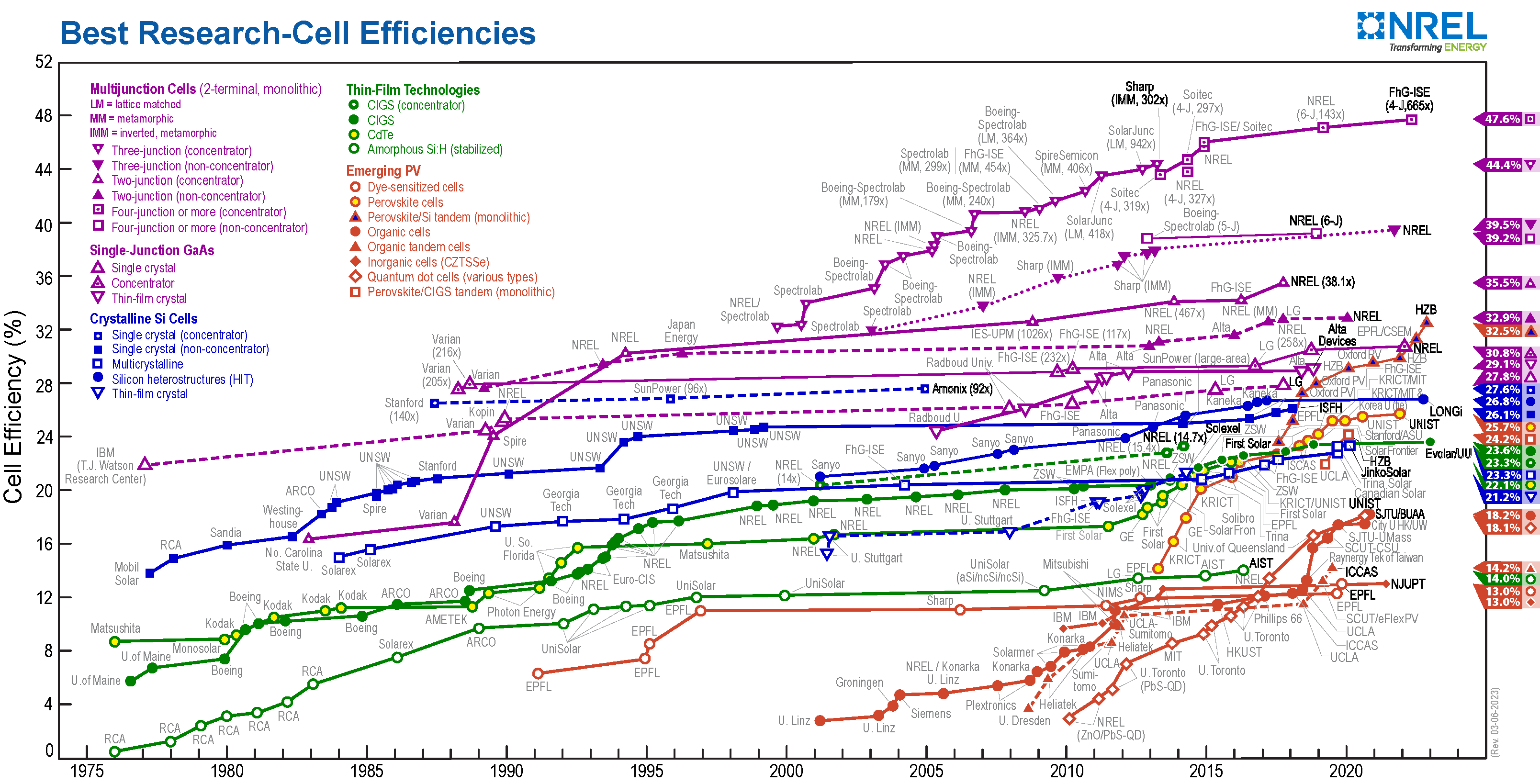
Cronología de las eficiencias de conversión logradas en células solares fotovoltaicas (fuente: National Renewable Energy Laboratory de Estados Unidos).

Evolución del precio de las células fotovoltaicas de silicio cristalino (en $/Wp) entre 1977 y 2015 (fuente: Bloomberg New Energy Finance).

Las eficiencias de las células solares varían entre el 6 % de aquellas basadas en silicio amorfo hasta el 46 % de las células multiunión. Las eficiencias de conversión de las células solares que se utilizan en los módulos fotovoltaicos comerciales (de silicio monocristalino o policristalino) se encuentran en torno al 16-22 %.
El coste de las células solares de silicio cristalino ha descendido desde 76,67 $/Wp en 1977 hasta aproximadamente 0,36 $/Wp en 2014. Esta tendencia sigue la llamada ley de Swanson, una predicción similar a la conocida Ley de Moore, que establece que los precios de los módulos solares descienden un 20 % cada vez que se duplica la capacidad de la industria fotovoltaica.
En 2014, el precio de los módulos solares se había reducido en un 80 % desde el verano de 2008, colocando a la energía solar por primera vez en una posición ventajosa respecto al precio de la electricidad pagado por el consumidor en un buen número de regiones soleadas. En este sentido, el coste medio de generación eléctrica de la energía solar fotovoltaica es ya competitivo con el de las fuentes convencionales de energía en una creciente lista de países, particularmente cuando se considera la hora de generación de dicha energía, ya que la electricidad es usualmente más cara durante el día. Se ha producido una dura competencia en la cadena de producción, y asimismo se esperan mayores caídas del coste de la energía fotovoltaica en los próximos años, lo que supone una creciente amenaza al dominio de las fuentes de generación basadas en las energías fósiles. Conforme pasa el tiempo, las tecnologías de generación renovable son generalmente más baratas, mientras que las energías fósiles se vuelven más caras:

Cuanto más desciende el coste de la energía solar fotovoltaica, más favorablemente compite con las fuentes de energía convencionales, y más atractiva es para los usuarios de electricidad en todo el mundo. La fotovoltaica a pequeña escala puede utilizarse en California a precios de 100 $/MWh (0,10 $/kWh) por debajo de la mayoría de otros tipos de generación, incluso aquellos que funcionan mediante gas natural de bajo coste. Menores costes en los módulos fotovoltaicos también suponen un estímulo en la demanda de consumidores particulares, para los que el coste de la fotovoltaica se compara ya favorablemente al de los precios finales de la energía eléctrica convencional.

En 2011, el coste de la fotovoltaica había caído bastante por debajo del de la energía nuclear, y se espera que siga cayendo:

Para instalaciones a gran escala, ya se han alcanzado precios por debajo de 1 $/vatio. Por ejemplo, en abril de 2012 se publicó un precio de módulos fotovoltaicos a 0,60 Euros/Vatio (0,78 $/Vatio) en un acuerdo marco de 5 años.

En algunas regiones, la energía fotovoltaica ha alcanzado la paridad de red, que se define cuando los costes de producción fotovoltaica se encuentran al mismo nivel, o por debajo, de los precios de electricidad que paga el consumidor final (aunque en la mayor parte de las ocasiones todavía por encima de los costes de generación en las centrales de carbón o gas, sin contar con la distribución y otros costes inducidos). La energía fotovoltaica se genera durante un período del día muy cercano al pico de demanda (lo precede) en sistemas eléctricos que hacen gran uso del aire acondicionado. Más generalmente, es evidente que, con un precio de carbón de 50 $/tonelada, que eleva el precio de las plantas de carbón a 5 cent./kWh, la energía fotovoltaica será competitiva en la mayor parte de los países. El precio a la baja de los módulos fotovoltaicos se ha reflejado rápidamente en un creciente número de instalaciones, acumulando en todo 2011 unos 23 GW instalados ese año. Aunque se espera cierta consolidación en 2012, debido a recortes en el apoyo económico en los importantes mercados de Alemania e Italia, el fuerte crecimiento muy probablemente continuará durante el resto de la década. De hecho, ya en un estudio se mencionaba que la inversión total en energías renovables en 2011 había superado las inversiones en la generación eléctrica basada en el carbón.

La tendencia es que los precios disminuyan aún más con el tiempo una vez que los componentes fotovoltaicos han entrado en una clara y directa fase industrial. A finales de 2012, el precio medio de los módulos fotovoltaicos había caído a 0,50 $/Wp, y las previsiones apuntan que su precio seguirá reduciéndose hasta los 0,36 $/Wp en 2017.
En 2015, el Instituto alemán Fraunhofer especializado en energía solar (ISE) realizó un estudio que concluía que la mayoría de los escenarios previstos para el desarrollo de la energía solar infravaloran la importancia de la fotovoltaica. El estudio realizado por el instituto Fraunhofer estimaba que el coste levelizado (LCOE) de la energía solar fotovoltaica para plantas de conexión a red se situará a largo plazo entre 0,02 y 0,04 €/kWh, niveles inferiores a los de las fuentes de energía convencionales.

Extracto de las conclusiones del estudio de Fraunhofer ISE: Current and Future Cost of Photovoltaics. Long-term Scenarios for Market Development, System Prices and LCOE of Utility-Scale PV Systems (Coste actual y futuro de la energía fotovoltaica. Escenarios a largo plazo para el desarrollo del mercado, sistemas de precios y LCOE de sistemas fotovoltaicos de conexión a red)— Febrero de 2015:
1. La energía solar fotovoltaica ya es actualmente una tecnología de generación renovable de bajo coste. El coste de las plantas fotovoltaicas a gran escala conectadas a red cayó en Alemania desde valores superiores a 0,40 €/kWh en 2005 hasta los 0,09 €/kWh en 2014. Se han publicado costes incluso menores en otras regiones más soleadas del resto del mundo, dado que una buena parte de los componentes de las plantas fotovoltaicas se comercializan en los mercados globales.
2. La energía solar pronto se convertirá en la fuente de energía más barata en muchas regiones del mundo. Incluso suponiendo proyecciones conservadoras y considerando que no se producirán avances tecnológicos importantes, no se espera un parón en la reducción de costes que se está produciendo actualmente. Dependiendo de la irradiación anual del emplazamiento elegido, el coste de la fotovoltaica se situará entre los 0,04-0,06 €/kWh para 2025, alcanzando 0,02-0,04 €/kWh antes de 2050 (estimación conservadora).
3. El ambiente financiero y regulatorio serán la clave para las futuras reducciones de coste de esta tecnología. El coste de los componentes en los mercados globales descenderá independientemente de las condiciones locales de cada país. Pero una regulación inadecuada pueden suponer un incremento de coste de hasta el 50 % debido al mayor coste de financiación. Esto puede incluso llegar a compensar negativamente el hecho de contar con un mayor recurso solar en algunas zonas.
4. La mayoría de los escenarios previstos para el desarrollo de la energía solar infravaloran la importancia de la fotovoltaica. Basados en estimaciones de costes desactualizadas, la mayor parte de las proyecciones para el futuro de los sistemas energéticos domésticos, regionales y globales prevén tan solo una pequeña producción de energía solar. Los resultados de nuestro análisis indican que se hace necesaria una revisión fundamental de este aspecto para lograr una optimización de los costes.

### Energía fotovoltaica de capa fina oThin film

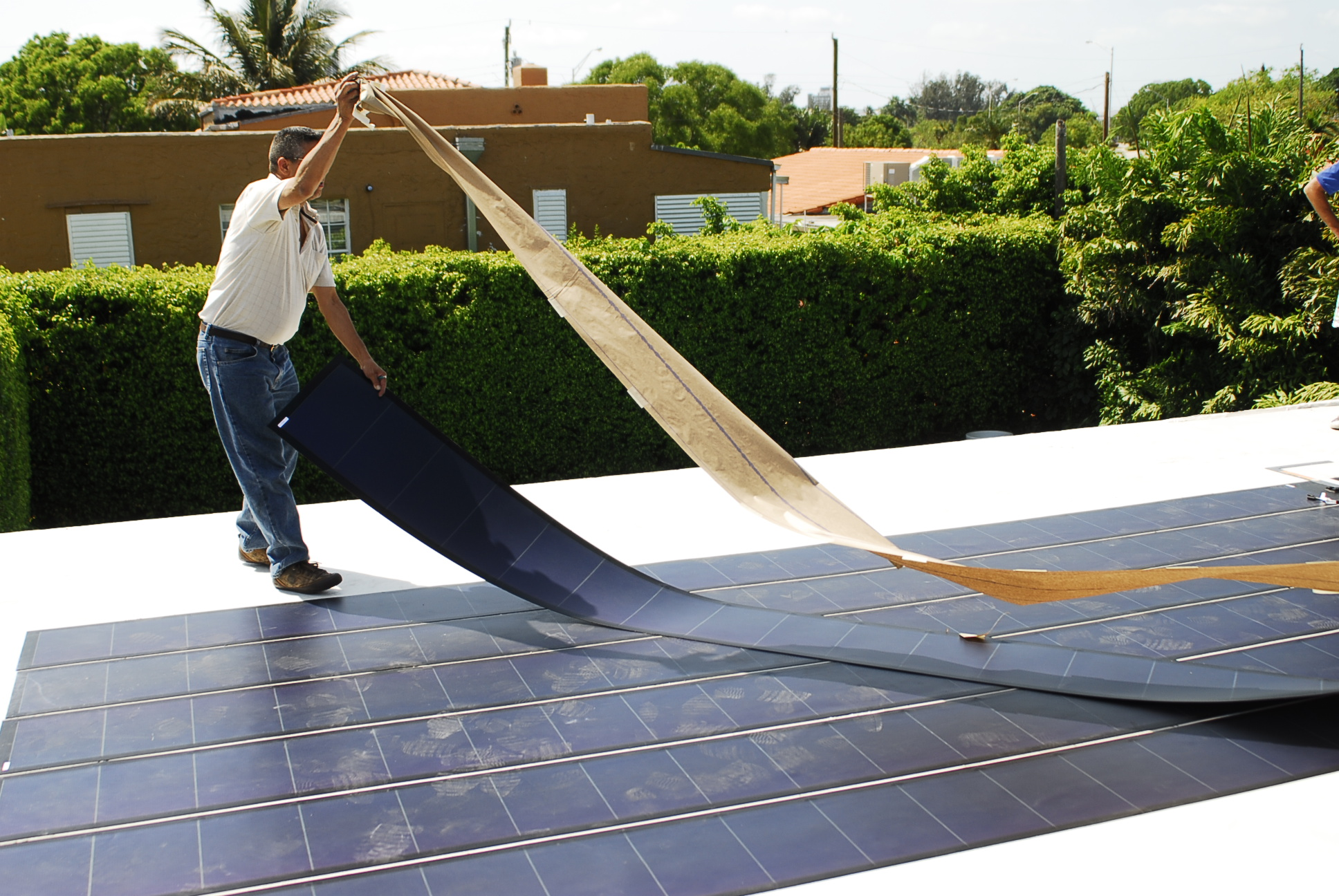
Laminados fotovoltaicos de capa fina siendo instalados sobre un tejado.

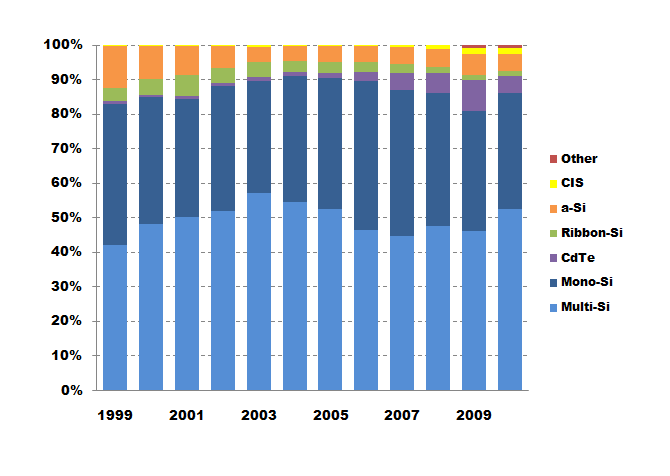
Cuota de mercado de las diferentes tecnologías fotovoltaicas: Se observa la predominancia de las células de silicio. En 2010, la cuota de la tecnología de capa delgada cayó un 30 % debido al crecimiento de las más eficientes tecnologías de silicio mono y policristalinas que dominan el mercado (están representadas en azul claro e intenso).

Otra alternativa de bajo coste a las células de silicio cristalino es la energía fotovoltaica de capa o película fina que está basada en las células solares de tercera generación. Consisten en una célula solar que se fabrica mediante el depósito de una o más capas delgadas (película delgada) de material fotovoltaico en un sustrato.
Las células solares de película delgada suelen clasificarse según el material fotovoltaico utilizado:
- Silicio amorfo (a-Si) y otros silicios de película delgada (TF-Si)[313]
- Teluro de cadmio (CdTe)[314]
- Cobre indio galio y seleniuro (CIS o CIGS)[315]
- Células solares sensibilizadas por colorante (DSC)[316] y otras células solares orgánicas.[317]

La Conferencia Internacional Energía Solar de Bajo Costo de Sevilla, realizada en febrero de 2009, fue el primer escaparate en España de las mismas. Esta tecnología causó grandes expectativas en sus inicios. Sin embargo, la fuerte caída en el precio de las células y los módulos de silicio policristalino desde finales de 2011 ha provocado que algunos fabricantes de capa fina se hayan visto obligados a abandonar el mercado, mientras que otros han visto muy reducidos sus beneficios.

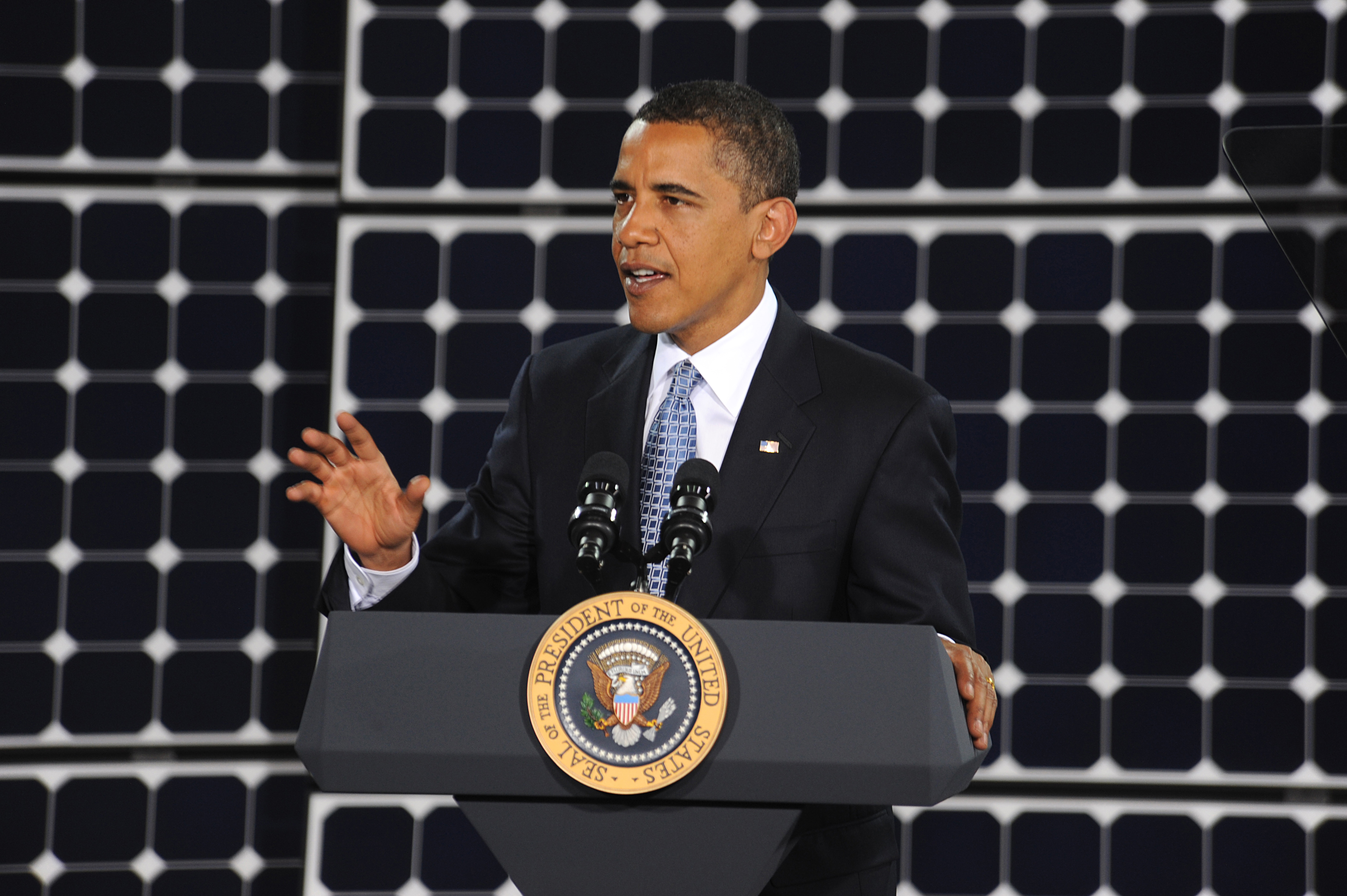
El presidente de Estados Unidos Barack Obama pronuncia un discurso durante la inauguración de una planta solar fotovoltaica, en mayo de 2009.

## Beneficio medioambiental
La cantidad de energía solar que alcanza a la superficie terrestre es enorme, cerca de 122 petavatios (PW), y equivale a casi 10 000 veces más que los 13 TW consumidos por la humanidad en 2005. Esta abundancia sugiere que no pasará mucho tiempo antes de que la energía solar se convierta en la principal fuente de energía de la humanidad. Adicionalmente, la generación eléctrica mediante fotovoltaica presenta la mayor densidad energética (una media global de 170 W/m²) de todas las energías renovables.
A diferencia de las tecnologías de generación de energía basadas en combustibles fósiles, la energía solar fotovoltaica no produce ningún tipo de emisiones nocivas durante su funcionamiento, aunque la producción de los paneles fotovoltaicos presenta también un cierto impacto ambiental. Los residuos finales generados durante la fase de producción de los componentes, así como las emisiones de las factorías, pueden gestionarse mediante controles de contaminación ya existentes. Durante los últimos años también se han desarrollado tecnologías de reciclaje para gestionar los diferentes elementos fotovoltaicos al finalizar su vida útil, y se están llevando a cabo programas para incrementar el reciclaje entre los productores fotovoltaicos.
La tasa de retorno energético de esta tecnología, por su parte, es cada vez mayor. Con la tecnología actual, los paneles fotovoltaicos recuperan la energía necesaria para su fabricación en un período comprendido entre 6 meses y 1 año y medio; teniendo en cuenta que su vida útil media es superior a 30 años, producen electricidad limpia durante más del 95 % de su ciclo de vida.

### Emisiones de gases de efecto invernadero
Las emisiones de gases de efecto invernadero a lo largo del ciclo de vida para la fotovoltaica son cercanas a los 46 g/kWh, pudiendo reducirse incluso hasta 15 g/kWh en un futuro próximo.
En comparación, una planta de gas de ciclo combinado emite entre 400-599 g/kWh, una planta de gasoil 893 g/kWh, una planta de carbón 915-994 g/kWh o con tecnología de captura de carbono unos 200 g/kWh (excluyendo las emisiones durante la extracción y el transporte de carbón), y una planta de energía geotérmica de alta temperatura, entre 91-122 g/kWh. La intensidad de las emisiones para el ciclo de vida de la energía hidráulica, eólica y la energía nuclear es menor que la de la energía fotovoltaica, según los datos publicados por el IPCC en 2011.
Al igual que todas las fuentes de energía cuyas emisiones dependen principalmente de las fases de construcción y transporte, la transición hacia una economía de bajo carbono podría reducir aún más las emisiones de dióxido de carbono durante la fabricación de los dispositivos solares.
Un sistema fotovoltaico de 1 kW de potencia ahorra la combustión de aproximadamente 77 kg (170 libras) de carbón, evita la emisión a la atmósfera de unos 136 kg (300 libras) de dióxido de carbono, y ahorra mensualmente el uso de unos 400 litros (105 galones) de agua.

### Degradación de los módulos fotovoltaicos
La potencia de salida de un dispositivo fotovoltaico (PV) disminuye con el tiempo. Esta disminución se debe a su exposición a la radiación solar así como a otras condiciones externas. El índice de degradación, que se define como el porcentaje anual de pérdida de potencia de salida, es un factor clave para determinar la producción a largo plazo de una planta fotovoltaica.Para estimar esta degradación, se cuantifica por separado el porcentaje de disminución asociado a cada uno de los parámetros eléctricos. Debe tenerse en cuenta que la degradación individual de un módulo fotovoltaico puede influir significativamente en el rendimiento de una cadena completa. Además, no todos los módulos de una misma instalación disminuyen sus prestaciones exactamente al mismo ritmo. Dado un conjunto de módulos expuestos a condiciones exteriores de larga duración, se debe considerar la degradación individual de los principales parámetros eléctricos y el aumento de su dispersión. Como cada módulo tiende a degradarse de forma diferente, el comportamiento de los módulos será cada vez más diferente con el paso del tiempo, afectando negativamente el rendimiento global de la planta.
Hay varios estudios que se ocupan del análisis de la degradación de potencia de los módulos basados en diferentes tecnologías fotovoltaicas disponibles en la literatura. Según un reciente estudio, la degradación de los módulos de silicio cristalino es muy regular, osiclando entre 0,8 % y 1,0 % por año.
Por otra parte, si analizamos el rendimiento de módulos fotovoltaicos de capa delgada, se observa un período inicial de fuerte degradación (que puede duran varios meses e incluso hasta 2 años), seguido de una posterior etapa en la que la degradación se estabiliza, siendo entonces comparable a la que puede tener el silicio cristalino. En dichas tecnologías de capa delgada se observan también fuertes variaciones estacionales porque la influencia del espectro solar es mucho mayor. Por ejemplo, para módulos de silicio amorfo, silicio micromorfo o teluluro de cadmio, estamos hablando de tasas de degrdación anual para los primeros años de entre un 3 % y un 4 %. Sin embargo, otras tecnologías, como la CIGS, presentan tasas de degradación muy inferiores, incluso en esos primeros años.

### Reciclaje de módulos fotovoltaicos
Una instalación fotovoltaica puede operar durante 30 años o más con escaso mantenimiento o intervención tras su puesta en marcha, por lo que tras el coste de inversión inicial necesario para construir una instalación fotovoltaica, sus costes de operación son muy bajos en comparación con el resto de fuentes energéticas existentes. Al finalizar su vida útil, la mayor parte de los paneles fotovoltaicos puede ser tratada. Gracias a las innovaciones tecnológicas que se han desarrollado en los últimos años, se puede recuperar hasta el 95 % de ciertos materiales semiconductores y el vidrio, así como grandes cantidades de metales ferrosos y no ferrosos utilizados en los módulos. Algunas empresas privadas y organizaciones sin fines de lucro, como por ejemplo PV CYCLE en la Unión Europea, están trabajando en las operaciones de recogida y reciclaje de paneles al final de su vida útil.
Dos de las soluciones de reciclaje más comunes son:
- Paneles de silicio: Los marcos de aluminio y las cajas de conexión son desmantelados manualmente al comienzo del proceso. El panel se tritura y las diferentes fracciones se separan: vidrio, plásticos y metales.[336] Es posible recuperar más de 80 % del peso entrante[337] y, por ejemplo, el cristal mixto extraído es fácilmente aceptado por las industrias de la espuma de vidrio y del aislamiento. Este proceso puede ser realizado por los recicladores de vidrio plano, ya que la morfología y composición de un panel fotovoltaico es similar al cristal plano utilizado en la industria de la construcción y del automóvil.
- Paneles de otros materiales: Hoy en día se cuenta con tecnologías específicas para el reciclaje de paneles fotovoltaicos que no contienen silicio, algunas técnicas utilizan baños químicos para separar los diferentes materiales semiconductores.[338] Para los paneles de teluro de cadmio, el proceso de reciclaje empieza por aplastar el módulo y, posteriormente, separar las diferentes partes. Este proceso de reciclaje está diseñado para recuperar hasta un 90 % del vidrio y 95 % de los materiales semiconductores.[339] En los últimos años, algunas empresas privadas han puesto en marcha instalaciones de reciclaje a escala comercial.[340]

Desde 2010 se celebra una conferencia anual en Europa que reúne a productores, recicladores e investigadores para debatir el futuro del reciclaje de módulos fotovoltaicos. En 2012 tuvo lugar en Madrid.